# قائمة النقود الورقية اللبنانية
تحتوي هذه المقالة صُورًا ملوَّنة أو سوداء وبيضاء ذات تباين، انتبه إلى معايرة شاشة العرض بدقة للتمكن من رؤية التفاصيل.

إلى اليمين: يجب أن تكون قادرًا على رؤية ثلاث أو أربع دوائر رمادية بتدرجات مختلفة على خلفية سوداء، بخلاف ذلك أعد ضبط إعدادت الظل في شاشة العرض.

إلى اليسار: يلزم أن تضمحل الدوائر الملونة في الخلفية لو نظر إلى الشاشة عن بعد يتراوح بين متر ومترين، بخلاف ذلك أعد ضبط إعدادات غاما في شاشة العرض.
هذه قائمة عن النقود الورقية المتداولة في لبنان(1) منذ العام 1919 حتى العقد الثاني من القرن الثاني عشر الميلادي. تعاقبت خلال هذه الفترة ثلاثة كيانات سياسية هي دولة لبنان الكبير بين عامي 1920 و 1926 والجمهورية اللبنانية بين عامي 1926 و 1943 وخضع كلاهما للانتداب الفرنسي، والجمهورية اللبنانية التي سادت بعد جلاء الانتداب في عام 1943، وهي مستمرة حتى العقد الثاني من القرن الحادي والعشرين.
عملة لبنان الرسميَّة هي الليرة اللبنانية، وتتألف من 100 قرش. كان الإصدار الورقي الأول عام 1919 من فئة قرش واحد وهي أصغر فئةٍ ورقية أُصدرت على الإطلاق، تلاها إصدارات لاحقة من فئات أكبر هي خمسة قروش وعشرة قروش وغيرها وصولاً إلى فئتي خمسين ألف ليرة ومئة ألف ليرة وهما أكبر فئتين للنقد الورقي أٌصدرتا حتى عام 2021. النقود الورقية المتداولة هي 1,000 ليرة و 5,000 ليرة و 10,000 ليرة و 20,000 ليرة و 50,000 ليرة و 100,000 ليرة.
أُُصدِرت النقود الورقية أولاً عن طريق البنك السوري بين عامي 1919 و 1920، عندما كان لبنان جزءاً من المملكة العربية السورية التي امتدت على إقليم بلاد الشام الجغرافي. بدأ بنك سورية ولبنان الكبير في عام 1925 إصدار النقود الورقية في سورية ولبنان معاً، وكانت القطع النقدية تُوشَّح باسم البلد، ولكنها كانت مُتشابهةً في التصميم واستعملت بشكل متبادل في البلدين، ثُمَّ أُزيلت كلمة "الكبير" من اسم المصرف في عام 1939 فأصبح اسمه بنك سورية ولبنان، واستمر هذا المصرف في إصدار النقد الورقي في لبنان حتى عام 1964 حينما حلَّ محله مصرف لبنان، تخلل هذه الفترة الحرب العالمية الثانية، وفيها أصدرت الجمهورية اللبنانية النقد الورقي بدءاً من عام 1942 واستمرت كذلك حتى العام 1950. ما يزال إصدار النقد المعدني والورقي من مهام مصرف لبنان حتى العقد الثاني من القرن الحادي والعشرين.

## كيف تقرأ هذه القائمة؟

مثال عن القالب المُستعمل في عرض البيانات، وتظهر عليه الأرقام من 1 حتى 5 ويمكن تبين معانيها في النص في هذه الفقرة.

تعرض هذه القائمة الإصدارات الورقية وفقاً للجهة التي أصدرتها، وتُرتِّب الجهات تبعاً للتسلسل الزمني، وتتكون هذه القائمة من 5 مجموعات رئيسة هي:
1. إصدارات البنك السوري بين عامي 1919 و1920.
2. إصدارات بنك سورية ولبنان الكبير بين عامي 1925 و1939.
3. إصدارات بنك سورية ولبنان من عام 1939 حتى 1942 ومن عام 1950 حتى 1964.
4. إصدارات الجمهورية اللبنانية بين عامي 1942 و1950.
5. إصدارات مصرف لبنان مُستمرة منذ 1964.

ترتب الإصدارات لدى كل جهة تصاعدياً حسب الفئة، لو وُجِد إصداران للجهة نفسها اشتركا بالفئة ذاتها، فإنهما يرتبان وفقاً لتاريخ الإصدار. تُجمَع الإِصدارات المتشابهة تصميماً بعضها من بعضٍ وتُعرض في قالبٍ واحد يشابه الشكل المرفق مع هذه الفقرة، وهو يتكون من خمسة أقسام رئيسة هي:
1. الفئة، أي فئة الإصدار.
2. وصف عام للإصدار، ويتضمن أربعة حقول هي: جهة الإصدار ومصممه وعلامته المائية وأبعاده.
3. وصف الوجه الأمامي للإصدار، ويتضمن حقلين: عرضاً مرئياً للوجه الأمامي ووصفاً نصياً لمحتواه المرسوم والمكتوب.
4. وصف الوجه الخلفي للإصدار، ويتضمن حقلين: عرضاً مرئياً للوجه الخلفي ووصفاً نصياً لمحتواه المرسوم والمكتوب.
5. عرضٌ مقارنٍ للإصدارات التي تتشابه مع التصميم المعروض، ويُمثل كُلُّ سطرٍ إصداراً وله ثمانية حقول مميزة هي: صورة الوجه الأمامي مصغرةٌ وصورة مصغرة للوجه الخلفي ثم مكان وتاريخ الإصدار ثم المطبعة والتوقيع وتفصيلهما في هوامش المقالة ثم مُعرِّف الإصدار لدى الدليل المعياري للنقد الورقي العالمي SCWPM والدليل الاحترافي للعملات الورقية اللبنانية PCLB وأخيراً حقلٌ للملاحظات.

## إصدارات البنك السوري

### غرش سوري واحد
| غرش سوري واحد | غرش سوري واحد             | غرش سوري واحد             | غرش سوري واحد             | غرش سوري واحد         | غرش سوري واحد         | غرش سوري واحد         | غرش سوري واحد                |
| الوصف | الوصف                     | الوصف                     | الوصف                     | الوصف                 | الوصف                 | الوصف                 | الوصف                        |
| --- | ------------------------- | ------------------------- | ------------------------- | --------------------- | --------------------- | --------------------- | ---------------------------- |
| جهة الإصدار: البنك السوري | جهة الإصدار: البنك السوري | جهة الإصدار: البنك السوري | جهة الإصدار: البنك السوري | المُصمِم: غير معروف     | المُصمِم: غير معروف     | المُصمِم: غير معروف     | المُصمِم: غير معروف            |
| العلامة المائية: لا يوجد | العلامة المائية: لا يوجد  | العلامة المائية: لا يوجد  | العلامة المائية: لا يوجد  | الأبعاد (مم): 66 × 43 | الأبعاد (مم): 66 × 43 | الأبعاد (مم): 66 × 43 | الأبعاد (مم): 66 × 43        |
| وصف الوجه الأمامي |                           |                           |                           |                       |                       |                       |                              |
| - الصور والرموز والرسومات: إطار مزخرف - اللون: أزرق داكن وأبيض عاجي - الكتابات: عبارة البنك السوري والفئة بالأرقام العربية والهندية، وكتابةً بالعربية غرش سوري واحد |                           |                           |                           |                       |                       |                       |                              |
| وصف الوجه الخلفي |                           |                           |                           |                       |                       |                       |                              |
| - الصور والرموز والرسومات: صورة لآثار بعلبك وزخارف هندسية ونباتية - اللون: بني وأبيض عاجي - الكتابات: لا يوجد كتابات                                               |                           |                           |                           |                       |                       |                       |                              |
| صورة الوجه الأمامي | صورة الوجه الخلفي         | مكان وتاريخ الإصدار       | المطبعة                   | التوقيع               | PCLB                  | SCWPM                 | الملاحظات                    |
| |                           | بيروت 01-01-1920          | BWC                       | توقيع 01              | 6a                    | Pick# 6               | تعتبر أصغر فئة ورقية متداولة |

### خمسة غروش سورية
| الفئة: خمسة غروش سورية | الفئة: خمسة غروش سورية    | الفئة: خمسة غروش سورية    | الفئة: خمسة غروش سورية    | الفئة: خمسة غروش سورية | الفئة: خمسة غروش سورية | الفئة: خمسة غروش سورية | الفئة: خمسة غروش سورية                    |
| الوصف | الوصف                     | الوصف                     | الوصف                     | الوصف                  | الوصف                  | الوصف                  | الوصف                                     |
| --- | ------------------------- | ------------------------- | ------------------------- | ---------------------- | ---------------------- | ---------------------- | ----------------------------------------- |
| جهة الإصدار: البنك السوري | جهة الإصدار: البنك السوري | جهة الإصدار: البنك السوري | جهة الإصدار: البنك السوري | المُصمِم: غير معروف      | المُصمِم: غير معروف      | المُصمِم: غير معروف      | المُصمِم: غير معروف                         |
| العلامة المائية: لا يوجد | العلامة المائية: لا يوجد  | العلامة المائية: لا يوجد  | العلامة المائية: لا يوجد  | الأبعاد (مم): 117 × 74 | الأبعاد (مم): 117 × 74 | الأبعاد (مم): 117 × 74 | الأبعاد (مم): 117 × 74                    |
| وصف الوجه الأمامي |                           |                           |                           |                        |                        |                        |                                           |
| - الصور والرموز والرسومات: صورة آثار بعلبك وزخارف هندسية ونباتية - اللون: أخضر زيتي وأبيض عاجي - الكتابات: عبارة تدفع لحامله لقآء «شك» على باريس (وقيمةُ الغرش السوريّ عشرون سنتيماً إفرنسياً) |                           |                           |                           |                        |                        |                        |                                           |
| وصف الوجه الخلفي |                           |                           |                           |                        |                        |                        |                                           |
| - الصور والرموز والرسومات: أسد على عتبة من آثار بعلبك وزخارف هندسية ونباتية - اللون: أزرق وأحمر وأبيض - الكتابات: عبارة البنك السوري والفئة بالأرقام الهندية والعربية وكتابةً: غروش سورية   |                           |                           |                           |                        |                        |                        |                                           |
| صورة الوجه الأمامي | صورة الوجه الخلفي         | مكان وتاريخ الإصدار       | المطبعة                   | التوقيع                | PCLB                   | SCWPM                  | الملاحظات                                 |
| |                           | بيروت 01-08-1919          | BWC                       | توقيع 01               | 1a                     | Pick# 1a               | أول قطعة ورقية تصدر لسورية ولبنان         |
| |                           | بيروت 01-08-1919          | BWC                       | توقيع 02               | 1b                     | Pick# 1b               | -                                         |
| |                           | بيروت 01-07-1920          | BWC                       | توقيع 02               | 11                     | Pick# 11               | القطع المعروفة من هذه القطعة هي نماذج فقط |

### عشرة غروش سورية
| عشرة غروش سورية | عشرة غروش سورية           | عشرة غروش سورية           | عشرة غروش سورية           | عشرة غروش سورية        | عشرة غروش سورية        | عشرة غروش سورية        | عشرة غروش سورية                         |
| الوصف | الوصف                     | الوصف                     | الوصف                     | الوصف                  | الوصف                  | الوصف                  | الوصف                                   |
| --- | ------------------------- | ------------------------- | ------------------------- | ---------------------- | ---------------------- | ---------------------- | --------------------------------------- |
| جهة الإصدار: البنك السوري | جهة الإصدار: البنك السوري | جهة الإصدار: البنك السوري | جهة الإصدار: البنك السوري | المُصمِم: غير معروف      | المُصمِم: غير معروف      | المُصمِم: غير معروف      | المُصمِم: غير معروف                       |
| العلامة المائية: لا يوجد | العلامة المائية: لا يوجد  | العلامة المائية: لا يوجد  | العلامة المائية: لا يوجد  | الأبعاد (مم): 123 × 77 | الأبعاد (مم): 123 × 77 | الأبعاد (مم): 123 × 77 | الأبعاد (مم): 123 × 77                  |
| وصف الوجه الأمامي |                           |                           |                           |                        |                        |                        |                                         |
| - الصور والرموز والرسومات: إطار مزخرف وبالوسط مشهد لتجمع عدد من الرعاة حول النار بالقرب من جسر قديم - اللون: أزق مخضر وأصفر فاتح - الكتابات: باللغتين العربية والفرنسية وعبارة "تدفع لحامله لقاء شك على باريس وقيمة الغرش السوري عشرون سنتيما إفرنسيا" |                           |                           |                           |                        |                        |                        |                                         |
| وصف الوجه الخلفي |                           |                           |                           |                        |                        |                        |                                         |
| - الصور والرموز والرسومات: عبارة البنك السوري في الوسط ضمن إطار مستطيل محاط بأشكال وزخرفات هندسية - اللون: زهري وليلكي - الكتابات: باللغتين العربية والفرنسية                                                                                          |                           |                           |                           |                        |                        |                        |                                         |
| صورة الوجه الأمامي | صورة الوجه الخلفي         | مكان وتاريخ الإصدار       | المطبعة                   | التوقيع                | PCLB                   | SCWPM                  | الملاحظات                               |
| |                           | بيروت 01-07-1920          | BWC                       | توقيع 02               | 12a                    | Pick# 12               | كانت هذه القطعة متداولة في سورية ولبنان |

### خمسة وعشرون غرشاً أو ربع ليرة سورية
| خمسة وعشرون غرشاً سوريةً | خمسة وعشرون غرشاً سوريةً    | خمسة وعشرون غرشاً سوريةً    | خمسة وعشرون غرشاً سوريةً    | خمسة وعشرون غرشاً سوريةً | خمسة وعشرون غرشاً سوريةً | خمسة وعشرون غرشاً سوريةً | خمسة وعشرون غرشاً سوريةً                  |
| الوصف | الوصف                     | الوصف                     | الوصف                     | الوصف                  | الوصف                  | الوصف                  | الوصف                                   |
| --- | ------------------------- | ------------------------- | ------------------------- | ---------------------- | ---------------------- | ---------------------- | --------------------------------------- |
| جهة الإصدار: البنك السوري | جهة الإصدار: البنك السوري | جهة الإصدار: البنك السوري | جهة الإصدار: البنك السوري | المُصمِم: غير معروف      | المُصمِم: غير معروف      | المُصمِم: غير معروف      | المُصمِم: غير معروف                       |
| العلامة المائية: لا يوجد | العلامة المائية: لا يوجد  | العلامة المائية: لا يوجد  | العلامة المائية: لا يوجد  | الأبعاد (مم): 131 × 79 | الأبعاد (مم): 131 × 79 | الأبعاد (مم): 131 × 79 | الأبعاد (مم): 131 × 79                  |
| وصف الوجه الأمامي |                           |                           |                           |                        |                        |                        |                                         |
| - الصور والرموز والرسومات: إطار تزييني بزخارف هندسية يتوسطه صورة لمئذنة العروس في الجامع الأموي بمدينة دمشق - اللون: أزرق داكن وأبيض عاجي - الكتابات: باللغتين العربية والفرنسية وعبارة "تدفع لحامله لقاء شك على باريس وقيمة الغرش السوري عشرون سنتيما إفرنسيا" |                           |                           |                           |                        |                        |                        |                                         |
| وصف الوجه الخلفي |                           |                           |                           |                        |                        |                        |                                         |
| - الصور والرموز والرسومات: عمودين حجريين على الطرفين وحصان في أسفل المنتصف وزخارف هندسية - اللون: أخضر وزهري - الكتابات: باللغتين العربية والفرنسية - عبارة "البنك السوري"                                                                                      |                           |                           |                           |                        |                        |                        |                                         |
| صورة الوجه الأمامي | صورة الوجه الخلفي         | مكان وتاريخ الإصدار       | المطبعة                   | التوقيع                | PCLB                   | SCWPM                  | الملاحظات                               |
| |                           | بيروت 01-08-1919          | BWC                       | توقيع 01               | 2a                     | Pick# 2                | كانت هذه القطعة متداولة في سورية ولبنان |
| |                           | بيروت 01-07-1920          | BWC                       | توقيع 02               | 13a                    | Pick# 13               | كانت هذه القطعة متداولة في سورية ولبنان |

### خمسون غرشاً أو نصف ليرة سورية
| خمسون غرشاً أو نصف ليرة سورية | خمسون غرشاً أو نصف ليرة سورية | خمسون غرشاً أو نصف ليرة سورية | خمسون غرشاً أو نصف ليرة سورية | خمسون غرشاً أو نصف ليرة سورية | خمسون غرشاً أو نصف ليرة سورية | خمسون غرشاً أو نصف ليرة سورية | خمسون غرشاً أو نصف ليرة سورية            |
| الوصف | الوصف                        | الوصف                        | الوصف                        | الوصف                        | الوصف                        | الوصف                        | الوصف                                   |
| --- | ---------------------------- | ---------------------------- | ---------------------------- | ---------------------------- | ---------------------------- | ---------------------------- | --------------------------------------- |
| جهة الإصدار: البنك السوري | جهة الإصدار: البنك السوري    | جهة الإصدار: البنك السوري    | جهة الإصدار: البنك السوري    | المُصمِم: غير معروف            | المُصمِم: غير معروف            | المُصمِم: غير معروف            | المُصمِم: غير معروف                       |
| العلامة المائية: لا يوجد | العلامة المائية: لا يوجد     | العلامة المائية: لا يوجد     | العلامة المائية: لا يوجد     | الأبعاد (مم): 147 × 79       | الأبعاد (مم): 147 × 79       | الأبعاد (مم): 147 × 79       | الأبعاد (مم): 147 × 79                  |
| وصف الوجه الأمامي |                              |                              |                              |                              |                              |                              |                                         |
| - الصور والرموز والرسومات: التكية السليمانية في دمشق - اللون: بني - الكتابات: البنك السوري (بالفرنسية: BANQUE DE SYRIE) الفئة بالأرقام العربية والهندية، وكتابةً باللغتين العربية والفرنسية: خمسون غرشاً أو نصف ليرة سورية. تدفع لحامله لقاء شك على باريس (وقيمة الغرش السوري عشرون سنتيماً إفرنسياً) |                              |                              |                              |                              |                              |                              |                                         |
| وصف الوجه الخلفي |                              |                              |                              |                              |                              |                              |                                         |
| - الصور والرموز والرسومات: محرابان - اللون: بني، أصفر، أخضر - الكتابات: الفئة كتابةً باللغة الفرنسية: 50 Piastres Syriennes |                              |                              |                              |                              |                              |                              |                                         |
| صورة الوجه الأمامي | صورة الوجه الخلفي            | مكان وتاريخ الإصدار          | المطبعة                      | التوقيع                      | PCLB                         | SCWPM                        | الملاحظات                               |
| |                              | بيروت 01-08-1919             | BWC                          | توقيع 01                     |                              | Pick# 00                     | كانت هذه القطعة متداولة في سورية ولبنان |
| |                              | بيروت 01-07-1920             | BWC                          | توقيع 02                     |                              | Pick# 00                     | كانت هذه القطعة متداولة في سورية ولبنان |

### مئة غرش أو ليرة واحدة
| مئة غرش أو ليرة واحدة | مئة غرش أو ليرة واحدة     | مئة غرش أو ليرة واحدة     | مئة غرش أو ليرة واحدة     | مئة غرش أو ليرة واحدة  | مئة غرش أو ليرة واحدة  | مئة غرش أو ليرة واحدة  | مئة غرش أو ليرة واحدة  |
| الوصف | الوصف                     | الوصف                     | الوصف                     | الوصف                  | الوصف                  | الوصف                  | الوصف                  |
| --- | ------------------------- | ------------------------- | ------------------------- | ---------------------- | ---------------------- | ---------------------- | ---------------------- |
| جهة الإصدار: البنك السوري | جهة الإصدار: البنك السوري | جهة الإصدار: البنك السوري | جهة الإصدار: البنك السوري | المُصمِم: غير معروف      | المُصمِم: غير معروف      | المُصمِم: غير معروف      | المُصمِم: غير معروف      |
| العلامة المائية: لا يوجد | العلامة المائية: لا يوجد  | العلامة المائية: لا يوجد  | العلامة المائية: لا يوجد  | الأبعاد (مم): 164 × 88 | الأبعاد (مم): 164 × 88 | الأبعاد (مم): 164 × 88 | الأبعاد (مم): 164 × 88 |
| وصف الوجه الأمامي |                           |                           |                           |                        |                        |                        |                        |
| - الصور والرموز والرسومات: أعمدة معبد جوبيتر - اللون: أخضر، بني - الكتابات: البنك السوري (بالفرنسية: BANQUE DE SYRIE) الفئة بالأرقام العربية والهندية، وكتابةً باللغتين العربية والفرنسية: مئة غرش أو ليرة سورية. تدفع لحامله لقاء شك على باريس (وقيمة الغرش السوري عشرون سنتيماً افرنسياً) |                           |                           |                           |                        |                        |                        |                        |
| وصف الوجه الخلفي |                           |                           |                           |                        |                        |                        |                        |
| - الصور والرموز والرسومات: مشهد مرفأ بيروت - اللون: أحمر، أخضر، أزرق، أصفر - الكتابات: البنك السوري، الفئة بالأرقام العربية والهندية، وكتابةً باللغتين العربية والفرنسية: مئة غرش. |                           |                           |                           |                        |                        |                        |                        |
| صورة الوجه الأمامي | صورة الوجه الخلفي         | مكان وتاريخ الإصدار       | المطبعة                   | التوقيع                | PCLB                   | SCWPM                  | الملاحظات              |
| |                           | بيروت 01-08-1919          | BWC                       | توقيع 01               | 15a                    | Pick# 00               |                        |
| |                           | بيروت 01-07-1920          | BWC                       | توقيع 02               | 15b                    | Pick# 00               |                        |

### خمسمئة غرش أو خمس ليرات
| خمسمئة غرش أو خمس ليرات | خمسمئة غرش أو خمس ليرات   | خمسمئة غرش أو خمس ليرات   | خمسمئة غرش أو خمس ليرات   | خمسمئة غرش أو خمس ليرات | خمسمئة غرش أو خمس ليرات | خمسمئة غرش أو خمس ليرات | خمسمئة غرش أو خمس ليرات                 |
| الوصف | الوصف                     | الوصف                     | الوصف                     | الوصف                   | الوصف                   | الوصف                   | الوصف                                   |
| --- | ------------------------- | ------------------------- | ------------------------- | ----------------------- | ----------------------- | ----------------------- | --------------------------------------- |
| جهة الإصدار: البنك السوري | جهة الإصدار: البنك السوري | جهة الإصدار: البنك السوري | جهة الإصدار: البنك السوري | المُصمِم: غير معروف       | المُصمِم: غير معروف       | المُصمِم: غير معروف       | المُصمِم: غير معروف                       |
| العلامة المائية: لا يوجد | العلامة المائية: لا يوجد  | العلامة المائية: لا يوجد  | العلامة المائية: لا يوجد  | الأبعاد (مم): 188 × 100 | الأبعاد (مم): 188 × 100 | الأبعاد (مم): 188 × 100 | الأبعاد (مم): 188 × 100                 |
| وصف الوجه الأمامي |                           |                           |                           |                         |                         |                         |                                         |
| - الصور والرموز والرسومات: صورة لشجرة الأرز - اللون: بني فاتح، وأخضر وأصفر - الكتابات: البنك السوري (بالفرنسية: BANQUE DE SYRIE) الفئة بالأرقام العربية والهندية، وكتابةً باللغتين العربية والفرنسية: خمسمئة غرش أو خمس ليرات سورية. تدفع لحامله لقاء شك على باريس (وقيمة الغرش السوري عشرون سنتيماً افرنسياً) |                           |                           |                           |                         |                         |                         |                                         |
| وصف الوجه الخلفي |                           |                           |                           |                         |                         |                         |                                         |
| - الصور والرموز والرسومات: مشهد لمرفأ بيروت - اللون: أخضر وبرتقالي وأصفر - الكتابات: البنك السوري، الفئة بالأرقام العربية والهندية، وكتابةً باللغتين العربية والفرنسية: خمسمئة غرش سوري. |                           |                           |                           |                         |                         |                         |                                         |
| صورة الوجه الأمامي | صورة الوجه الخلفي         | مكان وتاريخ الإصدار       | المطبعة                   | التوقيع                 | PCLB                    | SCWPM                   | الملاحظات                               |
| |                           | بيروت 01-08-1919          | BWC                       | توقيع 01                | 16a                     | Pick# 00                | كانت هذه القطعة متداولة في سورية ولبنان |
| |                           | بيروت 01-07-1920          | BWC                       | توقيع 02                | 16s                     | Pick# 00                | كانت هذه القطعة متداولة في سورية ولبنان |

### عشر ليرات
| عشر ليرات | عشر ليرات                 | عشر ليرات                 | عشر ليرات                 | عشر ليرات               | عشر ليرات               | عشر ليرات               | عشر ليرات                               |
| الوصف | الوصف                     | الوصف                     | الوصف                     | الوصف                   | الوصف                   | الوصف                   | الوصف                                   |
| --- | ------------------------- | ------------------------- | ------------------------- | ----------------------- | ----------------------- | ----------------------- | --------------------------------------- |
| جهة الإصدار: البنك السوري | جهة الإصدار: البنك السوري | جهة الإصدار: البنك السوري | جهة الإصدار: البنك السوري | المُصمِم: غير معروف       | المُصمِم: غير معروف       | المُصمِم: غير معروف       | المُصمِم: غير معروف                       |
| العلامة المائية: لا يوجد | العلامة المائية: لا يوجد  | العلامة المائية: لا يوجد  | العلامة المائية: لا يوجد  | الأبعاد (مم): 190 × 106 | الأبعاد (مم): 190 × 106 | الأبعاد (مم): 190 × 106 | الأبعاد (مم): 190 × 106                 |
| وصف الوجه الأمامي |                           |                           |                           |                         |                         |                         |                                         |
| - الصور والرموز والرسومات: برج الساعة - اللون: بني فاتح، أخضر، زهري - الكتابات: البنك السوري (بالفرنسية: BANQUE DE SYRIE) الفئة بالأرقام العربية والهندية، وكتابةً باللغتين العربية والفرنسية: عشر ليرات سورية. تدفع لحامله لقاء شك على باريس بقيمة مئتي فرنك |                           |                           |                           |                         |                         |                         |                                         |
| وصف الوجه الخلفي |                           |                           |                           |                         |                         |                         |                                         |
| - الصور والرموز والرسومات: آثار مرفأ صور - اللون: أخضر وبرتقالي - الكتابات: البنك السوري، والفئة بالعربية والفرنسية: 10 ليرات سورية |                           |                           |                           |                         |                         |                         |                                         |
| صورة الوجه الأمامي | صورة الوجه الخلفي         | مكان وتاريخ الإصدار       | المطبعة                   | التوقيع                 | PCLB                    | SCWPM                   | الملاحظات                               |
| |                           | بيروت 01-01-1920          | BWC                       | توقيع 01                | 7a                      | Pick# 00                | كانت هذه القطعة متداولة في سورية ولبنان |
| |                           | بيروت 01-07-1920          | BWC                       | توقيع 02                | 17s                     | Pick# 00                | كانت هذه القطعة متداولة في سورية ولبنان |

### خمس وعشرون ليرة
| خمس وعشرون ليرة | خمس وعشرون ليرة           | خمس وعشرون ليرة           | خمس وعشرون ليرة           | خمس وعشرون ليرة         | خمس وعشرون ليرة         | خمس وعشرون ليرة         | خمس وعشرون ليرة                         |
| الوصف | الوصف                     | الوصف                     | الوصف                     | الوصف                   | الوصف                   | الوصف                   | الوصف                                   |
| --- | ------------------------- | ------------------------- | ------------------------- | ----------------------- | ----------------------- | ----------------------- | --------------------------------------- |
| جهة الإصدار: البنك السوري | جهة الإصدار: البنك السوري | جهة الإصدار: البنك السوري | جهة الإصدار: البنك السوري | المُصمِم: غير معروف       | المُصمِم: غير معروف       | المُصمِم: غير معروف       | المُصمِم: غير معروف                       |
| العلامة المائية: لا يوجد | العلامة المائية: لا يوجد  | العلامة المائية: لا يوجد  | العلامة المائية: لا يوجد  | الأبعاد (مم): 195 × 109 | الأبعاد (مم): 195 × 109 | الأبعاد (مم): 195 × 109 | الأبعاد (مم): 195 × 109                 |
| وصف الوجه الأمامي |                           |                           |                           |                         |                         |                         |                                         |
| - الصور والرموز والرسومات: قافلة بدمشق مأخوذة من بوابة الصالحية - اللون: أخضر، أصفر، برتقالي - الكتابات: البنك السوري (بالفرنسية: BANQUE DE SYRIE) الفئة بالأرقام العربية والهندية، وكتابةً باللغتين العربية والفرنسية: خمس وعشرون ليرات سورية. تدفع لحامله لقاء شك على باريس بقيمة خمسمئة فرنك |                           |                           |                           |                         |                         |                         |                                         |
| وصف الوجه الخلفي |                           |                           |                           |                         |                         |                         |                                         |
| - الصور والرموز والرسومات: نبع بعقلين - اللون: بني، أحمر، أخضر - الكتابات: البنك السوري، الفئة وكتابةً بالعربية والفرنسية: 25 ليرة سورية |                           |                           |                           |                         |                         |                         |                                         |
| صورة الوجه الأمامي | صورة الوجه الخلفي         | مكان وتاريخ الإصدار       | المطبعة                   | التوقيع                 | PCLB                    | SCWPM                   | الملاحظات                               |
| |                           | بيروت 01-01-1920          | BWC                       | توقيع 01                | 8s                      | Pick# 00                | كانت هذه القطعة متداولة في سورية ولبنان |
| |                           | بيروت 01-07-1920          | BWC                       | توقيع 02                | 18s                     | Pick# 00                | كانت هذه القطعة متداولة في سورية ولبنان |

### خمسون ليرة
| خمسون ليرة | خمسون ليرة                | خمسون ليرة                | خمسون ليرة                | خمسون ليرة              | خمسون ليرة              | خمسون ليرة              | خمسون ليرة                              |
| الوصف | الوصف                     | الوصف                     | الوصف                     | الوصف                   | الوصف                   | الوصف                   | الوصف                                   |
| --- | ------------------------- | ------------------------- | ------------------------- | ----------------------- | ----------------------- | ----------------------- | --------------------------------------- |
| جهة الإصدار: البنك السوري | جهة الإصدار: البنك السوري | جهة الإصدار: البنك السوري | جهة الإصدار: البنك السوري | المُصمِم: غير معروف       | المُصمِم: غير معروف       | المُصمِم: غير معروف       | المُصمِم: غير معروف                       |
| العلامة المائية: لا يوجد | العلامة المائية: لا يوجد  | العلامة المائية: لا يوجد  | العلامة المائية: لا يوجد  | الأبعاد (مم): 200 × 114 | الأبعاد (مم): 200 × 114 | الأبعاد (مم): 200 × 114 | الأبعاد (مم): 200 × 114                 |
| وصف الوجه الأمامي |                           |                           |                           |                         |                         |                         |                                         |
| - الصور والرموز والرسومات: الشارع المستقيم في دمشق - اللون: أخضر، أزرق، أصفر - الكتابات: البنك السوري (بالفرنسية: BANQUE DE SYRIE) الفئة بالأرقام العربية والهندية، وكتابةً باللغتين العربية والفرنسية: خمسون ليرة سورية. تدفع لحامله لقاء شك على باريس بقيمة ألف فرنك |                           |                           |                           |                         |                         |                         |                                         |
| وصف الوجه الخلفي |                           |                           |                           |                         |                         |                         |                                         |
| - الصور والرموز والرسومات: قارب شراعي من الصرفند - اللون: أخضر وبرتقالي وبني - الكتابات: البنك السوري، الفئة وكتابةً باللغة العربية والفرنسية 50 ليرة سورية. |                           |                           |                           |                         |                         |                         |                                         |
| صورة الوجه الأمامي | صورة الوجه الخلفي         | مكان وتاريخ الإصدار       | المطبعة                   | التوقيع                 | PCLB                    | SCWPM                   | الملاحظات                               |
| |                           | بيروت 01-01-1920          | BWC                       | توقيع 01                | 9s                      | Pick# 00                | كانت هذه القطعة متداولة في سورية ولبنان |
| |                           | بيروت 01-07-1920          | BWC                       | توقيع 02                | Non                     | Pick# 00                | كانت هذه القطعة متداولة في سورية ولبنان |

### مئة ليرة
| مئة ليرة | مئة ليرة                  | مئة ليرة                  | مئة ليرة                  | مئة ليرة                | مئة ليرة                | مئة ليرة                | مئة ليرة                                  |
| الوصف | الوصف                     | الوصف                     | الوصف                     | الوصف                   | الوصف                   | الوصف                   | الوصف                                     |
| --- | ------------------------- | ------------------------- | ------------------------- | ----------------------- | ----------------------- | ----------------------- | ----------------------------------------- |
| جهة الإصدار: البنك السوري | جهة الإصدار: البنك السوري | جهة الإصدار: البنك السوري | جهة الإصدار: البنك السوري | المُصمِم: غير معروف       | المُصمِم: غير معروف       | المُصمِم: غير معروف       | المُصمِم: غير معروف                         |
| العلامة المائية: لا يوجد | العلامة المائية: لا يوجد  | العلامة المائية: لا يوجد  | العلامة المائية: لا يوجد  | الأبعاد (مم): 213 × 124 | الأبعاد (مم): 213 × 124 | الأبعاد (مم): 213 × 124 | الأبعاد (مم): 213 × 124                   |
| وصف الوجه الأمامي |                           |                           |                           |                         |                         |                         |                                           |
| - الصور والرموز والرسومات: إطار مزخرف بأشكال هندسية - اللون: أخضر - زهري - أصفر - الكتابات: (بالفرنسية: BANQUE DE SYRIE) الفئة بالأرقام العربية، وكتابةً (بالفرنسية: CENT LIVRES SYRIENNES) تاريخ ومكان الإصدار (بالفرنسية: BEYROUTH le 1er JANVIER 1920) (بالفرنسية: Remboursable au porteur contre 2000 Francs en chèque sur Paris) |                           |                           |                           |                         |                         |                         |                                           |
| وصف الوجه الخلفي |                           |                           |                           |                         |                         |                         |                                           |
| - الصور والرموز والرسومات: شكل بيضوي مزخرف - اللون: أخضر - رمادي - زهري - الكتابات: (بالفرنسية: BANQUE DE SYRIE) الفئة بالأرقام العربية وكتابةً: (بالفرنسية: LIVRES SYRIENNES) |                           |                           |                           |                         |                         |                         |                                           |
| صورة الوجه الأمامي | صورة الوجه الخلفي         | مكان وتاريخ الإصدار       | المطبعة                   | التوقيع                 | PCLB                    | SCWPM                   | الملاحظات                                 |
| |                           | بيروت 01-01-1920          | BWC                       | توقيع 01                | 10s                     | Pick# 10                | القطع المعروفة من هذه القطعة هي نماذج فقط |

#### مئة ليرة
| مئة ليرة | مئة ليرة                  | مئة ليرة                  | مئة ليرة                  | مئة ليرة                | مئة ليرة                | مئة ليرة                | مئة ليرة                                  |
| الوصف | الوصف                     | الوصف                     | الوصف                     | الوصف                   | الوصف                   | الوصف                   | الوصف                                     |
| --- | ------------------------- | ------------------------- | ------------------------- | ----------------------- | ----------------------- | ----------------------- | ----------------------------------------- |
| جهة الإصدار: البنك السوري | جهة الإصدار: البنك السوري | جهة الإصدار: البنك السوري | جهة الإصدار: البنك السوري | المُصمِم: غير معروف       | المُصمِم: غير معروف       | المُصمِم: غير معروف       | المُصمِم: غير معروف                         |
| العلامة المائية: لا يوجد | العلامة المائية: لا يوجد  | العلامة المائية: لا يوجد  | العلامة المائية: لا يوجد  | الأبعاد (مم): 213 × 124 | الأبعاد (مم): 213 × 124 | الأبعاد (مم): 213 × 124 | الأبعاد (مم): 213 × 124                   |
| وصف الوجه الأمامي |                           |                           |                           |                         |                         |                         |                                           |
| - الصور والرموز والرسومات: صورة لمبنى البنك الإمبراطوري العثماني في بيروت الذي تحول إلى البنك السوري لاحقًا - أشكال وزخارف هندسية - اللون: أخضر - سماوي - زهري - الكتابات: تدفع لحامله لقآء «شك» على باريس بقيمة ألفي فرنك (بالفرنسية: Remboursable au porteur contre 2000 Francs en chèque sur Paris) |                           |                           |                           |                         |                         |                         |                                           |
| وصف الوجه الخلفي |                           |                           |                           |                         |                         |                         |                                           |
| - الصور والرموز والرسومات: صورة لمدينة انطاكية ضمن إطار مزخرف - اللون: أخضر - أزرق - بني فاتح - الكتابات: الفئة بالأرقام الهندية والعربية وكتابةً: ليرة سورية و(بالفرنسية: 100 LIVRES SYRIENNES) (بالفرنسية: CENT LIVRES SYRIENNES)                                                                    |                           |                           |                           |                         |                         |                         |                                           |
| صورة الوجه الأمامي | صورة الوجه الخلفي         | مكان وتاريخ الإصدار       | المطبعة                   | التوقيع                 | PCLB                    | SCWPM                   | الملاحظات                                 |
| |                           | بيروت 01-07-1920          | BWC                       | توقيع 02                | 20s                     | Pick# 19                | القطع المعروفة من هذه القطعة هي نماذج فقط |

## إصدارات بنك سورية ولبنان الكبير

### الإصدارات الأولى

#### خمسة وعشرون قرشاً
| خمسة وعشرون قرشاً | خمسة وعشرون قرشاً                     | خمسة وعشرون قرشاً                     | خمسة وعشرون قرشاً                     | خمسة وعشرون قرشاً                                     | خمسة وعشرون قرشاً                                     | خمسة وعشرون قرشاً                                     | خمسة وعشرون قرشاً                                     |
| الوصف | الوصف                                | الوصف                                | الوصف                                | الوصف                                                | الوصف                                                | الوصف                                                | الوصف                                                |
| --- | ------------------------------------ | ------------------------------------ | ------------------------------------ | ---------------------------------------------------- | ---------------------------------------------------- | ---------------------------------------------------- | ---------------------------------------------------- |
| جهة الإصدار: بنك سورية ولبنان الكبير | جهة الإصدار: بنك سورية ولبنان الكبير | جهة الإصدار: بنك سورية ولبنان الكبير | جهة الإصدار: بنك سورية ولبنان الكبير | المُصمِم: الرسام هنري كليمنت سيرفيو والنحات بول بورنيه | المُصمِم: الرسام هنري كليمنت سيرفيو والنحات بول بورنيه | المُصمِم: الرسام هنري كليمنت سيرفيو والنحات بول بورنيه | المُصمِم: الرسام هنري كليمنت سيرفيو والنحات بول بورنيه |
| العلامة المائية: سنبلة قمح | العلامة المائية: سنبلة قمح           | العلامة المائية: سنبلة قمح           | العلامة المائية: سنبلة قمح           | الأبعاد (مم): 130 × 85                               | الأبعاد (مم): 130 × 85                               | الأبعاد (مم): 130 × 85                               | الأبعاد (مم): 130 × 85                               |
| وصف الوجه الأمامي |                                      |                                      |                                      |                                                      |                                                      |                                                      |                                                      |
| - الصور والرموز والرسومات: زخارف هندسية - اللون: أزرق، أحمر، أصفر - الكتابات: بنك سورية ولبنان الكبير (لبنان الكبير)، خمسة وعشرون غرشا، تدفع لحاملها شيكاً على باريس أو مرسيليا وقيمة الليرة عشرون فرنكاً، وفي الأسفل عبارة (كل من زور أو قلد أوراق البنك أو اشترك في ذلك أو أدخل أو أصدر بطريقة الغش أوراقاً مزورة أو مقلدة يُعاقب وفقاً للقوانين والأحكام المرعية الإجراء. |                                      |                                      |                                      |                                                      |                                                      |                                                      |                                                      |
| وصف الوجه الخلفي |                                      |                                      |                                      |                                                      |                                                      |                                                      |                                                      |
| - الصور والرموز والرسومات: ناعورة الباز الكيلانية في حماة وزخارف هندسية ونباتية - اللون: أخضر، أحمر، أصفر - الكتابات: (بالفرنسية: BANQUE DE SYRIE ET DU GRAND-LIBAN) (بالفرنسية: GRAND-LIBAN) الفئة بالأرقام العربية وكتابةً (بالفرنسية: VINGT-CINQ PIASTRES) (بالفرنسية: REMBOURSABLE AU PORTEUR EN CHÈQUE SUR PARIS OU MARSEILLE À RAISON DE VINGT FRANCS PAR LIVRE)   |                                      |                                      |                                      |                                                      |                                                      |                                                      |                                                      |
| صورة الوجه الأمامي | صورة الوجه الخلفي                    | مكان وتاريخ الإصدار                  | المطبعة                              | التوقيع                                              | PCLB                                                 | SCWPM                                                | الملاحظات                                            |
| |                                      | بيروت 15-04-1925                     | BDF                                  | توقيع 03                                             | 21a                                                  | Pick# 00                                             |                                                      |

#### خمسون قرشاً
| خمسون قرشاً | خمسون قرشاً                           | خمسون قرشاً                           | خمسون قرشاً                           | خمسون قرشاً                                           | خمسون قرشاً                                           | خمسون قرشاً                                           | خمسون قرشاً                                           |
| الوصف | الوصف                                | الوصف                                | الوصف                                | الوصف                                                | الوصف                                                | الوصف                                                | الوصف                                                |
| --- | ------------------------------------ | ------------------------------------ | ------------------------------------ | ---------------------------------------------------- | ---------------------------------------------------- | ---------------------------------------------------- | ---------------------------------------------------- |
| جهة الإصدار: بنك سورية ولبنان الكبير | جهة الإصدار: بنك سورية ولبنان الكبير | جهة الإصدار: بنك سورية ولبنان الكبير | جهة الإصدار: بنك سورية ولبنان الكبير | المُصمِم: الرسام هنري كليمنت سيرفيو والنحات بول بورنيه | المُصمِم: الرسام هنري كليمنت سيرفيو والنحات بول بورنيه | المُصمِم: الرسام هنري كليمنت سيرفيو والنحات بول بورنيه | المُصمِم: الرسام هنري كليمنت سيرفيو والنحات بول بورنيه |
| العلامة المائية: سنبلة قمح | العلامة المائية: سنبلة قمح           | العلامة المائية: سنبلة قمح           | العلامة المائية: سنبلة قمح           | الأبعاد (مم): 140 × 97                               | الأبعاد (مم): 140 × 97                               | الأبعاد (مم): 140 × 97                               | الأبعاد (مم): 140 × 97                               |
| وصف الوجه الأمامي |                                      |                                      |                                      |                                                      |                                                      |                                                      |                                                      |
| - الصور والرموز والرسومات: زخارف هندسية - اللون: أخضر، أصفر، زهر - الكتابات: بنك سورية ولبنان الكبير (لبنان الكبير)، خمسون غرشا، تدفع لحاملها شيكاً على باريس أو مرسيليا وقيمة الليرة عشرون فرنكاً، وفي الأسفل عبارة (كل من زور أو قلد أوراق البنك أو اشترك في ذلك أو أدخل أو أصدر بطريقة الغش أوراقاً مزورة أو مقلدة يُعاقب وفقاً للقوانين والأحكام المرعية الإجراء. |                                      |                                      |                                      |                                                      |                                                      |                                                      |                                                      |
| وصف الوجه الخلفي |                                      |                                      |                                      |                                                      |                                                      |                                                      |                                                      |
| - الصور والرموز والرسومات: مشهد تقليدي شرقي يُعتقد أنَّها في دمشق - اللون: أزرق، أصفر - الكتابات: (بالفرنسية: BANQUE DE SYRIE ET DU GRAND-LIBAN) (بالفرنسية: GRAND-LIBAN) الفئة بالأرقام العربية وكتابةً (بالفرنسية: CINQUANTE PIASTRES) (بالفرنسية: REMBOURSABLE AU PORTEUR EN CHÈQUE SUR PARIS OU MARSEILLE À RAISON DE VINGT FRANCS PAR LIVRE)                    |                                      |                                      |                                      |                                                      |                                                      |                                                      |                                                      |
| صورة الوجه الأمامي | صورة الوجه الخلفي                    | مكان وتاريخ الإصدار                  | المطبعة                              | التوقيع                                              | PCLB                                                 | SCWPM                                                | الملاحظات                                            |
| |                                      | بيروت 15-04-1925                     | BDF                                  | توقيع 03                                             | 22a                                                  | Pick# 00                                             | اختلاف في اللون (اللون الغالب الأصفر)                |
| |                                      | بيروت 15-04-1925                     | BDF                                  | توقيع 03                                             | 22b                                                  | Pick# 00                                             | اختلاف في اللون (اللون الغالب الأحمر)                |

#### ليرة واحدة
| ليرة واحدة | ليرة واحدة                           | ليرة واحدة                           | ليرة واحدة                           | ليرة واحدة                                                       | ليرة واحدة                                                       | ليرة واحدة                                                       | ليرة واحدة                                                       |
| الوصف | الوصف                                | الوصف                                | الوصف                                | الوصف                                                            | الوصف                                                            | الوصف                                                            | الوصف                                                            |
| --- | ------------------------------------ | ------------------------------------ | ------------------------------------ | ---------------------------------------------------------------- | ---------------------------------------------------------------- | ---------------------------------------------------------------- | ---------------------------------------------------------------- |
| جهة الإصدار: بنك سورية ولبنان الكبير | جهة الإصدار: بنك سورية ولبنان الكبير | جهة الإصدار: بنك سورية ولبنان الكبير | جهة الإصدار: بنك سورية ولبنان الكبير | المُصمِم: الرسام: هنري كليمنت سيرفيو النحاتة: ريتا/ مارغريت دريفوس | المُصمِم: الرسام: هنري كليمنت سيرفيو النحاتة: ريتا/ مارغريت دريفوس | المُصمِم: الرسام: هنري كليمنت سيرفيو النحاتة: ريتا/ مارغريت دريفوس | المُصمِم: الرسام: هنري كليمنت سيرفيو النحاتة: ريتا/ مارغريت دريفوس |
| العلامة المائية: رأس حصان | العلامة المائية: رأس حصان            | العلامة المائية: رأس حصان            | العلامة المائية: رأس حصان            | الأبعاد (مم): 164 × 100                                          | الأبعاد (مم): 164 × 100                                          | الأبعاد (مم): 164 × 100                                          | الأبعاد (مم): 164 × 100                                          |
| وصف الوجه الأمامي |                                      |                                      |                                      |                                                                  |                                                                  |                                                                  |                                                                  |
| - الصور والرموز والرسومات: زخارف هندسية - اللون: بني، أزرق فاتح، برتقالي - الكتابات: بنك سورية ولبنان الكبير (لبنان الكبير)، ليرة واحدة، تدفع لحاملها شيكاً على باريس أو مرسيليا وقيمة الليرة عشرون فرنكاً، وفي الأسفل عبارة (كل من زور أو قلد أوراق البنك أو اشترك في ذلك أو أدخل أو أصدر بطريقة الغش أوراقاً مزورة أو مقلدة يُعاقب وفقاً للقوانين والأحكام المرعية الإجراء. |                                      |                                      |                                      |                                                                  |                                                                  |                                                                  |                                                                  |
| وصف الوجه الخلفي |                                      |                                      |                                      |                                                                  |                                                                  |                                                                  |                                                                  |
| - الصور والرموز والرسومات: مشهد خليج جونية - اللون: أزرق فاتح، بني، برتقالي - الكتابات: (بالفرنسية: BANQUE DE SYRIE ET DU GRAND-LIBAN)، (بالفرنسية: GRAND-LIBAN)، الفئة بالأرقام العربية وكتابةً (بالفرنسية: UNE LIVRE)، (بالفرنسية: REMBOURSABLE AU PORTEUR EN CHÈQUE SUR PARIS OU MARSEILLE À RAISON DE VINGT FRANCS PAR LIVRE).                                        |                                      |                                      |                                      |                                                                  |                                                                  |                                                                  |                                                                  |
| صورة الوجه الأمامي | صورة الوجه الخلفي                    | مكان وتاريخ الإصدار                  | المطبعة                              | التوقيع                                                          | PCLB                                                             | SCWPM                                                            | الملاحظات                                                        |
| |                                      | بيروت 15-04-1925                     | BDF                                  | توقيع 03                                                         | 23a                                                              | Pick# 00                                                         |                                                                  |
| |                                      | بيروت 01-11-1930                     | BDF                                  | توقيع 04                                                         | 29a                                                              | Pick# 00                                                         |                                                                  |
| |                                      | بيروت 01-02-1935                     | BDF                                  | توقيع 05                                                         | 35a                                                              | Pick# 00                                                         |                                                                  |

#### خمس ليرات
| خمس ليرات | خمس ليرات                            | خمس ليرات                            | خمس ليرات                            | خمس ليرات               | خمس ليرات               | خمس ليرات               | خمس ليرات               |
| الوصف | الوصف                                | الوصف                                | الوصف                                | الوصف                   | الوصف                   | الوصف                   | الوصف                   |
| --- | ------------------------------------ | ------------------------------------ | ------------------------------------ | ----------------------- | ----------------------- | ----------------------- | ----------------------- |
| جهة الإصدار: بنك سورية ولبنان الكبير | جهة الإصدار: بنك سورية ولبنان الكبير | جهة الإصدار: بنك سورية ولبنان الكبير | جهة الإصدار: بنك سورية ولبنان الكبير | المُصمِم: غير معروف       | المُصمِم: غير معروف       | المُصمِم: غير معروف       | المُصمِم: غير معروف       |
| العلامة المائية: رأس حصان | العلامة المائية: رأس حصان            | العلامة المائية: رأس حصان            | العلامة المائية: رأس حصان            | الأبعاد (مم): 182 × 110 | الأبعاد (مم): 182 × 110 | الأبعاد (مم): 182 × 110 | الأبعاد (مم): 182 × 110 |
| وصف الوجه الأمامي |                                      |                                      |                                      |                         |                         |                         |                         |
| - الصور والرموز والرسومات: زخارف نباتية - اللون: أحمر، أصفر، أزرق فاتح - الكتابات: بنك سورية ولبنان الكبير (لبنان الكبير)، خمس ليرات، تدفع لحاملها شيكاً عبر باريس أو مرسيليا وقيمة الليرة عشرون فرنكاً، وفي الأسفل عبارة (كل من زور أو قلد أوراق البنك أو اشترك في ذلك أو أدخل أو أصدر بطريقة الغش أوراقاً مزورة أو مقلدة يُعاقب وفقاً للقوانين والأحكام المرعية الإجراء. |                                      |                                      |                                      |                         |                         |                         |                         |
| وصف الوجه الخلفي |                                      |                                      |                                      |                         |                         |                         |                         |
| - الصور والرموز والرسومات: قلعة الحصن في حمص - اللون: أخضر، أزرق، بنفسجي، أحمر - الكتابات: (بالفرنسية: BANQUE DE SYRIE ET DU GRAND-LIBAN) (بالفرنسية: GRAND-LIBAN) الفئة بالأرقام العربية وكتابةً (بالفرنسية: CINQ LIVRES) (بالفرنسية: REMBOURSABLE AU PORTEUR EN CHÈQUE SUR PARIS OU MARSEILLE À RAISON DE VINGT FRANCS PAR LIVRE)                                    |                                      |                                      |                                      |                         |                         |                         |                         |
| صورة الوجه الأمامي | صورة الوجه الخلفي                    | مكان وتاريخ الإصدار                  | المطبعة                              | التوقيع                 | PCLB                    | SCWPM                   | الملاحظات               |
| |                                      | بيروت 15-04-1925                     | BDF                                  | توقيع 03                | 24a                     | Pick# 00                |                         |
| |                                      | بيروت 01-11-1930                     | BDF                                  | توقيع 04                | 30a                     | Pick# 00                |                         |

| خمس ليرات | خمس ليرات                            | خمس ليرات                            | خمس ليرات                            | خمس ليرات                                                                                               | خمس ليرات                                                                                               | خمس ليرات                                                                                               | خمس ليرات                                                                                               |
| الوصف | الوصف                                | الوصف                                | الوصف                                | الوصف                                                                                                   | الوصف                                                                                                   | الوصف                                                                                                   | الوصف                                                                                                   |
| --- | ------------------------------------ | ------------------------------------ | ------------------------------------ | --- | --- | --- | --- |
| جهة الإصدار: بنك سورية ولبنان الكبير | جهة الإصدار: بنك سورية ولبنان الكبير | جهة الإصدار: بنك سورية ولبنان الكبير | جهة الإصدار: بنك سورية ولبنان الكبير | المُصمِم: الوجه/ الرسام: ج . دومارك - النحات: لويس جوزيف سولا. الخلف/ الرسام: ج . دومارك - النحات: هورييه | المُصمِم: الوجه/ الرسام: ج . دومارك - النحات: لويس جوزيف سولا. الخلف/ الرسام: ج . دومارك - النحات: هورييه | المُصمِم: الوجه/ الرسام: ج . دومارك - النحات: لويس جوزيف سولا. الخلف/ الرسام: ج . دومارك - النحات: هورييه | المُصمِم: الوجه/ الرسام: ج . دومارك - النحات: لويس جوزيف سولا. الخلف/ الرسام: ج . دومارك - النحات: هورييه |
| العلامة المائية: سفينة فينيقية | العلامة المائية: سفينة فينيقية       | العلامة المائية: سفينة فينيقية       | العلامة المائية: سفينة فينيقية       | الأبعاد (مم): 182 × 105                                                                                 | الأبعاد (مم): 182 × 105                                                                                 | الأبعاد (مم): 182 × 105                                                                                 | الأبعاد (مم): 182 × 105                                                                                 |
| وصف الوجه الأمامي |                                      |                                      |                                      | | | | |
| - الصور والرموز والرسومات: زخارف نباتية - اللون: أخضر، برتقالي، أصفر - الكتابات: بنك سورية ولبنان الكبير (لبنان الكبير)، خمس ليرات، تدفع لحاملها شيكاً على باريس أو مرسيليا وقيمة الليرة عشرون فرنكاً، وفي الأسفل عبارة (كل من زور أو قلد أوراق البنك أو اشترك في ذلك أو أدخل أو أصدر بطريقة الغش أوراقاً مزورة أو مقلدة يُعاقب وفقاً للقوانين والأحكام المرعية الإجراء. |                                      |                                      |                                      | | | | |
| وصف الوجه الخلفي |                                      |                                      |                                      | | | | |
| - الصور والرموز والرسومات: قصر العظم - اللون: أخضر، برتقالي، أزرق - الكتابات: (بالفرنسية: BANQUE DE SYRIE ET DU GRAND-LIBAN) (بالفرنسية: GRAND-LIBAN) الفئة بالأرقام العربية وكتابةً (بالفرنسية: CINQ LIVRES) (بالفرنسية: REMBOURSABLE AU PORTEUR EN CHÈQUE SUR PARIS OU MARSEILLE À RAISON DE VINGT FRANCS PAR LIVRE)                                               |                                      |                                      |                                      | | | | |
| صورة الوجه الأمامي | صورة الوجه الخلفي                    | مكان وتاريخ الإصدار                  | المطبعة                              | التوقيع                                                                                                 | PCLB | SCWPM                                                                                                   | الملاحظات                                                                                               |
| |                                      | بيروت 01-02-1935                     | BDF                                  | توقيع 05                                                                                                | 36a | Pick# 00                                                                                                | |

#### عشر ليرات
| عشر ليرات | عشر ليرات                            | عشر ليرات                            | عشر ليرات                            | عشر ليرات               | عشر ليرات               | عشر ليرات               | عشر ليرات               |
| الوصف | الوصف                                | الوصف                                | الوصف                                | الوصف                   | الوصف                   | الوصف                   | الوصف                   |
| --- | ------------------------------------ | ------------------------------------ | ------------------------------------ | ----------------------- | ----------------------- | ----------------------- | ----------------------- |
| جهة الإصدار: بنك سورية ولبنان الكبير | جهة الإصدار: بنك سورية ولبنان الكبير | جهة الإصدار: بنك سورية ولبنان الكبير | جهة الإصدار: بنك سورية ولبنان الكبير | المُصمِم: غير معروف       | المُصمِم: غير معروف       | المُصمِم: غير معروف       | المُصمِم: غير معروف       |
| العلامة المائية: رأس حصان | العلامة المائية: رأس حصان            | العلامة المائية: رأس حصان            | العلامة المائية: رأس حصان            | الأبعاد (مم): 198 × 120 | الأبعاد (مم): 198 × 120 | الأبعاد (مم): 198 × 120 | الأبعاد (مم): 198 × 120 |
| وصف الوجه الأمامي |                                      |                                      |                                      |                         |                         |                         |                         |
| - الصور والرموز والرسومات: زخارف هندسية - اللون: أصفر - أحمر - أبيض - الكتابات: بنك سورية ولبنان الكبير (لبنان الكبير)، عشر ليرات، عبارة "تدفع لحاملها شيكاً على باريس أو مرسيليا وقيمة الليرة عشرون فرنكاً، وفي الأسفل عبارة (كل من زور أو قلد أوراق البنك أو اشترك في ذلك أو أدخل أو أصدر بطريقة الغش أوراقاً مزورة أو مقلدة يُعاقب وفقاً للقوانين والأحكام المرعية الإجراء" |                                      |                                      |                                      |                         |                         |                         |                         |
| وصف الوجه الخلفي |                                      |                                      |                                      |                         |                         |                         |                         |
| - الصور والرموز والرسومات: معبد فينوس - اللون: أحمر - أصفر - أبيض - الكتابات: الفئة بالأرقام العربية وكتابةً (بالفرنسية: DIX LIVRES) (بالفرنسية: REMBOURSABLE AU PORTEUR PAR CHÈQUE SUR PARIS OU MARSEILLE À RAISON DE VINGT FRANCS PAR LIVRE) |                                      |                                      |                                      |                         |                         |                         |                         |
| صورة الوجه الأمامي | صورة الوجه الخلفي                    | مكان وتاريخ الإصدار                  | المطبعة                              | التوقيع                 | PCLB                    | SCWPM                   | الملاحظات               |
| |                                      | بيروت 15-04-1925                     | BDF                                  | توقيع 03                | 25s                     | Pick# 00                |                         |
| |                                      | بيروت 01-11-1930                     | BDF                                  | توقيع 04                | 31a                     | Pick# 00                |                         |

#### خمس وعشرون ليرة
| خمسٌ وعشرون ليرة | خمسٌ وعشرون ليرة                      | خمسٌ وعشرون ليرة                      | خمسٌ وعشرون ليرة                      | خمسٌ وعشرون ليرة         | خمسٌ وعشرون ليرة         | خمسٌ وعشرون ليرة         | خمسٌ وعشرون ليرة         |
| الوصف | الوصف                                | الوصف                                | الوصف                                | الوصف                   | الوصف                   | الوصف                   | الوصف                   |
| --- | ------------------------------------ | ------------------------------------ | ------------------------------------ | ----------------------- | ----------------------- | ----------------------- | ----------------------- |
| جهة الإصدار: بنك سورية ولبنان الكبير | جهة الإصدار: بنك سورية ولبنان الكبير | جهة الإصدار: بنك سورية ولبنان الكبير | جهة الإصدار: بنك سورية ولبنان الكبير | المُصمِم: غير معروف       | المُصمِم: غير معروف       | المُصمِم: غير معروف       | المُصمِم: غير معروف       |
| العلامة المائية: رأس حمل | العلامة المائية: رأس حمل             | العلامة المائية: رأس حمل             | العلامة المائية: رأس حمل             | الأبعاد (مم): 220 × 122 | الأبعاد (مم): 220 × 122 | الأبعاد (مم): 220 × 122 | الأبعاد (مم): 220 × 122 |
| وصف الوجه الأمامي |                                      |                                      |                                      |                         |                         |                         |                         |
| - الصور والرموز والرسومات: زخارف هندسية - اللون: بني، أسمر، أخضر مصفر - الكتابات: بنك سورية ولبنان الكبير (لبنان الكبير)، خمس وعشرون ليرة، عبارة "تدفع لحاملها شيكاً على باريس أو مرسيليا وقيمة الليرة عشرون فرنكاً، وفي الأسفل عبارة (كل من زور أو قلد أوراق البنك أو اشترك في ذلك أو أدخل أو أصدر بطريقة الغش أوراقاً مزورة أو مقلدة يُعاقب وفقاً للقوانين والأحكام المرعية الإجراء" |                                      |                                      |                                      |                         |                         |                         |                         |
| وصف الوجه الخلفي |                                      |                                      |                                      |                         |                         |                         |                         |
| - الصور والرموز والرسومات: قلعة حلب - اللون: بني، أسمر، أخضر مصفر - الكتابات: الفئة بالأرقام العربية وكتابةً (بالفرنسية: VINGT CINQ LIVERS) (بالفرنسية: Remboursable au Porteur en chèque sur PARIS ou MARSEILLE à raison de Vingt France par Livre) |                                      |                                      |                                      |                         |                         |                         |                         |
| صورة الوجه الأمامي | صورة الوجه الخلفي                    | مكان وتاريخ الإصدار                  | المطبعة                              | التوقيع                 | PCLB                    | SCWPM                   | الملاحظات               |
| |                                      | بيروت 15-04-1925                     | BDF                                  | توقيع 03                | 26a                     | Pick# 00                |                         |
| |                                      | بيروت 01-11-1930                     | BDF                                  | توقيع 04                | 32a                     | Pick# 00                |                         |
| |                                      | بيروت 01-02-1935                     | BDF                                  | توقيع 05                | 37a                     | Pick# 00                |                         |

#### خمسون ليرة
| خمسون ليرة | خمسون ليرة                           | خمسون ليرة                           | خمسون ليرة                           | خمسون ليرة              | خمسون ليرة              | خمسون ليرة              | خمسون ليرة              |
| الوصف | الوصف                                | الوصف                                | الوصف                                | الوصف                   | الوصف                   | الوصف                   | الوصف                   |
| --- | ------------------------------------ | ------------------------------------ | ------------------------------------ | ----------------------- | ----------------------- | ----------------------- | ----------------------- |
| جهة الإصدار: بنك سورية ولبنان الكبير | جهة الإصدار: بنك سورية ولبنان الكبير | جهة الإصدار: بنك سورية ولبنان الكبير | جهة الإصدار: بنك سورية ولبنان الكبير | المُصمِم: غير معروف       | المُصمِم: غير معروف       | المُصمِم: غير معروف       | المُصمِم: غير معروف       |
| العلامة المائية: رأس حمل | العلامة المائية: رأس حمل             | العلامة المائية: رأس حمل             | العلامة المائية: رأس حمل             | الأبعاد (مم): 228 × 125 | الأبعاد (مم): 228 × 125 | الأبعاد (مم): 228 × 125 | الأبعاد (مم): 228 × 125 |
| وصف الوجه الأمامي |                                      |                                      |                                      |                         |                         |                         |                         |
| - الصور والرموز والرسومات: زخارف هندسية - اللون: بني - أصفر - أخضر - الكتابات: بنك سورية ولبنان الكبير (لبنان الكبير)، خمسون ليرة، عبارة "تدفع لحاملها شيكاً على باريس أو مرسيليا وقيمة الليرة عشرون فرنكاً، وفي الأسفل عبارة (كل من زور أو قلد أوراق البنك أو اشترك في ذلك أو أدخل أو أصدر بطريقة الغش أوراقاً مزورة أو مقلدة يُعاقب وفقاً للقوانين والأحكام المرعية الإجراء" |                                      |                                      |                                      |                         |                         |                         |                         |
| وصف الوجه الخلفي |                                      |                                      |                                      |                         |                         |                         |                         |
| - الصور والرموز والرسومات: جامع البداوي - اللون: بني- أصفر- أخضر - الكتابات: الفئة بالأرقام العربية وكتابةً (بالفرنسية: CINQUANTE LIVRES) (بالفرنسية: emboursable an Porteur en chèque sur Paris ou Marseille à raison de vingt Francs par Livre) |                                      |                                      |                                      |                         |                         |                         |                         |
| صورة الوجه الأمامي | صورة الوجه الخلفي                    | مكان وتاريخ الإصدار                  | المطبعة                              | التوقيع                 | PCLB                    | SCWPM                   | الملاحظات               |
| |                                      | بيروت 15-04-1925                     | BDF                                  | توقيع 03                | 27a                     | Pick# 00                |                         |
| |                                      | بيروت 01-01-1938                     | BDF                                  | توقيع 06                | 40s                     | Pick# 00                |                         |

#### مئة ليرة
| مئة ليرة | مئة ليرة                             | مئة ليرة                             | مئة ليرة                             | مئة ليرة                | مئة ليرة                | مئة ليرة                | مئة ليرة                |
| الوصف | الوصف                                | الوصف                                | الوصف                                | الوصف                   | الوصف                   | الوصف                   | الوصف                   |
| --- | ------------------------------------ | ------------------------------------ | ------------------------------------ | ----------------------- | ----------------------- | ----------------------- | ----------------------- |
| جهة الإصدار: بنك سورية ولبنان الكبير | جهة الإصدار: بنك سورية ولبنان الكبير | جهة الإصدار: بنك سورية ولبنان الكبير | جهة الإصدار: بنك سورية ولبنان الكبير | المُصمِم: غير معروف       | المُصمِم: غير معروف       | المُصمِم: غير معروف       | المُصمِم: غير معروف       |
| العلامة المائية: رأس حمل | العلامة المائية: رأس حمل             | العلامة المائية: رأس حمل             | العلامة المائية: رأس حمل             | الأبعاد (مم): 237 × 134 | الأبعاد (مم): 237 × 134 | الأبعاد (مم): 237 × 134 | الأبعاد (مم): 237 × 134 |
| وصف الوجه الأمامي |                                      |                                      |                                      |                         |                         |                         |                         |
| - الصور والرموز والرسومات: زخارف هندسية - اللون: - الكتابات: بنك سورية ولبنان الكبير (لبنان الكبير)، مئة ليرة، عبارة "تدفع لحاملها شيكاً على باريس أو مرسيليا وقيمة الليرة عشرون فرنكاً، وفي الأسفل عبارة (كل من زور أو قلد أوراق البنك أو اشترك في ذلك أو أدخل أو أصدر بطريقة الغش أوراقاً مزورة أو مقلدة يُعاقب وفقاً للقوانين والأحكام المرعية الإجراء" |                                      |                                      |                                      |                         |                         |                         |                         |
| وصف الوجه الخلفي |                                      |                                      |                                      |                         |                         |                         |                         |
| - الصور والرموز والرسومات: مآذن حلب - اللون: - الكتابات: الفئة بالأرقام العربية وكتابةً (بالفرنسية: CENT LIVRES) (بالفرنسية: Remboursable au Porteur en chèque sur PARIS ou MARSEILLE à raison de Vingt Francs par Livre) |                                      |                                      |                                      |                         |                         |                         |                         |
| صورة الوجه الأمامي | صورة الوجه الخلفي                    | مكان وتاريخ الإصدار                  | المطبعة                              | التوقيع                 | PCLB                    | SCWPM                   | الملاحظات               |
| |                                      | بيروت 15-04-1925                     | BDF                                  | توقيع 03                | 28a                     | Pick# 00                |                         |

| مئة ليرة | مئة ليرة                             | مئة ليرة                             | مئة ليرة                             | مئة ليرة                | مئة ليرة                | مئة ليرة                | مئة ليرة                 |
| الوصف | الوصف                                | الوصف                                | الوصف                                | الوصف                   | الوصف                   | الوصف                   | الوصف                    |
| --- | ------------------------------------ | ------------------------------------ | ------------------------------------ | ----------------------- | ----------------------- | ----------------------- | ------------------------ |
| جهة الإصدار: بنك سورية ولبنان الكبير | جهة الإصدار: بنك سورية ولبنان الكبير | جهة الإصدار: بنك سورية ولبنان الكبير | جهة الإصدار: بنك سورية ولبنان الكبير | المُصمِم: غير معروف       | المُصمِم: غير معروف       | المُصمِم: غير معروف       | المُصمِم: غير معروف        |
| العلامة المائية: لا يوجد | العلامة المائية: لا يوجد             | العلامة المائية: لا يوجد             | العلامة المائية: لا يوجد             | الأبعاد (مم): 215 × 125 | الأبعاد (مم): 215 × 125 | الأبعاد (مم): 215 × 125 | الأبعاد (مم): 215 × 125  |
| وصف الوجه الأمامي |                                      |                                      |                                      |                         |                         |                         |                          |
| - الصور والرموز والرسومات: زخارف هندسية - اللون: بنفسجي - زهري - الكتابات: تدفع لحامله لقآء «شك» على باريس بقيمة ألفي فرنك (بالفرنسية: Remboursable au porteur contre 2000 Francs en chèque sur Paris)         |                                      |                                      |                                      |                         |                         |                         |                          |
| وصف الوجه الخلفي |                                      |                                      |                                      |                         |                         |                         |                          |
| - الصور والرموز والرسومات: مشهد لمدينة انطاكية - اللون: بني - أخضر - زهري - الكتابات: الفئة بالأرقام الهندية والعربية وكتابةً: ليرة سورية و(بالفرنسية: 100 LIVRES SYRIENNES) (بالفرنسية: CENT LIVRES SYRIENNES) |                                      |                                      |                                      |                         |                         |                         |                          |
| صورة الوجه الأمامي | صورة الوجه الخلفي                    | مكان وتاريخ الإصدار                  | المطبعة                              | التوقيع                 | PCLB                    | SCWPM                   | الملاحظات                |
| |                                      | بيروت 01-02-1935                     | BWC                                  | توقيع 05                | 39s                     | Pick# 00                | بلا توشيح                |
| |                                      | بيروت 01-02-1935                     | BWC                                  | توقيع 05                | 39as                    | Pick# 00                | توشيح خط مائل مفرد (/)   |
| |                                      | بيروت 01-02-1935                     | BWC                                  | توقيع 05                | 39bs                    | Pick# 00                | توشيح خط مائل مضاعف (//) |
| |                                      | بيروت 01-02-1935                     | BWC                                  | توقيع 05                | 39cs                    | Pick# 00                | توشيح زاوية مفردة (V)    |

### إصدارات لبنانية موشحة LIBAN 1939

#### ليرة واحدة
| ليرة واحدة | ليرة واحدة                           | ليرة واحدة                           | ليرة واحدة                           | ليرة واحدة                                                       | ليرة واحدة                                                       | ليرة واحدة                                                       | ليرة واحدة                                                       |
| الوصف | الوصف                                | الوصف                                | الوصف                                | الوصف                                                            | الوصف                                                            | الوصف                                                            | الوصف                                                            |
| --- | ------------------------------------ | ------------------------------------ | ------------------------------------ | ---------------------------------------------------------------- | ---------------------------------------------------------------- | ---------------------------------------------------------------- | ---------------------------------------------------------------- |
| جهة الإصدار: بنك سورية ولبنان الكبير | جهة الإصدار: بنك سورية ولبنان الكبير | جهة الإصدار: بنك سورية ولبنان الكبير | جهة الإصدار: بنك سورية ولبنان الكبير | المُصمِم: الرسام: هنري كليمنت سيرفيو النحاتة: ريتا/ مارغريت دريفوس | المُصمِم: الرسام: هنري كليمنت سيرفيو النحاتة: ريتا/ مارغريت دريفوس | المُصمِم: الرسام: هنري كليمنت سيرفيو النحاتة: ريتا/ مارغريت دريفوس | المُصمِم: الرسام: هنري كليمنت سيرفيو النحاتة: ريتا/ مارغريت دريفوس |
| العلامة المائية: رأس حصان | العلامة المائية: رأس حصان            | العلامة المائية: رأس حصان            | العلامة المائية: رأس حصان            | الأبعاد (مم): 164 × 100                                          | الأبعاد (مم): 164 × 100                                          | الأبعاد (مم): 164 × 100                                          | الأبعاد (مم): 164 × 100                                          |
| وصف الوجه الأمامي |                                      |                                      |                                      |                                                                  |                                                                  |                                                                  |                                                                  |
| - الصور والرموز والرسومات: زخارف هندسية - اللون: أزرق فاتح - بني - برتقالي - الكتابات: بنك سورية ولبنان الكبير (لبنان الكبير)، ليرة واحدة، عبارة "تدفع لحاملها شيكاً على باريس أو مرسيليا وقيمة الليرة عشرون فرنكاً، وفي الأسفل عبارة (كل من زور أو قلد أوراق البنك أو اشترك في ذلك أو أدخل أو أصدر بطريقة الغش أوراقاً مزورة أو مقلدة يُعاقب وفقاً للقوانين والأحكام المرعية الإجراء" |                                      |                                      |                                      |                                                                  |                                                                  |                                                                  |                                                                  |
| وصف الوجه الخلفي |                                      |                                      |                                      |                                                                  |                                                                  |                                                                  |                                                                  |
| - الصور والرموز والرسومات: مشهد خليج جونيه - اللون: أزرق فاتح، بني، برتقالي - الكتابات: (بالفرنسية: BANQUE DE SYRIE ET DU GRAND-LIBAN) (بالفرنسية: GRAND-LIBAN) الفئة بالأرقام العربية وكتابةً (بالفرنسية: UNE LIVRE) (بالفرنسية: Remboursable au Porteur en chèque sur Paris ou Marseille à raison de Vingt Francs la Livre)                                                      |                                      |                                      |                                      |                                                                  |                                                                  |                                                                  |                                                                  |
| صورة الوجه الأمامي | صورة الوجه الخلفي                    | مكان وتاريخ الإصدار                  | المطبعة                              | التوقيع                                                          | PCLB                                                             | SCWPM                                                            | الملاحظات                                                        |
| |                                      | بيروت 01-02-1935 (LIBAN 1939)        | BDF                                  | توقيع 05                                                         | 41c                                                              | Pick# 00                                                         | توشيح علوي                                                       |
| |                                      | بيروت 01-02-1935 (LIBAN 1939)        | BDF                                  | توقيع 05                                                         | 41e                                                              | Pick# 00                                                         | توشيح سفلي                                                       |

#### خمس ليرات
| خمس ليرات | خمس ليرات                            | خمس ليرات                            | خمس ليرات                            | خمس ليرات               | خمس ليرات               | خمس ليرات               | خمس ليرات               |
| الوصف | الوصف                                | الوصف                                | الوصف                                | الوصف                   | الوصف                   | الوصف                   | الوصف                   |
| --- | ------------------------------------ | ------------------------------------ | ------------------------------------ | ----------------------- | ----------------------- | ----------------------- | ----------------------- |
| جهة الإصدار: بنك سورية ولبنان الكبير | جهة الإصدار: بنك سورية ولبنان الكبير | جهة الإصدار: بنك سورية ولبنان الكبير | جهة الإصدار: بنك سورية ولبنان الكبير | المُصمِم: غير معروف       | المُصمِم: غير معروف       | المُصمِم: غير معروف       | المُصمِم: غير معروف       |
| العلامة المائية: رأس حصان | العلامة المائية: رأس حصان            | العلامة المائية: رأس حصان            | العلامة المائية: رأس حصان            | الأبعاد (مم): 182 × 110 | الأبعاد (مم): 182 × 110 | الأبعاد (مم): 182 × 110 | الأبعاد (مم): 182 × 110 |
| وصف الوجه الأمامي |                                      |                                      |                                      |                         |                         |                         |                         |
| - الصور والرموز والرسومات: - اللون: - الكتابات: بنك سورية ولبنان الكبير (لبنان الكبير)، خمس ليرات، عبارة "تدفع لحاملها شيكاً على باريس أو مرسيليا وقيمة الليرة عشرون فرنكاً، وفي الأسفل عبارة (كل من زور أو قلد أوراق البنك أو اشترك في ذلك أو أدخل أو أصدر بطريقة الغش أوراقاً مزورة أو مقلدة يُعاقب وفقاً للقوانين والأحكام المرعية الإجراء" |                                      |                                      |                                      |                         |                         |                         |                         |
| وصف الوجه الخلفي |                                      |                                      |                                      |                         |                         |                         |                         |
| - الصور والرموز والرسومات: - اللون: - الكتابات: (بالفرنسية: BANQUE DE SYRIE ET DU GRAND-LIBAN) (بالفرنسية: GRAND-LIBAN) الفئة بالأرقام العربية وكتابةً (بالفرنسية: CINQ LIVRE) (بالفرنسية: REMBOURSABLE AU PORTEUR EN CHÈQUE SUR PARIS OU MARSEILLE À RAISON DE VINGT FRANCS PAR LIVRE)                                                    |                                      |                                      |                                      |                         |                         |                         |                         |
| صورة الوجه الأمامي | صورة الوجه الخلفي                    | مكان وتاريخ الإصدار                  | المطبعة                              | التوقيع                 | PCLB                    | SCWPM                   | الملاحظات               |
| |                                      | بيروت 01-11-1930 (LIBAN 1939)        | BDF                                  | توقيع 04                | 42x                     | Pick# 00                |                         |

| خمس ليرات | خمس ليرات                            | خمس ليرات                            | خمس ليرات                            | خمس ليرات               | خمس ليرات               | خمس ليرات               | خمس ليرات               |
| الوصف | الوصف                                | الوصف                                | الوصف                                | الوصف                   | الوصف                   | الوصف                   | الوصف                   |
| --- | ------------------------------------ | ------------------------------------ | ------------------------------------ | ----------------------- | ----------------------- | ----------------------- | ----------------------- |
| جهة الإصدار: بنك سورية ولبنان الكبير | جهة الإصدار: بنك سورية ولبنان الكبير | جهة الإصدار: بنك سورية ولبنان الكبير | جهة الإصدار: بنك سورية ولبنان الكبير | المُصمِم: غير معروف       | المُصمِم: غير معروف       | المُصمِم: غير معروف       | المُصمِم: غير معروف       |
| العلامة المائية: سفينة فينيقية | العلامة المائية: سفينة فينيقية       | العلامة المائية: سفينة فينيقية       | العلامة المائية: سفينة فينيقية       | الأبعاد (مم): 182 × 105 | الأبعاد (مم): 182 × 105 | الأبعاد (مم): 182 × 105 | الأبعاد (مم): 182 × 105 |
| وصف الوجه الأمامي |                                      |                                      |                                      |                         |                         |                         |                         |
| - الصور والرموز والرسومات: زخارف هندسية ونباتية - اللون: - الكتابات: بنك سورية ولبنان الكبير (لبنان الكبير)، خمس ليرات، عبارة "تدفع لحاملها شيكاً على باريس أو مرسيليا وقيمة الليرة عشرون فرنكاً، وفي الأسفل عبارة (كل من زور أو قلد أوراق البنك أو اشترك في ذلك أو أدخل أو أصدر بطريقة الغش أوراقاً مزورة أو مقلدة يُعاقب وفقاً للقوانين والأحكام المرعية الإجراء" |                                      |                                      |                                      |                         |                         |                         |                         |
| وصف الوجه الخلفي |                                      |                                      |                                      |                         |                         |                         |                         |
| - الصور والرموز والرسومات: باحة قصر العظم ومن الخلف مئذنة عيسى في الجامع الأموي في دمشق وزخارف هندسية ونباتية - اللون: - الكتابات: الفئة بالأرقام العربية وكتابةً (بالفرنسية: CINQ LIVRES) (بالفرنسية: REMBOURSABLE AU PORTEUR EN CHÈQUE SUR PARIS OU MARSEILLE À RAISON DE VINGT FRANCS PAR LIVRE)                                                             |                                      |                                      |                                      |                         |                         |                         |                         |
| صورة الوجه الأمامي | صورة الوجه الخلفي                    | مكان وتاريخ الإصدار                  | المطبعة                              | التوقيع                 | PCLB                    | SCWPM                   | الملاحظات               |
| |                                      | بيروت 01-02-1935 (LIBAN 1939)        | BDF                                  | توقيع 05                | 43a                     | Pick# 00                |                         |
| |                                      | بيروت 01-02-1935 (LIBAN 1939)        | BDF                                  | توقيع 05                | 43c                     | Pick# 00                |                         |

#### عشر ليرات
| عشر ليرات | عشر ليرات                            | عشر ليرات                            | عشر ليرات                            | عشر ليرات               | عشر ليرات               | عشر ليرات               | عشر ليرات               |
| الوصف | الوصف                                | الوصف                                | الوصف                                | الوصف                   | الوصف                   | الوصف                   | الوصف                   |
| --- | ------------------------------------ | ------------------------------------ | ------------------------------------ | ----------------------- | ----------------------- | ----------------------- | ----------------------- |
| جهة الإصدار: بنك سورية ولبنان الكبير | جهة الإصدار: بنك سورية ولبنان الكبير | جهة الإصدار: بنك سورية ولبنان الكبير | جهة الإصدار: بنك سورية ولبنان الكبير | المُصمِم: غير معروف       | المُصمِم: غير معروف       | المُصمِم: غير معروف       | المُصمِم: غير معروف       |
| العلامة المائية: رأس حصان | العلامة المائية: رأس حصان            | العلامة المائية: رأس حصان            | العلامة المائية: رأس حصان            | الأبعاد (مم): 164 × 100 | الأبعاد (مم): 164 × 100 | الأبعاد (مم): 164 × 100 | الأبعاد (مم): 164 × 100 |
| وصف الوجه الأمامي |                                      |                                      |                                      |                         |                         |                         |                         |
| - الصور والرموز والرسومات: زخارف هندسية - اللون: بني- أزرق فاتح- برتقالي - الكتابات: بنك سورية ولبنان الكبير (لبنان الكبير)، عشر ليرات، عبارة "تدفع لحاملها شيكاً على باريس أو مرسيليا وقيمة الليرة عشرون فرنكاً، وفي الأسفل عبارة (كل من زور أو قلد أوراق البنك أو اشترك في ذلك أو أدخل أو أصدر بطريقة الغش أوراقاً مزورة أو مقلدة يُعاقب وفقاً للقوانين والأحكام المرعية الإجراء" |                                      |                                      |                                      |                         |                         |                         |                         |
| وصف الوجه الخلفي |                                      |                                      |                                      |                         |                         |                         |                         |
| - الصور والرموز والرسومات: معبد فينوس - اللون: أحمر- أصفر- أبيض - الكتابات: الفئة بالأرقام العربية وكتابةً (بالفرنسية: DIX LIVRES) (بالفرنسية: REMBOURSABLE AU PORTEUR PAR CHÈQUE SUR PARIS OU MARSEILLE À RAISON DE VINGT FRANCS PAR LIVRE) |                                      |                                      |                                      |                         |                         |                         |                         |
| صورة الوجه الأمامي | صورة الوجه الخلفي                    | مكان وتاريخ الإصدار                  | المطبعة                              | التوقيع                 | PCLB                    | SCWPM                   | الملاحظات               |
| |                                      | بيروت 01-11-1930 (LIBAN 1939)        | BDF                                  | توقيع 04                | 44b                     | Pick# 00                |                         |

#### خمس وعشرون ليرة
| خمسٌ وعشرون ليرة | خمسٌ وعشرون ليرة                      | خمسٌ وعشرون ليرة                      | خمسٌ وعشرون ليرة                      | خمسٌ وعشرون ليرة         | خمسٌ وعشرون ليرة         | خمسٌ وعشرون ليرة         | خمسٌ وعشرون ليرة         |
| الوصف | الوصف                                | الوصف                                | الوصف                                | الوصف                   | الوصف                   | الوصف                   | الوصف                   |
| --- | ------------------------------------ | ------------------------------------ | ------------------------------------ | ----------------------- | ----------------------- | ----------------------- | ----------------------- |
| جهة الإصدار: بنك سورية ولبنان الكبير | جهة الإصدار: بنك سورية ولبنان الكبير | جهة الإصدار: بنك سورية ولبنان الكبير | جهة الإصدار: بنك سورية ولبنان الكبير | المُصمِم: غير معروف       | المُصمِم: غير معروف       | المُصمِم: غير معروف       | المُصمِم: غير معروف       |
| العلامة المائية: رأس حمل | العلامة المائية: رأس حمل             | العلامة المائية: رأس حمل             | العلامة المائية: رأس حمل             | الأبعاد (مم): 220 × 122 | الأبعاد (مم): 220 × 122 | الأبعاد (مم): 220 × 122 | الأبعاد (مم): 220 × 122 |
| وصف الوجه الأمامي |                                      |                                      |                                      |                         |                         |                         |                         |
| - الصور والرموز والرسومات: زخارف ورسوم هندسية - واجهة قصر بيت الدين - اللون: - الكتابات: بنك سورية ولبنان الكبير (لبنان الكبير)، خمس وعشرون ليرة، عبارة "تدفع لحاملها شيكاً على باريس أو مرسيليا وقيمة الليرة عشرون فرنكاً، وفي الأسفل عبارة (كل من زور أو قلد أوراق البنك أو اشترك في ذلك أو أدخل أو أصدر بطريقة الغش أوراقاً مزورة أو مقلدة يُعاقب وفقاً للقوانين والأحكام المرعية الإجراء" |                                      |                                      |                                      |                         |                         |                         |                         |
| وصف الوجه الخلفي |                                      |                                      |                                      |                         |                         |                         |                         |
| - الصور والرموز والرسومات: قلعة حلب - اللون: - الكتابات: الفئة بالأرقام العربية وكتابةً (بالفرنسية: VINGT CINQ LIVERS) (بالفرنسية: Remboursable au Porteur en chèque sur PARIS ou MARSEILLE à raison de Vingt France par Livre) |                                      |                                      |                                      |                         |                         |                         |                         |
| صورة الوجه الأمامي | صورة الوجه الخلفي                    | مكان وتاريخ الإصدار                  | المطبعة                              | التوقيع                 | PCLB                    | SCWPM                   | الملاحظات               |
| |                                      | بيروت 01-02-1935 (LIBAN 1939)        | BDF                                  | توقيع 05                | 45c                     | Pick# 00                |                         |

#### خمسون ليرة
| خمسون ليرة | خمسون ليرة                           | خمسون ليرة                           | خمسون ليرة                           | خمسون ليرة              | خمسون ليرة              | خمسون ليرة              | خمسون ليرة              |
| الوصف | الوصف                                | الوصف                                | الوصف                                | الوصف                   | الوصف                   | الوصف                   | الوصف                   |
| --- | ------------------------------------ | ------------------------------------ | ------------------------------------ | ----------------------- | ----------------------- | ----------------------- | ----------------------- |
| جهة الإصدار: بنك سورية ولبنان الكبير | جهة الإصدار: بنك سورية ولبنان الكبير | جهة الإصدار: بنك سورية ولبنان الكبير | جهة الإصدار: بنك سورية ولبنان الكبير | المُصمِم: غير معروف       | المُصمِم: غير معروف       | المُصمِم: غير معروف       | المُصمِم: غير معروف       |
| العلامة المائية: رأس حمل | العلامة المائية: رأس حمل             | العلامة المائية: رأس حمل             | العلامة المائية: رأس حمل             | الأبعاد (مم): 228 × 125 | الأبعاد (مم): 228 × 125 | الأبعاد (مم): 228 × 125 | الأبعاد (مم): 228 × 125 |
| وصف الوجه الأمامي |                                      |                                      |                                      |                         |                         |                         |                         |
| - الصور والرموز والرسومات: زخارف هندسية ونباتية - اللون: - الكتابات: بنك سورية ولبنان الكبير (لبنان الكبير)، خمسون ليرة، عبارة "تدفع لحاملها شيكاً على باريس أو مرسيليا وقيمة الليرة عشرون فرنكاً، وفي الأسفل عبارة (كل من زور أو قلد أوراق البنك أو اشترك في ذلك أو أدخل أو أصدر بطريقة الغش أوراقاً مزورة أو مقلدة يُعاقب وفقاً للقوانين والأحكام المرعية الإجراء" |                                      |                                      |                                      |                         |                         |                         |                         |
| وصف الوجه الخلفي |                                      |                                      |                                      |                         |                         |                         |                         |
| - الصور والرموز والرسومات: جامع البداوي في طرابلس وزخارف هندسية ونباتية - اللون: - الكتابات: الفئة بالأرقام العربية وكتابةً (بالفرنسية: CINQUANTE LIVRES) (بالفرنسية: Remboursable an Porteur en chèque sur Paris ou Marseille à raison de vingt Francs par Livre)                                                                                               |                                      |                                      |                                      |                         |                         |                         |                         |
| صورة الوجه الأمامي | صورة الوجه الخلفي                    | مكان وتاريخ الإصدار                  | المطبعة                              | التوقيع                 | PCLB                    | SCWPM                   | الملاحظات               |
| |                                      | بيروت 01-01-1938 (LIBAN 1939)        | BDF                                  | توقيع 06                | 46d                     | Pick# 00                |                         |

#### مئة ليرة
| مئة ليرة | مئة ليرة                             | مئة ليرة                             | مئة ليرة                             | مئة ليرة                | مئة ليرة                | مئة ليرة                | مئة ليرة                |
| الوصف | الوصف                                | الوصف                                | الوصف                                | الوصف                   | الوصف                   | الوصف                   | الوصف                   |
| --- | ------------------------------------ | ------------------------------------ | ------------------------------------ | ----------------------- | ----------------------- | ----------------------- | ----------------------- |
| جهة الإصدار: بنك سورية ولبنان الكبير | جهة الإصدار: بنك سورية ولبنان الكبير | جهة الإصدار: بنك سورية ولبنان الكبير | جهة الإصدار: بنك سورية ولبنان الكبير | المُصمِم: غير معروف       | المُصمِم: غير معروف       | المُصمِم: غير معروف       | المُصمِم: غير معروف       |
| العلامة المائية: رأس حمل | العلامة المائية: رأس حمل             | العلامة المائية: رأس حمل             | العلامة المائية: رأس حمل             | الأبعاد (مم): 237 × 134 | الأبعاد (مم): 237 × 134 | الأبعاد (مم): 237 × 134 | الأبعاد (مم): 237 × 134 |
| وصف الوجه الأمامي |                                      |                                      |                                      |                         |                         |                         |                         |
| - الصور والرموز والرسومات: زخارف هندسية ونباتية - اللون: - الكتابات: بنك سورية ولبنان الكبير (لبنان الكبير)، مئة ليرة، عبارة "تدفع لحاملها شيكاً على باريس أو مرسيليا وقيمة الليرة عشرون فرنكاً، وفي الأسفل عبارة (كل من زور أو قلد أوراق البنك أو اشترك في ذلك أو أدخل أو أصدر بطريقة الغش أوراقاً مزورة أو مقلدة يُعاقب وفقاً للقوانين والأحكام المرعية الإجراء"           |                                      |                                      |                                      |                         |                         |                         |                         |
| وصف الوجه الخلفي |                                      |                                      |                                      |                         |                         |                         |                         |
| - الصور والرموز والرسومات: مبخرتان على الجانبين - مشهد لمدينة حلب من محلة القبة حيث تظهر مآذن المساجد التالية بالترتيب: الكمالية والبهرمية والعادلية والخسروية وزخارف هندسية ونباتية - اللون: - الكتابات: الفئة بالأرقام العربية وكتابةً (بالفرنسية: CENTLIVRE) (بالفرنسية: Remboursable au Porteur en chèque sur PARIS ou MARSEILLE à raison de Vingt Francs par Livre) |                                      |                                      |                                      |                         |                         |                         |                         |
| صورة الوجه الأمامي | صورة الوجه الخلفي                    | مكان وتاريخ الإصدار                  | المطبعة                              | التوقيع                 | PCLB                    | SCWPM                   | الملاحظات               |
| |                                      | بيروت 15-04-1925 (LIBAN 1939)        | BDF                                  | توقيع XX                |                         | Pick# 00                |                         |

| مئة ليرة | مئة ليرة                             | مئة ليرة                             | مئة ليرة                             | مئة ليرة                | مئة ليرة                | مئة ليرة                | مئة ليرة                     |
| الوصف | الوصف                                | الوصف                                | الوصف                                | الوصف                   | الوصف                   | الوصف                   | الوصف                        |
| --- | ------------------------------------ | ------------------------------------ | ------------------------------------ | ----------------------- | ----------------------- | ----------------------- | ---------------------------- |
| جهة الإصدار: بنك سورية ولبنان الكبير | جهة الإصدار: بنك سورية ولبنان الكبير | جهة الإصدار: بنك سورية ولبنان الكبير | جهة الإصدار: بنك سورية ولبنان الكبير | المُصمِم: غير معروف       | المُصمِم: غير معروف       | المُصمِم: غير معروف       | المُصمِم: غير معروف            |
| العلامة المائية: لا يوجد | العلامة المائية: لا يوجد             | العلامة المائية: لا يوجد             | العلامة المائية: لا يوجد             | الأبعاد (مم): 215 × 125 | الأبعاد (مم): 215 × 125 | الأبعاد (مم): 215 × 125 | الأبعاد (مم): 215 × 125      |
| وصف الوجه الأمامي |                                      |                                      |                                      |                         |                         |                         |                              |
| - الصور والرموز والرسومات: - اللون: - الكتابات: تدفع لحامله لقآء «شك» على باريس بقيمة ألفي فرنك (بالفرنسية: Remboursable au porteur contre 2000 Francs en chèque sur Paris) |                                      |                                      |                                      |                         |                         |                         |                              |
| وصف الوجه الخلفي |                                      |                                      |                                      |                         |                         |                         |                              |
| - الصور والرموز والرسومات: - اللون: - الكتابات: الفئة بالأرقام الهندية والعربية وكتابةً: ليرة سورية و(بالفرنسية: 100 LIVRES SYRIENNES) (بالفرنسية: CENT LIVRES SYRIENNES)    |                                      |                                      |                                      |                         |                         |                         |                              |
| صورة الوجه الأمامي | صورة الوجه الخلفي                    | مكان وتاريخ الإصدار                  | المطبعة                              | التوقيع                 | PCLB                    | SCWPM                   | الملاحظات                    |
| |                                      | بيروت 01-02-1935 (LIBAN 1939)        | BWC                                  | توقيع 05                |                         | Pick# 00                | توشيح خط مائل مفرد (/)       |
| |                                      | بيروت 01-02-1935 (LIBAN 1939)        | BWC                                  | توقيع 05                |                         | Pick# 00                | توشيح خط مائل مضاعف (//)     |
| |                                      | بيروت 01-02-1935 (LIBAN 1939)        | BWC                                  | توقيع 05                |                         | Pick# 00                | عيّنة - توشيح زاوية مفردة (V) |

### إصدارات سورية موشحة LIBAN 1939

#### ليرة واحدة
| ليرة واحدة | ليرة واحدة                           | ليرة واحدة                           | ليرة واحدة                           | ليرة واحدة              | ليرة واحدة              | ليرة واحدة              | ليرة واحدة              |
| الوصف | الوصف                                | الوصف                                | الوصف                                | الوصف                   | الوصف                   | الوصف                   | الوصف                   |
| --- | ------------------------------------ | ------------------------------------ | ------------------------------------ | ----------------------- | ----------------------- | ----------------------- | ----------------------- |
| جهة الإصدار: بنك سورية ولبنان الكبير | جهة الإصدار: بنك سورية ولبنان الكبير | جهة الإصدار: بنك سورية ولبنان الكبير | جهة الإصدار: بنك سورية ولبنان الكبير | المُصمِم: غير معروف       | المُصمِم: غير معروف       | المُصمِم: غير معروف       | المُصمِم: غير معروف       |
| العلامة المائية: رأس حصان | العلامة المائية: رأس حصان            | العلامة المائية: رأس حصان            | العلامة المائية: رأس حصان            | الأبعاد (مم): 164 × 100 | الأبعاد (مم): 164 × 100 | الأبعاد (مم): 164 × 100 | الأبعاد (مم): 164 × 100 |
| وصف الوجه الأمامي |                                      |                                      |                                      |                         |                         |                         |                         |
| - الصور والرموز والرسومات: زخارف هندسية ونباتية - اللون: - الكتابات: بنك سورية ولبنان الكبير (سوريا)، ليرة واحدة، عبارة "تدفع لحاملها شيكاً على باريس أو مرسيليا وقيمة الليرة عشرون فرنكاً، وفي الأسفل عبارة (كل من زور أو قلد أوراق البنك أو اشترك في ذلك أو أدخل أو أصدر بطريقة الغش أوراقاً مزورة أو مقلدة يُعاقب وفقاً للقوانين والأحكام المرعية الإجراء" |                                      |                                      |                                      |                         |                         |                         |                         |
| وصف الوجه الخلفي |                                      |                                      |                                      |                         |                         |                         |                         |
| - الصور والرموز والرسومات: مشهد لخليج جونيه وزخارف هندسية ونباتية - اللون: - الكتابات: (بالفرنسية: BANQUE DE SYRIE ET DU GRAND-LIBAN)، (بالفرنسية: GRAND-LIBAN) الفئة بالأرقام العربية وكتابةً (بالفرنسية: CINQUANTE PIASTRES)، (بالفرنسية: REMBOURSABLE AU PORTEUR EN CHÈQUE SUR PARIS OU MARSEILLE À RAISON DE VINGT FRANCS PAR LIVRE)                  |                                      |                                      |                                      |                         |                         |                         |                         |
| صورة الوجه الأمامي | صورة الوجه الخلفي                    | مكان وتاريخ الإصدار                  | المطبعة                              | التوقيع                 | PCLB                    | SCWPM                   | الملاحظات               |
| |                                      | بيروت 01-02-1935 (LIBAN 1939)        | BDF                                  | توقيع 05                | 41d                     | Pick# 00                |                         |

#### خمس ليرات
| خمس ليرات | خمس ليرات                            | خمس ليرات                            | خمس ليرات                            | خمس ليرات               | خمس ليرات               | خمس ليرات               | خمس ليرات               |
| الوصف | الوصف                                | الوصف                                | الوصف                                | الوصف                   | الوصف                   | الوصف                   | الوصف                   |
| --- | ------------------------------------ | ------------------------------------ | ------------------------------------ | ----------------------- | ----------------------- | ----------------------- | ----------------------- |
| جهة الإصدار: بنك سورية ولبنان الكبير | جهة الإصدار: بنك سورية ولبنان الكبير | جهة الإصدار: بنك سورية ولبنان الكبير | جهة الإصدار: بنك سورية ولبنان الكبير | المُصمِم: غير معروف       | المُصمِم: غير معروف       | المُصمِم: غير معروف       | المُصمِم: غير معروف       |
| العلامة المائية: سفينة فينيقية | العلامة المائية: سفينة فينيقية       | العلامة المائية: سفينة فينيقية       | العلامة المائية: سفينة فينيقية       | الأبعاد (مم): 182 × 105 | الأبعاد (مم): 182 × 105 | الأبعاد (مم): 182 × 105 | الأبعاد (مم): 182 × 105 |
| وصف الوجه الأمامي |                                      |                                      |                                      |                         |                         |                         |                         |
| - الصور والرموز والرسومات: زخارف ورسوم هندسية - اللون: أخضر، برتقالي، أصفر - الكتابات: بنك سورية ولبنان الكبير (سوريا)، خمس ليرات، تدفع لحاملها شيكاً على باريس أو مرسيليا وقيمة الليرة عشرون فرنكاً، وفي الأسفل عبارة (كل من زور أو قلد أوراق البنك أو اشترك في ذلك أو أدخل أو أصدر بطريقة الغش أوراقاً مزورة أو مقلدة يُعاقب وفقاً للقوانين والأحكام المرعية الإجراء.                             |                                      |                                      |                                      |                         |                         |                         |                         |
| وصف الوجه الخلفي |                                      |                                      |                                      |                         |                         |                         |                         |
| - الصور والرموز والرسومات: باحة قصر العظم ومن الخلف مئذنة عيسى في الجامع الأموي في دمشق وزخارف هندسية ونباتية - اللون: أخضر، برتقالي، أزرق - الكتابات: (بالفرنسية: BANQUE DE SYRIE ET DU GRAND-LIBAN) (بالفرنسية: GRAND-LIBAN) الفئة بالأرقام العربية وكتابةً (بالفرنسية: CINQ LIVRES) (بالفرنسية: REMBOURSABLE AU PORTEUR EN CHÈQUE SUR PARIS OU MARSEILLE À RAISON DE VINGT FRANCS PAR LIVRE) |                                      |                                      |                                      |                         |                         |                         |                         |
| صورة الوجه الأمامي | صورة الوجه الخلفي                    | مكان وتاريخ الإصدار                  | المطبعة                              | التوقيع                 | PCLB                    | SCWPM                   | الملاحظات               |
| |                                      | بيروت 01-02-1935 (LIBAN 1939)        | BDF                                  | توقيع 05                | 43b                     | Pick# 00                |                         |

#### عشر ليرات
| عشر ليرات | عشر ليرات                            | عشر ليرات                            | عشر ليرات                            | عشر ليرات               | عشر ليرات               | عشر ليرات               | عشر ليرات               |
| الوصف | الوصف                                | الوصف                                | الوصف                                | الوصف                   | الوصف                   | الوصف                   | الوصف                   |
| --- | ------------------------------------ | ------------------------------------ | ------------------------------------ | ----------------------- | ----------------------- | ----------------------- | ----------------------- |
| جهة الإصدار: بنك سورية ولبنان الكبير | جهة الإصدار: بنك سورية ولبنان الكبير | جهة الإصدار: بنك سورية ولبنان الكبير | جهة الإصدار: بنك سورية ولبنان الكبير | المُصمِم: غير معروف       | المُصمِم: غير معروف       | المُصمِم: غير معروف       | المُصمِم: غير معروف       |
| العلامة المائية: رأس حصان | العلامة المائية: رأس حصان            | العلامة المائية: رأس حصان            | العلامة المائية: رأس حصان            | الأبعاد (مم): 198 × 120 | الأبعاد (مم): 198 × 120 | الأبعاد (مم): 198 × 120 | الأبعاد (مم): 198 × 120 |
| وصف الوجه الأمامي |                                      |                                      |                                      |                         |                         |                         |                         |
| - الصور والرموز والرسومات: زخارف هندسية - اللون: - الكتابات: بنك سورية ولبنان الكبير (سوريا)، عشر ليرات، عبارة "تدفع لحاملها شيكاً على باريس أو مرسيليا وقيمة الليرة عشرون فرنكاً، وفي الأسفل عبارة (كل من زور أو قلد أوراق البنك أو اشترك في ذلك أو أدخل أو أصدر بطريقة الغش أوراقاً مزورة أو مقلدة يُعاقب وفقاً للقوانين والأحكام المرعية الإجراء" |                                      |                                      |                                      |                         |                         |                         |                         |
| وصف الوجه الخلفي |                                      |                                      |                                      |                         |                         |                         |                         |
| - الصور والرموز والرسومات: معبد فينوس في بعلبك وزخارف هندسية ونباتية - اللون: - الكتابات: الفئة بالأرقام العربية وكتابةً (بالفرنسية: DIX LIVRES) (بالفرنسية: REMBOURSABLE AU PORTEUR PAR CHÈQUE SUR PARIS OU MARSEILLE À RAISON DE VINGT FRANCS PAR LIVRE)                                                                                       |                                      |                                      |                                      |                         |                         |                         |                         |
| صورة الوجه الأمامي | صورة الوجه الخلفي                    | مكان وتاريخ الإصدار                  | المطبعة                              | التوقيع                 | PCLB                    | SCWPM                   | الملاحظات               |
| |                                      | بيروت 01-11-1930 (LIBAN 1939)        | BDF                                  | توقيع 04                | 44c                     | Pick# 00                |                         |
| |                                      | بيروت 01-11-1930 (LIBAN 1939)        | BDF                                  | توقيع 04                | 44d                     | Pick# 00                |                         |

#### مئة ليرة
| مئة ليرة | مئة ليرة                             | مئة ليرة                             | مئة ليرة                             | مئة ليرة                | مئة ليرة                | مئة ليرة                | مئة ليرة                 |
| الوصف | الوصف                                | الوصف                                | الوصف                                | الوصف                   | الوصف                   | الوصف                   | الوصف                    |
| --- | ------------------------------------ | ------------------------------------ | ------------------------------------ | ----------------------- | ----------------------- | ----------------------- | ------------------------ |
| جهة الإصدار: بنك سورية ولبنان الكبير | جهة الإصدار: بنك سورية ولبنان الكبير | جهة الإصدار: بنك سورية ولبنان الكبير | جهة الإصدار: بنك سورية ولبنان الكبير | المُصمِم: غير معروف       | المُصمِم: غير معروف       | المُصمِم: غير معروف       | المُصمِم: غير معروف        |
| العلامة المائية: لا يوجد | العلامة المائية: لا يوجد             | العلامة المائية: لا يوجد             | العلامة المائية: لا يوجد             | الأبعاد (مم): 215 × 125 | الأبعاد (مم): 215 × 125 | الأبعاد (مم): 215 × 125 | الأبعاد (مم): 215 × 125  |
| وصف الوجه الأمامي |                                      |                                      |                                      |                         |                         |                         |                          |
| - الصور والرموز والرسومات: - اللون: بنفسجي - زهري - الكتابات: تدفع لحامله لقآء «شك» على باريس بقيمة ألفي فرنك (بالفرنسية: Remboursable au porteur contre 2000 Francs en chèque sur Paris) |                                      |                                      |                                      |                         |                         |                         |                          |
| وصف الوجه الخلفي |                                      |                                      |                                      |                         |                         |                         |                          |
| - الصور والرموز والرسومات: - اللون: بني - أخضر زهري - الكتابات: الفئة بالأرقام الهندية والعربية وكتابةً: ليرة سورية و(بالفرنسية: 100 LIVRES SYRIENNES) (بالفرنسية: CENT LIVRES SYRIENNES)  |                                      |                                      |                                      |                         |                         |                         |                          |
| صورة الوجه الأمامي | صورة الوجه الخلفي                    | مكان وتاريخ الإصدار                  | المطبعة                              | التوقيع                 | PCLB                    | SCWPM                   | الملاحظات                |
| |                                      | بيروت 01-02-1935 (LIBAN 1939)        | BWC                                  | توقيع 05                | 49o2                    | Pick# 00                | بلا توشيح                |
| |                                      | بيروت 01-02-1935 (LIBAN 1939)        | BWC                                  | توقيع 05                | 49b2                    | Pick# 00                | توشيح خط مائل مضاعف (//) |
| |                                      | بيروت 01-02-1935 (LIBAN 1939)        | BWC                                  | توقيع 05                | 49c2                    | Pick# 00                | توشيح زاوية مفردة (V)    |

## إصدارات بنك سورية ولبنان

### طبعة شركة باردبوري ويلكنسون BWC

#### ليرة واحدة
| ليرة واحدة | ليرة واحدة                    | ليرة واحدة                    | ليرة واحدة                    | ليرة واحدة             | ليرة واحدة             | ليرة واحدة             | ليرة واحدة               |
| الوصف | الوصف                         | الوصف                         | الوصف                         | الوصف                  | الوصف                  | الوصف                  | الوصف                    |
| --- | ----------------------------- | ----------------------------- | ----------------------------- | ---------------------- | ---------------------- | ---------------------- | ------------------------ |
| جهة الإصدار: بنك سورية ولبنان | جهة الإصدار: بنك سورية ولبنان | جهة الإصدار: بنك سورية ولبنان | جهة الإصدار: بنك سورية ولبنان | المُصمِم: غير معروف      | المُصمِم: غير معروف      | المُصمِم: غير معروف      | المُصمِم: غير معروف        |
| العلامة المائية: لا توجد | العلامة المائية: لا توجد      | العلامة المائية: لا توجد      | العلامة المائية: لا توجد      | الأبعاد (مم): 169 × 87 | الأبعاد (مم): 169 × 87 | الأبعاد (مم): 169 × 87 | الأبعاد (مم): 169 × 87   |
| وصف الوجه الأمامي |                               |                               |                               |                        |                        |                        |                          |
| - الصور والرموز والرسومات: أعمدة جوبيتر - اللون: أخضر وبنفسجي وأبيض - الكتابات: بنك سوريَا ولبنان (بالفرنسية: BANQUE DE SYRIE ET DU LIBAN) الفئة بالأرقام العربية والهندية، وكتابةً بالعربية: ليرة واحدة و(بالفرنسية: UNE LIVRE) |                               |                               |                               |                        |                        |                        |                          |
| وصف الوجه الخلفي |                               |                               |                               |                        |                        |                        |                          |
| - الصور والرموز والرسومات: ميناء بيروت - اللون: بني محمر وأخضر وأبيض - الكتابات: بنك سوريَا ولبنان الفئة بالأرقام العربية والهندية                                                                                              |                               |                               |                               |                        |                        |                        |                          |
| صورة الوجه الأمامي | صورة الوجه الخلفي             | مكان وتاريخ الإصدار           | المطبعة                       | التوقيع                | PCLB                   | SCWPM                  | الملاحظات                |
| |                               | بيروت 01-09-1939              | BWC                           | توقيع 05               | 56a                    | Pick# 00               | توشيح خط مائل مفرد (/)   |
| |                               | بيروت 01-09-1939              | BWC                           | توقيع 05               | 56b                    | Pick# 00               | توشيح خط مائل مضاعف (//) |
| |                               | بيروت 01-09-1939              | BWC                           | توقيع 05               | 56c                    | Pick# 00               | توشيح زاوية مفردة (V)    |
| |                               | بيروت 01-09-1939              | BWC                           | توقيع 05               | 56d                    | Pick# 00               | توشيح زاوية مضاعفة (VV)  |
| |                               | بيروت 01-09-1939              | BWC                           | توقيع 05               | 56e                    | Pick# 00               | توشيح معين (◇)           |

#### خمس ليرات
| خمس ليرات | خمس ليرات                     | خمس ليرات                     | خمس ليرات                     | خمس ليرات               | خمس ليرات               | خمس ليرات               | خمس ليرات                |
| الوصف | الوصف                         | الوصف                         | الوصف                         | الوصف                   | الوصف                   | الوصف                   | الوصف                    |
| --- | ----------------------------- | ----------------------------- | ----------------------------- | ----------------------- | ----------------------- | ----------------------- | ------------------------ |
| جهة الإصدار: بنك سورية ولبنان | جهة الإصدار: بنك سورية ولبنان | جهة الإصدار: بنك سورية ولبنان | جهة الإصدار: بنك سورية ولبنان | المُصمِم: غير معروف       | المُصمِم: غير معروف       | المُصمِم: غير معروف       | المُصمِم: غير معروف        |
| العلامة المائية: لا توجد | العلامة المائية: لا توجد      | العلامة المائية: لا توجد      | العلامة المائية: لا توجد      | الأبعاد (مم): 188 × 104 | الأبعاد (مم): 188 × 104 | الأبعاد (مم): 188 × 104 | الأبعاد (مم): 188 × 104  |
| وصف الوجه الأمامي |                               |                               |                               |                         |                         |                         |                          |
| - الصور والرموز والرسومات: شجرة الأرز - اللون: أخضر وأصفر وأبيض - الكتابات: بنك سوريَا ولبنان (بالفرنسية: BANQUE DE SYRIE ET DU LIBAN) الفئة بالأرقام العربية والهندية، وكتابةً بالعربية: خمس ليرات و(بالفرنسية: CINQ LIVRES) |                               |                               |                               |                         |                         |                         |                          |
| وصف الوجه الخلفي |                               |                               |                               |                         |                         |                         |                          |
| - الصور والرموز والرسومات: ميناء بيروت - اللون: بني محمر وأخضر وأبيض - الكتابات: بنك سوريَا ولبنان الفئة بالأرقام العربية والهندية                                                                                           |                               |                               |                               |                         |                         |                         |                          |
| صورة الوجه الأمامي | صورة الوجه الخلفي             | مكان وتاريخ الإصدار           | المطبعة                       | التوقيع                 | PCLB                    | SCWPM                   | الملاحظات                |
| |                               | بيروت 01-09-1939              | BWC                           | توقيع 05                | 57a                     | Pick# 00                | توشيح خط مائل مفرد (/)   |
| |                               | بيروت 01-09-1939              | BWC                           | توقيع 05                | 57b                     | Pick# 00                | توشيح خط مائل مضاعف (//) |
| |                               | بيروت 01-09-1939              | BWC                           | توقيع 05                | 57c                     | Pick# 00                | توشيح زاوية مفردة (V)    |
| |                               | بيروت 01-09-1939              | BWC                           | توقيع 05                | 57d                     | Pick# 00                | توشيح معين (◇)           |

#### عشر ليرات
| عشر ليرات | عشر ليرات                     | عشر ليرات                     | عشر ليرات                     | عشر ليرات               | عشر ليرات               | عشر ليرات               | عشر ليرات                |
| الوصف | الوصف                         | الوصف                         | الوصف                         | الوصف                   | الوصف                   | الوصف                   | الوصف                    |
| --- | ----------------------------- | ----------------------------- | ----------------------------- | ----------------------- | ----------------------- | ----------------------- | ------------------------ |
| جهة الإصدار: بنك سورية ولبنان | جهة الإصدار: بنك سورية ولبنان | جهة الإصدار: بنك سورية ولبنان | جهة الإصدار: بنك سورية ولبنان | المُصمِم: غير معروف       | المُصمِم: غير معروف       | المُصمِم: غير معروف       | المُصمِم: غير معروف        |
| العلامة المائية: لا توجد | العلامة المائية: لا توجد      | العلامة المائية: لا توجد      | العلامة المائية: لا توجد      | الأبعاد (مم): 186 × 106 | الأبعاد (مم): 186 × 106 | الأبعاد (مم): 186 × 106 | الأبعاد (مم): 186 × 106  |
| وصف الوجه الأمامي |                               |                               |                               |                         |                         |                         |                          |
| - الصور والرموز والرسومات: برج الساعة - اللون: بنفسجي ـ أصفر ـ أبيض - الكتابات: بنك سوريَا ولبنان (بالفرنسية: BANQUE DE SYRIE ET DU LIBAN) الفئة بالأرقام العربية والهندية، وكتابةً بالعربية: خمس ليرات و(بالفرنسية: DIX LIVRES) |                               |                               |                               |                         |                         |                         |                          |
| وصف الوجه الخلفي |                               |                               |                               |                         |                         |                         |                          |
| - الصور والرموز والرسومات: مرفأ صور - اللون: بنفسجي ـ أصفر ـ أزرق ـ أبيض - الكتابات: بنك سوريَا ولبنان الفئة بالأرقام العربية والهندية، وكتابةً (بالفرنسية: DIX LIVRES)                                                          |                               |                               |                               |                         |                         |                         |                          |
| صورة الوجه الأمامي | صورة الوجه الخلفي             | مكان وتاريخ الإصدار           | المطبعة                       | التوقيع                 | PCLB                    | SCWPM                   | الملاحظات                |
| |                               | بيروت 01-09-1939              | BWC                           | توقيع 05                | 58a                     | Pick# 00                | توشيح خط مائل مفرد (/)   |
| |                               | بيروت 01-09-1939              | BWC                           | توقيع 05                | 58b                     | Pick# 00                | توشيح خط مائل مضاعف (//) |
| |                               | بيروت 01-09-1939              | BWC                           | توقيع 05                | 58c                     | Pick# 00                | توشيح زاوية مفردة (V)    |

#### خمس وعشرون ليرة
| خمسٌ وعشرون ليرة | خمسٌ وعشرون ليرة               | خمسٌ وعشرون ليرة               | خمسٌ وعشرون ليرة               | خمسٌ وعشرون ليرة         | خمسٌ وعشرون ليرة         | خمسٌ وعشرون ليرة         | خمسٌ وعشرون ليرة         |
| الوصف | الوصف                         | الوصف                         | الوصف                         | الوصف                   | الوصف                   | الوصف                   | الوصف                   |
| --- | ----------------------------- | ----------------------------- | ----------------------------- | ----------------------- | ----------------------- | ----------------------- | ----------------------- |
| جهة الإصدار: بنك سورية ولبنان | جهة الإصدار: بنك سورية ولبنان | جهة الإصدار: بنك سورية ولبنان | جهة الإصدار: بنك سورية ولبنان | المُصمِم: غير معروف       | المُصمِم: غير معروف       | المُصمِم: غير معروف       | المُصمِم: غير معروف       |
| العلامة المائية: لا توجد | العلامة المائية: لا توجد      | العلامة المائية: لا توجد      | العلامة المائية: لا توجد      | الأبعاد (مم): 196 × 106 | الأبعاد (مم): 196 × 106 | الأبعاد (مم): 196 × 106 | الأبعاد (مم): 196 × 106 |
| وصف الوجه الأمامي |                               |                               |                               |                         |                         |                         |                         |
| - الصور والرموز والرسومات: قافلة بدمشق - اللون: بني محمر وأخضر وأبيض - الكتابات: بنك سوريَا ولبنان (بالفرنسية: BANQUE DE SYRIE ET DU LIBAN) الفئة بالأرقام العربية والهندية، وكتابةً بالعربية: خمس وعشرون ليرة و(بالفرنسية: VINGT CINQ LIVRES) |                               |                               |                               |                         |                         |                         |                         |
| وصف الوجه الخلفي |                               |                               |                               |                         |                         |                         |                         |
| - الصور والرموز والرسومات: نبع بعقلين - اللون: أخضر وبني وأبيض - الكتابات: بنك سوريَا ولبنان الفئة بالأرقام العربية والهندية |                               |                               |                               |                         |                         |                         |                         |
| صورة الوجه الأمامي | صورة الوجه الخلفي             | مكان وتاريخ الإصدار           | المطبعة                       | التوقيع                 | PCLB                    | SCWPM                   | الملاحظات               |
| |                               | بيروت 01-09-1939              | BWC                           | توقيع 05                | 59o                     | Pick# 00                | بلا توشيح               |
| |                               | بيروت 01-09-1939              | BWC                           | توقيع 05                | 59a                     | Pick# 00                | توشيح خط مائل مفرد (/)  |
| |                               | بيروت 01-09-1939              | BWC                           | توقيع 05                | 59c                     | Pick# 00                | توشيح زاوية مفردة (V)   |

#### خمسون ليرة
| خمسون ليرة | خمسون ليرة                    | خمسون ليرة                    | خمسون ليرة                    | خمسون ليرة              | خمسون ليرة              | خمسون ليرة              | خمسون ليرة              |
| الوصف | الوصف                         | الوصف                         | الوصف                         | الوصف                   | الوصف                   | الوصف                   | الوصف                   |
| --- | ----------------------------- | ----------------------------- | ----------------------------- | ----------------------- | ----------------------- | ----------------------- | ----------------------- |
| جهة الإصدار: بنك سورية ولبنان | جهة الإصدار: بنك سورية ولبنان | جهة الإصدار: بنك سورية ولبنان | جهة الإصدار: بنك سورية ولبنان | المُصمِم: غير معروف       | المُصمِم: غير معروف       | المُصمِم: غير معروف       | المُصمِم: غير معروف       |
| العلامة المائية: لا توجد | العلامة المائية: لا توجد      | العلامة المائية: لا توجد      | العلامة المائية: لا توجد      | الأبعاد (مم): 203 × 112 | الأبعاد (مم): 203 × 112 | الأبعاد (مم): 203 × 112 | الأبعاد (مم): 203 × 112 |
| وصف الوجه الأمامي |                               |                               |                               |                         |                         |                         |                         |
| - الصور والرموز والرسومات: الشارع المستقيم - اللون: بني وبرتقالي وأخضر وأبيض - الكتابات: بنك سوريَا ولبنان (بالفرنسية: BANQUE DE SYRIE ET DU LIBAN) الفئة بالأرقام العربية والهندية، وكتابةً بالعربية: خمسون ليرة و(بالفرنسية: CINQUANTE LIVRES) |                               |                               |                               |                         |                         |                         |                         |
| وصف الوجه الخلفي |                               |                               |                               |                         |                         |                         |                         |
| - الصور والرموز والرسومات: الصرفند - اللون: أزرق وبنفسجي وأبيض - الكتابات: بنك سوريَا ولبنان الفئة بالأرقام العربية والهندية، وكتابةً (بالفرنسية: CINQUANTE LIVRES)                                                                              |                               |                               |                               |                         |                         |                         |                         |
| صورة الوجه الأمامي | صورة الوجه الخلفي             | مكان وتاريخ الإصدار           | المطبعة                       | التوقيع                 | PCLB                    | SCWPM                   | الملاحظات               |
| |                               | بيروت 01-09-1939              | BWC                           | توقيع 05                | 60o                     | Pick# 00                | توشيح خط مائل مفرد (/)  |
| |                               | بيروت 01-09-1939              | BWC                           | توقيع 05                | 60a                     | Pick# 00                | توشيح زاوية مفردة (V)   |
| |                               | بيروت 01-09-1939              | BWC                           | توقيع 05                | 60c                     | Pick# 00                | توشيح معين (◇)          |

### طبعة بنك فرنسا BDF

#### ليرة واحدة
| ليرة واحدة | ليرة واحدة                    | ليرة واحدة                    | ليرة واحدة                    | ليرة واحدة             | ليرة واحدة             | ليرة واحدة             | ليرة واحدة                                       |
| الوصف | الوصف                         | الوصف                         | الوصف                         | الوصف                  | الوصف                  | الوصف                  | الوصف                                            |
| --- | ----------------------------- | ----------------------------- | ----------------------------- | ---------------------- | ---------------------- | ---------------------- | ------------------------------------------------ |
| جهة الإصدار: بنك سورية ولبنان | جهة الإصدار: بنك سورية ولبنان | جهة الإصدار: بنك سورية ولبنان | جهة الإصدار: بنك سورية ولبنان | المُصمِم: غير معروف      | المُصمِم: غير معروف      | المُصمِم: غير معروف      | المُصمِم: غير معروف                                |
| العلامة المائية: رأس نسر | العلامة المائية: رأس نسر      | العلامة المائية: رأس نسر      | العلامة المائية: رأس نسر      | الأبعاد (مم): 158 × 95 | الأبعاد (مم): 158 × 95 | الأبعاد (مم): 158 × 95 | الأبعاد (مم): 158 × 95                           |
| وصف الوجه الأمامي |                               |                               |                               |                        |                        |                        |                                                  |
| - الصور والرموز والرسومات: نِسْرَين - اللون: أزرق وأصفر وأحمر وأبيض - الكتابات: بنك سورية ولبنان الفئة بالأرقام الهندية، وكتابةً بالعربية: ليرة واحدة                                      |                               |                               |                               |                        |                        |                        |                                                  |
| وصف الوجه الخلفي |                               |                               |                               |                        |                        |                        |                                                  |
| - الصور والرموز والرسومات: غزالين ـ شجرة أرز - اللون: أصفر وبني وأخضر وأبيض - الكتابات: (بالفرنسية: BANQUE DE SYRIE ET DU LIBAN) الفئة بالأرقام العربية، وكتابةً (بالفرنسية: UNE LIVRE) |                               |                               |                               |                        |                        |                        |                                                  |
| صورة الوجه الأمامي | صورة الوجه الخلفي             | مكان وتاريخ الإصدار           | المطبعة                       | التوقيع                | PCLB                   | SCWPM                  | الملاحظات                                        |
| |                               | بيروت 01-04-1939              | BDF                           | توقيع 06               | 50a                    | Pick# 00               | كتابات الوجه الأمامي باللغة العربية              |
| |                               | بيروت 01-12-1945              | BDF                           | توقيع 08               | 66a                    | Pick# 00               | الأبعاد: 157 × 95 كتابات الوجه الأمامي بالفرنسية |
| |                               | بيروت 01-08-1950              | BDF                           | توقيع 08               | 66b                    | Pick# 00               | الأبعاد: 157 × 95 كتابات الوجه الأمامي بالفرنسية |

#### خمس ليرات
| خمس ليرات | خمس ليرات                     | خمس ليرات                     | خمس ليرات                     | خمس ليرات               | خمس ليرات               | خمس ليرات               | خمس ليرات               |
| الوصف | الوصف                         | الوصف                         | الوصف                         | الوصف                   | الوصف                   | الوصف                   | الوصف                   |
| --- | ----------------------------- | ----------------------------- | ----------------------------- | ----------------------- | ----------------------- | ----------------------- | ----------------------- |
| جهة الإصدار: بنك سورية ولبنان | جهة الإصدار: بنك سورية ولبنان | جهة الإصدار: بنك سورية ولبنان | جهة الإصدار: بنك سورية ولبنان | المُصمِم: غير معروف       | المُصمِم: غير معروف       | المُصمِم: غير معروف       | المُصمِم: غير معروف       |
| العلامة المائية: رأس نسر | العلامة المائية: رأس نسر      | العلامة المائية: رأس نسر      | العلامة المائية: رأس نسر      | الأبعاد (مم): 184 × 108 | الأبعاد (مم): 184 × 108 | الأبعاد (مم): 184 × 108 | الأبعاد (مم): 184 × 108 |
| وصف الوجه الأمامي |                               |                               |                               |                         |                         |                         |                         |
| - الصور والرموز والرسومات: زخارف - اللون: أزرق وأحمر وأبيض - الكتابات: بنك سورية ولبنان الفئة بالأرقام الهندية، وكتابةً بالعربية: خمس ليرات      |                               |                               |                               |                         |                         |                         |                         |
| وصف الوجه الخلفي |                               |                               |                               |                         |                         |                         |                         |
| - الصور والرموز والرسومات: - اللون: - الكتابات: (بالفرنسية: BANQUE DE SYRIE ET DU LIBAN) الفئة بالأرقام العربية، وكتابةً (بالفرنسية: CINQ LIVRE) |                               |                               |                               |                         |                         |                         |                         |
| صورة الوجه الأمامي | صورة الوجه الخلفي             | مكان وتاريخ الإصدار           | المطبعة                       | التوقيع                 | PCLB                    | SCWPM                   | الملاحظات               |
| |                               | بيروت 01-04-1939              | BDF                           | توقيع 06                | 51a                     | Pick# 00                |                         |
| |                               | بيروت 01-12-1945              | BDF                           | توقيع 08                | 67a                     | Pick# 00                | الأبعاد 183 × 107       |
| |                               | بيروت 01-08-1950              | BDF                           | توقيع 08                | 67b                     | Pick# 00                | الأبعاد 183 × 107       |

#### عشر ليرات
| عشر ليرات | عشر ليرات                     | عشر ليرات                     | عشر ليرات                     | عشر ليرات               | عشر ليرات               | عشر ليرات               | عشر ليرات               |
| الوصف | الوصف                         | الوصف                         | الوصف                         | الوصف                   | الوصف                   | الوصف                   | الوصف                   |
| --- | ----------------------------- | ----------------------------- | ----------------------------- | ----------------------- | ----------------------- | ----------------------- | ----------------------- |
| جهة الإصدار: بنك سورية ولبنان | جهة الإصدار: بنك سورية ولبنان | جهة الإصدار: بنك سورية ولبنان | جهة الإصدار: بنك سورية ولبنان | المُصمِم: غير معروف       | المُصمِم: غير معروف       | المُصمِم: غير معروف       | المُصمِم: غير معروف       |
| العلامة المائية: رأس نسر | العلامة المائية: رأس نسر      | العلامة المائية: رأس نسر      | العلامة المائية: رأس نسر      | الأبعاد (مم): 200 × 102 | الأبعاد (مم): 200 × 102 | الأبعاد (مم): 200 × 102 | الأبعاد (مم): 200 × 102 |
| وصف الوجه الأمامي |                               |                               |                               |                         |                         |                         |                         |
| - الصور والرموز والرسومات: زخرفات - اللون: أحمر وفضي وعاجي وأبيض - الكتابات: بنك سورية ولبنان الفئة بالأرقام الهندية، وكتابةً بالعربية: عشر ليرات                                 |                               |                               |                               |                         |                         |                         |                         |
| وصف الوجه الخلفي |                               |                               |                               |                         |                         |                         |                         |
| - الصور والرموز والرسومات: بيت الدين - اللون: بني وبنفسجي وأخضر وأبيض - الكتابات: (بالفرنسية: BANQUE DE SYRIE ET DU LIBAN) الفئة بالأرقام العربية، وكتابةً (بالفرنسية: DIX LIVRE) |                               |                               |                               |                         |                         |                         |                         |
| صورة الوجه الأمامي | صورة الوجه الخلفي             | مكان وتاريخ الإصدار           | المطبعة                       | التوقيع                 | PCLB                    | SCWPM                   | الملاحظات               |
| |                               | بيروت 01-04-1939              | BDF                           | توقيع 06                | 52a                     | Pick# 00                |                         |
| |                               | بيروت 01-12-1945              | BDF                           | توقيع 08                | 68a                     | Pick# 00                | 202 × 102               |
| |                               | بيروت 01-08-1950              | BDF                           | توقيع 08                | 68b                     | Pick# 00                | 202 × 102               |

#### خمس وعشرون ليرة
| خمسٌ وعشرون ليرة                                                                           | خمسٌ وعشرون ليرة               | خمسٌ وعشرون ليرة               | خمسٌ وعشرون ليرة               | خمسٌ وعشرون ليرة       | خمسٌ وعشرون ليرة       | خمسٌ وعشرون ليرة       | خمسٌ وعشرون ليرة       |
| الوصف                                                                                     | الوصف                         | الوصف                         | الوصف                         | الوصف                 | الوصف                 | الوصف                 | الوصف                 |
| ----------------------------------------------------------------------------------------- | ----------------------------- | ----------------------------- | ----------------------------- | --------------------- | --------------------- | --------------------- | --------------------- |
| جهة الإصدار: بنك سورية ولبنان                                                             | جهة الإصدار: بنك سورية ولبنان | جهة الإصدار: بنك سورية ولبنان | جهة الإصدار: بنك سورية ولبنان | المُصمِم: غير معروف     | المُصمِم: غير معروف     | المُصمِم: غير معروف     | المُصمِم: غير معروف     |
| العلامة المائية: رأس حمل                                                                  | العلامة المائية: رأس حمل      | العلامة المائية: رأس حمل      | العلامة المائية: رأس حمل      | الأبعاد (مم): رأس ثور | الأبعاد (مم): رأس ثور | الأبعاد (مم): رأس ثور | الأبعاد (مم): رأس ثور |
| وصف الوجه الأمامي                                                                         |                               |                               |                               |                       |                       |                       |                       |
| - الصور والرموز والرسومات: قاعة الصلاة في الجامع الأموي في بعلبك - اللون: - الكتابات:     |                               |                               |                               |                       |                       |                       |                       |
| وصف الوجه الخلفي                                                                          |                               |                               |                               |                       |                       |                       |                       |
| - الصور والرموز والرسومات: رأس أسد من أحد عتبات معبد جوبيتر في بعلبك - اللون: - الكتابات: |                               |                               |                               |                       |                       |                       |                       |
| صورة الوجه الأمامي                                                                        | صورة الوجه الخلفي             | مكان وتاريخ الإصدار           | المطبعة                       | التوقيع               | PCLB                  | SCWPM                 | الملاحظات             |
|                                                                                           |                               | بيروت 01-04-1939              | BDF                           | توقيع 06              | 53a                   | Pick# 00              |                       |
|                                                                                           |                               | بيروت 01-12-1945              | BDF                           | توقيع 08              | 69a                   | Pick# 00              |                       |
|                                                                                           |                               | بيروت 01-08-1950              | BDF                           | توقيع 08              | 69b                   | Pick# 00              |                       |

#### خمسون ليرة
| خمسون ليرة | خمسون ليرة                    | خمسون ليرة                    | خمسون ليرة                    | خمسون ليرة              | خمسون ليرة              | خمسون ليرة              | خمسون ليرة              |
| الوصف | الوصف                         | الوصف                         | الوصف                         | الوصف                   | الوصف                   | الوصف                   | الوصف                   |
| --- | ----------------------------- | ----------------------------- | ----------------------------- | ----------------------- | ----------------------- | ----------------------- | ----------------------- |
| جهة الإصدار: بنك سورية ولبنان | جهة الإصدار: بنك سورية ولبنان | جهة الإصدار: بنك سورية ولبنان | جهة الإصدار: بنك سورية ولبنان | المُصمِم: غير معروف       | المُصمِم: غير معروف       | المُصمِم: غير معروف       | المُصمِم: غير معروف       |
| العلامة المائية: رأس ثور | العلامة المائية: رأس ثور      | العلامة المائية: رأس ثور      | العلامة المائية: رأس ثور      | الأبعاد (مم): 215 × 126 | الأبعاد (مم): 215 × 126 | الأبعاد (مم): 215 × 126 | الأبعاد (مم): 215 × 126 |
| وصف الوجه الأمامي |                               |                               |                               |                         |                         |                         |                         |
| - الصور والرموز والرسومات: مشهد لقصر بيت الدين - اللون: زهري - أصفر - بني - الكتابات: عبارة "بنك سورية ولبنان" وعبارة " يدفع لحاملها شكاً على باريس وقيمته الليرة عشرون فرنكا" |                               |                               |                               |                         |                         |                         |                         |
| وصف الوجه الخلفي |                               |                               |                               |                         |                         |                         |                         |
| - الصور والرموز والرسومات: صورة لمعبد باخوس في بعلبك - اللون: أخضر - بني - أصفر - الكتابات:                                                                                   |                               |                               |                               |                         |                         |                         |                         |
| صورة الوجه الأمامي | صورة الوجه الخلفي             | مكان وتاريخ الإصدار           | المطبعة                       | التوقيع                 | PCLB                    | SCWPM                   | الملاحظات               |
| |                               | بيروت 01-04-1939              | BDF                           | توقيع 06                | 54a                     | Pick# 00                |                         |
| |                               | بيروت 01-12-1954              | BDF                           | توقيع 08                | 70a                     | Pick# 00                | الأبعاد 214 × 127       |
| |                               | بيروت 01-08-1950              | BDF                           | توقيع 08                | 70b                     | Pick# 00                | الأبعاد 214 × 127       |

#### مئة ليرة
| مئة ليرة | مئة ليرة                      | مئة ليرة                      | مئة ليرة                      | مئة ليرة                | مئة ليرة                | مئة ليرة                | مئة ليرة                |
| الوصف | الوصف                         | الوصف                         | الوصف                         | الوصف                   | الوصف                   | الوصف                   | الوصف                   |
| --- | ----------------------------- | ----------------------------- | ----------------------------- | ----------------------- | ----------------------- | ----------------------- | ----------------------- |
| جهة الإصدار: بنك سورية ولبنان | جهة الإصدار: بنك سورية ولبنان | جهة الإصدار: بنك سورية ولبنان | جهة الإصدار: بنك سورية ولبنان | المُصمِم: وليم فال        | المُصمِم: وليم فال        | المُصمِم: وليم فال        | المُصمِم: وليم فال        |
| العلامة المائية: رأس ثور | العلامة المائية: رأس ثور      | العلامة المائية: رأس ثور      | العلامة المائية: رأس ثور      | الأبعاد (مم): 217 × 116 | الأبعاد (مم): 217 × 116 | الأبعاد (مم): 217 × 116 | الأبعاد (مم): 217 × 116 |
| وصف الوجه الأمامي |                               |                               |                               |                         |                         |                         |                         |
| - الصور والرموز والرسومات: زخارف و أشكال هندسية - اللون: أحمر - أصفر - الكتابات:                                                                         |                               |                               |                               |                         |                         |                         |                         |
| وصف الوجه الخلفي |                               |                               |                               |                         |                         |                         |                         |
| - الصور والرموز والرسومات: منظر لأرز وجبال لبنان من منطقة بشري - اللون: أخضر - أزرق فاتح - الكتابات: بنك سوريا ولبنان - مائة ليرة لبنانية - /100 livers/ |                               |                               |                               |                         |                         |                         |                         |
| صورة الوجه الأمامي | صورة الوجه الخلفي             | مكان وتاريخ الإصدار           | المطبعة                       | التوقيع                 | PCLB                    | SCWPM                   | الملاحظات               |
| |                               | بيروت 00-00-0000              | BDF                           | توقيع 08                | 71a                     | Pick# 00                |                         |

#### مئتان وخمسون ليرة
| مئتان وخمسون ليرة                                          | مئتان وخمسون ليرة             | مئتان وخمسون ليرة             | مئتان وخمسون ليرة             | مئتان وخمسون ليرة       | مئتان وخمسون ليرة       | مئتان وخمسون ليرة       | مئتان وخمسون ليرة       |
| الوصف                                                      | الوصف                         | الوصف                         | الوصف                         | الوصف                   | الوصف                   | الوصف                   | الوصف                   |
| ---------------------------------------------------------- | ----------------------------- | ----------------------------- | ----------------------------- | ----------------------- | ----------------------- | ----------------------- | ----------------------- |
| جهة الإصدار: بنك سورية ولبنان                              | جهة الإصدار: بنك سورية ولبنان | جهة الإصدار: بنك سورية ولبنان | جهة الإصدار: بنك سورية ولبنان | المُصمِم: غير معروف       | المُصمِم: غير معروف       | المُصمِم: غير معروف       | المُصمِم: غير معروف       |
| العلامة المائية: رأس أسد                                   | العلامة المائية: رأس أسد      | العلامة المائية: رأس أسد      | العلامة المائية: رأس أسد      | الأبعاد (مم): 234 × 127 | الأبعاد (مم): 234 × 127 | الأبعاد (مم): 234 × 127 | الأبعاد (مم): 234 × 127 |
| وصف الوجه الأمامي                                          |                               |                               |                               |                         |                         |                         |                         |
| - الصور والرموز والرسومات: كنيسة جبيل - اللون: - الكتابات: |                               |                               |                               |                         |                         |                         |                         |
| وصف الوجه الخلفي                                           |                               |                               |                               |                         |                         |                         |                         |
| - الصور والرموز والرسومات: قلعة صيدا - اللون: - الكتابات:  |                               |                               |                               |                         |                         |                         |                         |
| صورة الوجه الأمامي                                         | صورة الوجه الخلفي             | مكان وتاريخ الإصدار           | المطبعة                       | التوقيع                 | PCLB                    | SCWPM                   | الملاحظات               |
|                                                            |                               | بيروت 01-04-1939              | BDF                           | توقيع 06                | 55a                     | Pick# 00                |                         |

### سندات مالية BONDS

#### ليرة واحدة
| ليرة واحدة                                                                               | ليرة واحدة                    | ليرة واحدة                    | ليرة واحدة                    | ليرة واحدة             | ليرة واحدة             | ليرة واحدة             | ليرة واحدة             |
| الوصف                                                                                    | الوصف                         | الوصف                         | الوصف                         | الوصف                  | الوصف                  | الوصف                  | الوصف                  |
| ---------------------------------------------------------------------------------------- | ----------------------------- | ----------------------------- | ----------------------------- | ---------------------- | ---------------------- | ---------------------- | ---------------------- |
| جهة الإصدار: بنك سورية ولبنان                                                            | جهة الإصدار: بنك سورية ولبنان | جهة الإصدار: بنك سورية ولبنان | جهة الإصدار: بنك سورية ولبنان | المُصمِم: غير معروف      | المُصمِم: غير معروف      | المُصمِم: غير معروف      | المُصمِم: غير معروف      |
| العلامة المائية: لا يوجد                                                                 | العلامة المائية: لا يوجد      | العلامة المائية: لا يوجد      | العلامة المائية: لا يوجد      | الأبعاد (مم): 163 × 98 | الأبعاد (مم): 163 × 98 | الأبعاد (مم): 163 × 98 | الأبعاد (مم): 163 × 98 |
| وصف الوجه الأمامي                                                                        |                               |                               |                               |                        |                        |                        |                        |
| - الصور والرموز والرسومات: رسوم وأشكال هندسية - اللون: أزرق فاتح - أزرق غامق - الكتابات: |                               |                               |                               |                        |                        |                        |                        |
| وصف الوجه الخلفي                                                                         |                               |                               |                               |                        |                        |                        |                        |
| - الصور والرموز والرسومات: رسوم وأشكال هندسية - اللون: أزرق فاتح - أزرق غامق - الكتابات: |                               |                               |                               |                        |                        |                        |                        |
| صورة الوجه الأمامي                                                                       | صورة الوجه الخلفي             | مكان وتاريخ الإصدار           | المطبعة                       | التوقيع                | PCLB                   | SCWPM                  | الملاحظات              |
|                                                                                          |                               | بيروت 01-08-1942              | GPP                           | توقيع 07               | 61s                    | Pick# 00               | سند مالي               |

#### خمس ليرات
| خمس ليرات | خمس ليرات                     | خمس ليرات                     | خمس ليرات                     | خمس ليرات              | خمس ليرات              | خمس ليرات              | خمس ليرات              |
| الوصف | الوصف                         | الوصف                         | الوصف                         | الوصف                  | الوصف                  | الوصف                  | الوصف                  |
| --- | ----------------------------- | ----------------------------- | ----------------------------- | ---------------------- | ---------------------- | ---------------------- | ---------------------- |
| جهة الإصدار: بنك سورية ولبنان | جهة الإصدار: بنك سورية ولبنان | جهة الإصدار: بنك سورية ولبنان | جهة الإصدار: بنك سورية ولبنان | المُصمِم: غير معروف      | المُصمِم: غير معروف      | المُصمِم: غير معروف      | المُصمِم: غير معروف      |
| العلامة المائية: لا يوجد | العلامة المائية: لا يوجد      | العلامة المائية: لا يوجد      | العلامة المائية: لا يوجد      | الأبعاد (مم): 157 × 67 | الأبعاد (مم): 157 × 67 | الأبعاد (مم): 157 × 67 | الأبعاد (مم): 157 × 67 |
| وصف الوجه الأمامي |                               |                               |                               |                        |                        |                        |                        |
| - الصور والرموز والرسومات: زخارف هندسية ونباتية - اللون: - الكتابات: (بالفرنسية: BANQUE DE SYRIE ET DU LIBAN) (بالفرنسية: BON DE CAISSE) الفئة بالأرقام العربية والهندية، وكتابةً (بالفرنسية: BON POUR CINQ LIVRES) تاريخ ومكان الإصدار (بالفرنسية: DAMAS 1ER AOUT, 1942) (بالفرنسية: REMBOURSABLE AU PORTEUR, A VUE, EN CHÈQUE SUR PARIS A RAISON DE VINGT FRANCS PAR LIVRE) |                               |                               |                               |                        |                        |                        |                        |
| وصف الوجه الخلفي |                               |                               |                               |                        |                        |                        |                        |
| - الصور والرموز والرسومات: زخارف هندسية ونباتية - اللون: - الكتابات: الفئة رقماً بالأرقام العربية والهندية، وكتابةً بالعربية سند قيمته خمس ليرات تاريخ ومكان الإصدار دمشق أول آب 1942 تدفع لِحَاملها لدى الاطلاع شكاً على باريس وقيمة الليرة عشرون فرنكاً |                               |                               |                               |                        |                        |                        |                        |
| صورة الوجه الأمامي | صورة الوجه الخلفي             | مكان وتاريخ الإصدار           | المطبعة                       | التوقيع                | PCLB                   | SCWPM                  | الملاحظات              |
| |                               | بيروت 01-08-1942              | ICB                           | توقيع 07               | 62a                    | Pick# 00               |                        |

#### خمسون ليرة
| خمسون ليرة | خمسون ليرة                    | خمسون ليرة                    | خمسون ليرة                    | خمسون ليرة              | خمسون ليرة              | خمسون ليرة              | خمسون ليرة              |
| الوصف | الوصف                         | الوصف                         | الوصف                         | الوصف                   | الوصف                   | الوصف                   | الوصف                   |
| --- | ----------------------------- | ----------------------------- | ----------------------------- | ----------------------- | ----------------------- | ----------------------- | ----------------------- |
| جهة الإصدار: بنك سورية ولبنان | جهة الإصدار: بنك سورية ولبنان | جهة الإصدار: بنك سورية ولبنان | جهة الإصدار: بنك سورية ولبنان | المُصمِم: غير معروف       | المُصمِم: غير معروف       | المُصمِم: غير معروف       | المُصمِم: غير معروف       |
| العلامة المائية: لا توجد | العلامة المائية: لا توجد      | العلامة المائية: لا توجد      | العلامة المائية: لا توجد      | الأبعاد (مم): 168 × 108 | الأبعاد (مم): 168 × 108 | الأبعاد (مم): 168 × 108 | الأبعاد (مم): 168 × 108 |
| وصف الوجه الأمامي |                               |                               |                               |                         |                         |                         |                         |
| - الصور والرموز والرسومات: زخارف - اللون: بني وزهري وأسود وأبيض - الكتابات: بنك سورية ولبنان (بالفرنسية: BANQUE DE SYRIE ET DU LIBAN) الفئة بالأرقام العربية والهندية، وكتابةً بالعربية: خمسون ليرة و(بالفرنسية: CINQUANTE LIVRES) |                               |                               |                               |                         |                         |                         |                         |
| وصف الوجه الخلفي |                               |                               |                               |                         |                         |                         |                         |
| - الصور والرموز والرسومات: زخارف - اللون: بني محمر وأبيض - الكتابات: الفئة بالأرقام العربية والهندية |                               |                               |                               |                         |                         |                         |                         |
| صورة الوجه الأمامي | صورة الوجه الخلفي             | مكان وتاريخ الإصدار           | المطبعة                       | التوقيع                 | PCLB                    | SCWPM                   | الملاحظات               |
| |                               | بيروت 01-08-1942              | GPP                           | توقيع 07                | 063s                    | Pick# 00                | نموذج                   |

#### مئة ليرة
| مئة ليرة                                                                  | مئة ليرة                      | مئة ليرة                      | مئة ليرة                      | مئة ليرة                | مئة ليرة                | مئة ليرة                | مئة ليرة                |
| الوصف                                                                     | الوصف                         | الوصف                         | الوصف                         | الوصف                   | الوصف                   | الوصف                   | الوصف                   |
| ------------------------------------------------------------------------- | ----------------------------- | ----------------------------- | ----------------------------- | ----------------------- | ----------------------- | ----------------------- | ----------------------- |
| جهة الإصدار: بنك سورية ولبنان                                             | جهة الإصدار: بنك سورية ولبنان | جهة الإصدار: بنك سورية ولبنان | جهة الإصدار: بنك سورية ولبنان | المُصمِم: غير معروف       | المُصمِم: غير معروف       | المُصمِم: غير معروف       | المُصمِم: غير معروف       |
| العلامة المائية: لا يوجد                                                  | العلامة المائية: لا يوجد      | العلامة المائية: لا يوجد      | العلامة المائية: لا يوجد      | الأبعاد (مم): 180 × 114 | الأبعاد (مم): 180 × 114 | الأبعاد (مم): 180 × 114 | الأبعاد (مم): 180 × 114 |
| وصف الوجه الأمامي                                                         |                               |                               |                               |                         |                         |                         |                         |
| - الصور والرموز والرسومات: زخارف - اللون: أزرق - الكتابات:                |                               |                               |                               |                         |                         |                         |                         |
| وصف الوجه الخلفي                                                          |                               |                               |                               |                         |                         |                         |                         |
| - الصور والرموز والرسومات: زخارف هندسية - اللون: أخضر - الكتابات: لا يوجد |                               |                               |                               |                         |                         |                         |                         |
| صورة الوجه الأمامي                                                        | صورة الوجه الخلفي             | مكان وتاريخ الإصدار           | المطبعة                       | التوقيع                 | PCLB                    | SCWPM                   | الملاحظات               |
|                                                                           |                               | بيروت 00-00-0000              |                               | توقيع XX                |                         | Pick# 00                |                         |

#### حوالة غير محدد القيمة
| حوالة غير محدد القيمة                                                     | حوالة غير محدد القيمة         | حوالة غير محدد القيمة         | حوالة غير محدد القيمة         | حوالة غير محدد القيمة   | حوالة غير محدد القيمة   | حوالة غير محدد القيمة   | حوالة غير محدد القيمة                                                 |
| الوصف                                                                     | الوصف                         | الوصف                         | الوصف                         | الوصف                   | الوصف                   | الوصف                   | الوصف                                                                 |
| ------------------------------------------------------------------------- | ----------------------------- | ----------------------------- | ----------------------------- | ----------------------- | ----------------------- | ----------------------- | --------------------------------------------------------------------- |
| جهة الإصدار: بنك سورية ولبنان                                             | جهة الإصدار: بنك سورية ولبنان | جهة الإصدار: بنك سورية ولبنان | جهة الإصدار: بنك سورية ولبنان | المُصمِم: غير معروف       | المُصمِم: غير معروف       | المُصمِم: غير معروف       | المُصمِم: غير معروف                                                     |
| العلامة المائية: لا يوجد                                                  | العلامة المائية: لا يوجد      | العلامة المائية: لا يوجد      | العلامة المائية: لا يوجد      | الأبعاد (مم): 225 × 155 | الأبعاد (مم): 225 × 155 | الأبعاد (مم): 225 × 155 | الأبعاد (مم): 225 × 155                                               |
| وصف الوجه الأمامي                                                         |                               |                               |                               |                         |                         |                         |                                                                       |
| - الصور والرموز والرسومات: زخارف ورسوم هندسية - اللون: بنفسجي - الكتابات: |                               |                               |                               |                         |                         |                         |                                                                       |
| وصف الوجه الخلفي                                                          |                               |                               |                               |                         |                         |                         |                                                                       |
| - الصور والرموز والرسومات: لا يوجد - اللون: لون الورق - الكتابات: لا يوجد |                               |                               |                               |                         |                         |                         |                                                                       |
| صورة الوجه الأمامي                                                        | صورة الوجه الخلفي             | مكان وتاريخ الإصدار           | المطبعة                       | التوقيع                 | PCLB                    | SCWPM                   | الملاحظات                                                             |
|                                                                           |                               | بيروت لا يوجد تاريخ           | BWC                           | لا يوجد                 | 65s                     | Pick# 00                | حوالة على الخزينة تملئ عند الدفع وشرط أن يكون المبلغ أكبر من مئة ليرة |

### طبعة شركة توماس دي لارو TDLR

#### ليرة لبنانية واحدة
| ليرة لبنانية واحدة | ليرة لبنانية واحدة                          | ليرة لبنانية واحدة                          | ليرة لبنانية واحدة                          | ليرة لبنانية واحدة     | ليرة لبنانية واحدة     | ليرة لبنانية واحدة     | ليرة لبنانية واحدة     |
| الوصف | الوصف                                       | الوصف                                       | الوصف                                       | الوصف                  | الوصف                  | الوصف                  | الوصف                  |
| --- | ------------------------------------------- | ------------------------------------------- | ------------------------------------------- | ---------------------- | ---------------------- | ---------------------- | ---------------------- |
| جهة الإصدار: بنك سورية ولبنان | جهة الإصدار: بنك سورية ولبنان               | جهة الإصدار: بنك سورية ولبنان               | جهة الإصدار: بنك سورية ولبنان               | المُصمِم: غير معروف      | المُصمِم: غير معروف      | المُصمِم: غير معروف      | المُصمِم: غير معروف      |
| العلامة المائية: الأمير بشير الشهابي الثاني | العلامة المائية: الأمير بشير الشهابي الثاني | العلامة المائية: الأمير بشير الشهابي الثاني | العلامة المائية: الأمير بشير الشهابي الثاني | الأبعاد (مم): 140 × 70 | الأبعاد (مم): 140 × 70 | الأبعاد (مم): 140 × 70 | الأبعاد (مم): 140 × 70 |
| وصف الوجه الأمامي |                                             |                                             |                                             |                        |                        |                        |                        |
| - الصور والرموز والرسومات: مشهد لقلعة صيدا البحرية - اللون: بني وبني مُحمر وأصفر وأخضر - الكتابات: الفئة بالأرقام العربية والهندية، وكتابةً (بالفرنسية: UNE LIVRE LIBANAISE)                     |                                             |                                             |                                             |                        |                        |                        |                        |
| وصف الوجه الخلفي |                                             |                                             |                                             |                        |                        |                        |                        |
| - الصور والرموز والرسومات: أعمدة معبد جوبيتر في بعلبك - اللون: بني مُحمر وزهري وبُرتقالي وأصفر - الكتابات: بنك سورية ولبنان الفئة بالأرقام العربية والهندية، وكتابةً بالعربية: ليرة لبنانية واحدة |                                             |                                             |                                             |                        |                        |                        |                        |
| صورة الوجه الأمامي | صورة الوجه الخلفي                           | مكان وتاريخ الإصدار                         | المطبعة                                     | التوقيع                | PCLB                   | SCWPM                  | الملاحظات              |
| |                                             | بيروت 01-08-1952                            | TDLR                                        | توقيع 15               | 86a                    | Pick# 00               |                        |
| |                                             | بيروت 01-01-1955                            | TDLR                                        | توقيع 15               | 86b                    | Pick# 00               | -                      |
| |                                             | بيروت 01-01-1957                            | TDLR                                        | توقيع 16               | 86c                    | Pick# 00               |                        |
| |                                             | بيروت 01-01-1958                            | TDLR                                        | توقيع 16               | 86d                    | Pick# 00               |                        |
| |                                             | بيروت 01-01-1959                            | TDLR                                        | توقيع 16               | 86e                    | Pick# 00               |                        |
| |                                             | بيروت 01-01-1960                            | TDLR                                        | توقيع 16               | 86f                    | Pick# 00               |                        |
| |                                             | بيروت 01-01-1961                            | TDLR                                        | توقيع 16               | 86g                    | Pick# 00               |                        |
| |                                             | بيروت 01-01-1963                            | TDLR                                        | توقيع 16               | 86h                    | Pick# 00               | -                      |
| |                                             | بيروت 01-01-1964                            | TDLR                                        | توقيع 17               | 86i                    | Pick# 00               |                        |

#### خمس ليرات لبنانية
| خمس ليرات لبنانية | خمس ليرات لبنانية                           | خمس ليرات لبنانية                           | خمس ليرات لبنانية                           | خمس ليرات لبنانية      | خمس ليرات لبنانية      | خمس ليرات لبنانية      | خمس ليرات لبنانية      |
| الوصف | الوصف                                       | الوصف                                       | الوصف                                       | الوصف                  | الوصف                  | الوصف                  | الوصف                  |
| --- | ------------------------------------------- | ------------------------------------------- | ------------------------------------------- | ---------------------- | ---------------------- | ---------------------- | ---------------------- |
| جهة الإصدار: بنك سورية ولبنان | جهة الإصدار: بنك سورية ولبنان               | جهة الإصدار: بنك سورية ولبنان               | جهة الإصدار: بنك سورية ولبنان               | المُصمِم: غير معروف      | المُصمِم: غير معروف      | المُصمِم: غير معروف      | المُصمِم: غير معروف      |
| العلامة المائية: الأمير بشير الشهابي الثاني | العلامة المائية: الأمير بشير الشهابي الثاني | العلامة المائية: الأمير بشير الشهابي الثاني | العلامة المائية: الأمير بشير الشهابي الثاني | الأبعاد (مم): 148 × 75 | الأبعاد (مم): 148 × 75 | الأبعاد (مم): 148 × 75 | الأبعاد (مم): 148 × 75 |
| وصف الوجه الأمامي |                                             |                                             |                                             |                        |                        |                        |                        |
| - الصور والرموز والرسومات: الساحة الداخلية لقصر بيت الدين - اللون: أزرق وزهري وأصفر - الكتابات: الفئة بالأرقام العربية والهندية، وكتابةً (بالفرنسية: CINQ LIVRES LIBANAISES)       |                                             |                                             |                                             |                        |                        |                        |                        |
| وصف الوجه الخلفي |                                             |                                             |                                             |                        |                        |                        |                        |
| - الصور والرموز والرسومات: جبال الثلج مع شجر الأرز - اللون: أزرق غامق وأزرق فاتح - الكتابات: بنك سورية ولبنان الفئة بالأرقام العربية والهندية، وكتابةً بالعربية: خمس ليرات لبنانية |                                             |                                             |                                             |                        |                        |                        |                        |
| صورة الوجه الأمامي | صورة الوجه الخلفي                           | مكان وتاريخ الإصدار                         | المطبعة                                     | التوقيع                | PCLB                   | SCWPM                  | الملاحظات              |
| |                                             | بيروت 01-08-1952                            | TDLR                                        | توقيع 15               | 87a                    | Pick# 00               |                        |
| |                                             | بيروت 01-01-1955                            | TDLR                                        | توقيع 15               | 87b                    | Pick# 00               |                        |
| |                                             | بيروت 01-01-1957                            | TDLR                                        | توقيع 16               | 87c                    | Pick# 00               |                        |
| |                                             | بيروت 01-01-1959                            | TDLR                                        | توقيع 16               | 87d                    | Pick# 00               |                        |
| |                                             | بيروت 01-01-1960                            | TDLR                                        | توقيع 16               | 87e                    | Pick# 00               |                        |
| |                                             | بيروت 01-01-1961                            | TDLR                                        | توقيع 16               | 87f                    | Pick# 00               |                        |
| |                                             | بيروت 01-01-1964                            | TDLR                                        | توقيع 17               | 87g                    | Pick# 00               |                        |

#### عشر ليرات لبنانية
| عشر ليرات لبنانية | عشر ليرات لبنانية                           | عشر ليرات لبنانية                           | عشر ليرات لبنانية                           | عشر ليرات لبنانية      | عشر ليرات لبنانية      | عشر ليرات لبنانية      | عشر ليرات لبنانية      |
| الوصف | الوصف                                       | الوصف                                       | الوصف                                       | الوصف                  | الوصف                  | الوصف                  | الوصف                  |
| --- | ------------------------------------------- | ------------------------------------------- | ------------------------------------------- | ---------------------- | ---------------------- | ---------------------- | ---------------------- |
| جهة الإصدار: بنك سورية ولبنان | جهة الإصدار: بنك سورية ولبنان               | جهة الإصدار: بنك سورية ولبنان               | جهة الإصدار: بنك سورية ولبنان               | المُصمِم: غير معروف      | المُصمِم: غير معروف      | المُصمِم: غير معروف      | المُصمِم: غير معروف      |
| العلامة المائية: الأمير بشير الشهابي الثاني | العلامة المائية: الأمير بشير الشهابي الثاني | العلامة المائية: الأمير بشير الشهابي الثاني | العلامة المائية: الأمير بشير الشهابي الثاني | الأبعاد (مم): 153 × 80 | الأبعاد (مم): 153 × 80 | الأبعاد (مم): 153 × 80 | الأبعاد (مم): 153 × 80 |
| وصف الوجه الأمامي |                                             |                                             |                                             |                        |                        |                        |                        |
| - الصور والرموز والرسومات: معبد باخوس في بعلبك - اللون: أخضر غامق وأخضر فاتح - الكتابات: الفئة بالأرقام العربية والهندية، وكتابةً (بالفرنسية: DIX LIVRES LIBANAISES)        |                                             |                                             |                                             |                        |                        |                        |                        |
| وصف الوجه الخلفي |                                             |                                             |                                             |                        |                        |                        |                        |
| - الصور والرموز والرسومات: مشهد لمدينة صيدا من الجنوب - اللون: أخضر وأصفر - الكتابات: بنك سورية ولبنان الفئة بالأرقام العربية والهندية، وكتابةً بالعربية: عشر ليرات لبنانية |                                             |                                             |                                             |                        |                        |                        |                        |
| صورة الوجه الأمامي | صورة الوجه الخلفي                           | مكان وتاريخ الإصدار                         | المطبعة                                     | التوقيع                | PCLB                   | SCWPM                  | الملاحظات              |
| |                                             | بيروت 01-01-1956                            | TDLR                                        | توقيع 16               | 88a                    | Pick# 00               |                        |
| |                                             | بيروت 01-10-1961                            | TDLR                                        | توقيع 16               | 88b                    | Pick# 00               |                        |
| |                                             | بيروت 01-01-1963                            | TDLR                                        | توقيع 16               | 88c                    | Pick# 00               |                        |

#### خمس وعشرون ليرة لبنانية
| خمسٌ وعشرون ليرة لبنانية | خمسٌ وعشرون ليرة لبنانية       | خمسٌ وعشرون ليرة لبنانية       | خمسٌ وعشرون ليرة لبنانية       | خمسٌ وعشرون ليرة لبنانية | خمسٌ وعشرون ليرة لبنانية | خمسٌ وعشرون ليرة لبنانية | خمسٌ وعشرون ليرة لبنانية |
| الوصف | الوصف                         | الوصف                         | الوصف                         | الوصف                   | الوصف                   | الوصف                   | الوصف                   |
| --- | ----------------------------- | ----------------------------- | ----------------------------- | ----------------------- | ----------------------- | ----------------------- | ----------------------- |
| جهة الإصدار: بنك سورية ولبنان | جهة الإصدار: بنك سورية ولبنان | جهة الإصدار: بنك سورية ولبنان | جهة الإصدار: بنك سورية ولبنان | المُصمِم: غير معروف       | المُصمِم: غير معروف       | المُصمِم: غير معروف       | المُصمِم: غير معروف       |
| العلامة المائية: رأس أسد | العلامة المائية: رأس أسد      | العلامة المائية: رأس أسد      | العلامة المائية: رأس أسد      | الأبعاد (مم): 160 × 85  | الأبعاد (مم): 160 × 85  | الأبعاد (مم): 160 × 85  | الأبعاد (مم): 160 × 85  |
| وصف الوجه الأمامي |                               |                               |                               |                         |                         |                         |                         |
| - الصور والرموز والرسومات: مشهد لميناء جبيل - اللون: رمادي مزرق وأخضر وأصفر وأبيض - الكتابات: الفئة بالأرقام العربية والهندية، وكتابةً (بالفرنسية: VINGT CINQ LIVRES LIBANAISES) |                               |                               |                               |                         |                         |                         |                         |
| وصف الوجه الخلفي |                               |                               |                               |                         |                         |                         |                         |
| - الصور والرموز والرسومات: جسر نهر الكلب - اللون: رمادي مزرق وأصفر وأبيض - الكتابات: بنك سورية ولبنان الفئة بالأرقام العربية والهندية، وكتابةً بالعربية: خمس وعشرون ليرة لبنانية |                               |                               |                               |                         |                         |                         |                         |
| صورة الوجه الأمامي | صورة الوجه الخلفي             | مكان وتاريخ الإصدار           | المطبعة                       | التوقيع                 | PCLB                    | SCWPM                   | الملاحظات               |
| |                               | بيروت 01-08-1952              | TDLR                          | توقيع 16                | 89a                     | Pick# 00                |                         |

#### خمسون ليرة لبنانية
| خمسون ليرة لبنانية | خمسون ليرة لبنانية            | خمسون ليرة لبنانية            | خمسون ليرة لبنانية            | خمسون ليرة لبنانية     | خمسون ليرة لبنانية     | خمسون ليرة لبنانية     | خمسون ليرة لبنانية     |
| الوصف | الوصف                         | الوصف                         | الوصف                         | الوصف                  | الوصف                  | الوصف                  | الوصف                  |
| --- | ----------------------------- | ----------------------------- | ----------------------------- | ---------------------- | ---------------------- | ---------------------- | ---------------------- |
| جهة الإصدار: بنك سورية ولبنان | جهة الإصدار: بنك سورية ولبنان | جهة الإصدار: بنك سورية ولبنان | جهة الإصدار: بنك سورية ولبنان | المُصمِم: غير معروف      | المُصمِم: غير معروف      | المُصمِم: غير معروف      | المُصمِم: غير معروف      |
| العلامة المائية: رأس أسد | العلامة المائية: رأس أسد      | العلامة المائية: رأس أسد      | العلامة المائية: رأس أسد      | الأبعاد (مم): 165 × 90 | الأبعاد (مم): 165 × 90 | الأبعاد (مم): 165 × 90 | الأبعاد (مم): 165 × 90 |
| وصف الوجه الأمامي |                               |                               |                               |                        |                        |                        |                        |
| - الصور والرموز والرسومات: مشهد لخليج جونيه - اللون: بني غامق وبرتقالي فاتح وأبيض - الكتابات: الفئة بالأرقام العربية والهندية، وكتابةً (بالفرنسية: CINQUANTE LIVRES LIBANAISES) |                               |                               |                               |                        |                        |                        |                        |
| وصف الوجه الخلفي |                               |                               |                               |                        |                        |                        |                        |
| - الصور والرموز والرسومات: صخرة الروشة - اللون: بني وبني مُحمر وأبيض - الكتابات: بنك سورية ولبنان الفئة بالأرقام العربية والهندية، وكتابةً بالعربية: خمسون ليرة لبنانية          |                               |                               |                               |                        |                        |                        |                        |
| صورة الوجه الأمامي | صورة الوجه الخلفي             | مكان وتاريخ الإصدار           | المطبعة                       | التوقيع                | PCLB                   | SCWPM                  | الملاحظات              |
| |                               | بيروت 01-08-1952              | TDLR                          | توقيع 16               | 90a                    | Pick# 00               |                        |
| |                               | بيروت 01-01-1964              | TDLR                          | توقيع 17               | 90b                    | Pick# 00               |                        |

#### مئة ليرة لبنانية
| مئة ليرة لبنانية | مئة ليرة لبنانية              | مئة ليرة لبنانية              | مئة ليرة لبنانية              | مئة ليرة لبنانية       | مئة ليرة لبنانية       | مئة ليرة لبنانية       | مئة ليرة لبنانية       |
| الوصف | الوصف                         | الوصف                         | الوصف                         | الوصف                  | الوصف                  | الوصف                  | الوصف                  |
| --- | ----------------------------- | ----------------------------- | ----------------------------- | ---------------------- | ---------------------- | ---------------------- | ---------------------- |
| جهة الإصدار: بنك سورية ولبنان | جهة الإصدار: بنك سورية ولبنان | جهة الإصدار: بنك سورية ولبنان | جهة الإصدار: بنك سورية ولبنان | المُصمِم: غير معروف      | المُصمِم: غير معروف      | المُصمِم: غير معروف      | المُصمِم: غير معروف      |
| العلامة المائية: شجرة الأرز | العلامة المائية: شجرة الأرز   | العلامة المائية: شجرة الأرز   | العلامة المائية: شجرة الأرز   | الأبعاد (مم): 170 × 95 | الأبعاد (مم): 170 × 95 | الأبعاد (مم): 170 × 95 | الأبعاد (مم): 170 × 95 |
| وصف الوجه الأمامي |                               |                               |                               |                        |                        |                        |                        |
| - الصور والرموز والرسومات: مشهد لبيروت والمرفأ - اللون: أزرق وأخضر وأبيض - الكتابات: الفئة بالأرقام الهندية، وكتابةً (بالفرنسية: CENT LIVRES LIBANAISES)                       |                               |                               |                               |                        |                        |                        |                        |
| وصف الوجه الخلفي |                               |                               |                               |                        |                        |                        |                        |
| - الصور والرموز والرسومات: أرزة لبنان وزخارف هندسية - اللون: أزرق وأصفر وأبيض - الكتابات: بنك سورية ولبنان الفئة بالأرقام العربية والهندية، وكتابةً بالعربية: مئة ليرة لبنانية |                               |                               |                               |                        |                        |                        |                        |
| صورة الوجه الأمامي | صورة الوجه الخلفي             | مكان وتاريخ الإصدار           | المطبعة                       | التوقيع                | PCLB                   | SCWPM                  | الملاحظات              |
| |                               | بيروت 01-08-1952              | TDLR                          | توقيع 15               | 91a                    | Pick# 00               |                        |
| |                               | بيروت 01-01-1958              | TDLR                          | توقيع 16               | 91b                    | Pick# 00               |                        |
| |                               | بيروت 01-01-1963              | TDLR                          | توقيع 16               | 91c                    | Pick# 00               |                        |

## إصدارات الجمهورية اللبنانية

### خمسة قروش
| خمسة قروش | خمسة قروش                        | خمسة قروش                        | خمسة قروش                        | خمسة قروش             | خمسة قروش             | خمسة قروش             | خمسة قروش             |
| الوصف | الوصف                            | الوصف                            | الوصف                            | الوصف                 | الوصف                 | الوصف                 | الوصف                 |
| --- | -------------------------------- | -------------------------------- | -------------------------------- | --------------------- | --------------------- | --------------------- | --------------------- |
| جهة الإصدار: الجمهورية اللبنانية | جهة الإصدار: الجمهورية اللبنانية | جهة الإصدار: الجمهورية اللبنانية | جهة الإصدار: الجمهورية اللبنانية | المُصمِم: غير معروف     | المُصمِم: غير معروف     | المُصمِم: غير معروف     | المُصمِم: غير معروف     |
| العلامة المائية: خطوط متشابكة | العلامة المائية: خطوط متشابكة    | العلامة المائية: خطوط متشابكة    | العلامة المائية: خطوط متشابكة    | الأبعاد (مم): 95 × 57 | الأبعاد (مم): 95 × 57 | الأبعاد (مم): 95 × 57 | الأبعاد (مم): 95 × 57 |
| وصف الوجه الأمامي |                                  |                                  |                                  |                       |                       |                       |                       |
| - الصور والرموز والرسومات: أرزة لبنان - زخارف هندسية - اللون: بنفسجي وأخضر وأبيض - الكتابات: الجمهورية اللبنانية الفئة بالأرقام الهندية، وكتابةً بالعربية: ٥ قروش                               |                                  |                                  |                                  |                       |                       |                       |                       |
| وصف الوجه الخلفي |                                  |                                  |                                  |                       |                       |                       |                       |
| - الصور والرموز والرسومات: قرن الوفرة يحتوي على الثمار ضمن إطار مزخرف - اللون: أزرق وأبيض - الكتابات: (بالفرنسية: REPUBLIQUE LIBANAISE) الفئة بالأرقام العربية، وكتابةً (بالفرنسية: 5 PIASTRES) |                                  |                                  |                                  |                       |                       |                       |                       |
| صورة الوجه الأمامي | صورة الوجه الخلفي                | مكان وتاريخ الإصدار              | المطبعة                          | التوقيع               | PCLB                  | SCWPM                 | الملاحظات             |
| |                                  | بيروت 15-07-1942                 | SOE                              | توقيع 09              | 72a                   | Pick# 00              |                       |

| خمسة قروش | خمسة قروش                                                                       | خمسة قروش                                                                       | خمسة قروش                                                                       | خمسة قروش             | خمسة قروش             | خمسة قروش             | خمسة قروش             |
| الوصف | الوصف                                                                           | الوصف                                                                           | الوصف                                                                           | الوصف                 | الوصف                 | الوصف                 | الوصف                 |
| --- | ------------------------------------------------------------------------------- | ------------------------------------------------------------------------------- | ------------------------------------------------------------------------------- | --------------------- | --------------------- | --------------------- | --------------------- |
| جهة الإصدار: الجمهورية اللبنانية | جهة الإصدار: الجمهورية اللبنانية                                                | جهة الإصدار: الجمهورية اللبنانية                                                | جهة الإصدار: الجمهورية اللبنانية                                                | المُصمِم: غير معروف     | المُصمِم: غير معروف     | المُصمِم: غير معروف     | المُصمِم: غير معروف     |
| العلامة المائية: /RAG CONTANT MONUMENTAL SAFETY (التعرّيب: تأمين حماية من الخرق) | العلامة المائية: /RAG CONTANT MONUMENTAL SAFETY (التعرّيب: تأمين حماية من الخرق) | العلامة المائية: /RAG CONTANT MONUMENTAL SAFETY (التعرّيب: تأمين حماية من الخرق) | العلامة المائية: /RAG CONTANT MONUMENTAL SAFETY (التعرّيب: تأمين حماية من الخرق) | الأبعاد (مم): 95 × 57 | الأبعاد (مم): 95 × 57 | الأبعاد (مم): 95 × 57 | الأبعاد (مم): 95 × 57 |
| وصف الوجه الأمامي |                                                                                 |                                                                                 |                                                                                 |                       |                       |                       |                       |
| - الصور والرموز والرسومات: أرزة لبنان - زخارف هندسية - اللون: بنفسجي وأخضر وأبيض - الكتابات: الجمهورية اللبنانية الفئة بالأرقام الهندية، وكتابةً بالعربية: ٥ قروش                               |                                                                                 |                                                                                 |                                                                                 |                       |                       |                       |                       |
| وصف الوجه الخلفي |                                                                                 |                                                                                 |                                                                                 |                       |                       |                       |                       |
| - الصور والرموز والرسومات: قرن الوفرة يحتوي على الثمار ضمن إطار مزخرف - اللون: أزرق وأبيض - الكتابات: (بالفرنسية: REPUBLIQUE LIBANAISE) الفئة بالأرقام العربية، وكتابةً (بالفرنسية: 5 PIASTRES) |                                                                                 |                                                                                 |                                                                                 |                       |                       |                       |                       |
| صورة الوجه الأمامي | صورة الوجه الخلفي                                                               | مكان وتاريخ الإصدار                                                             | المطبعة                                                                         | التوقيع               | PCLB                  | SCWPM                 | الملاحظات             |
| |                                                                                 | بيروت 15-02-1944                                                                | MPA                                                                             | توقيع 12              | 76a                   | Pick# 00              |                       |

| خمسة قروش | خمسة قروش                        | خمسة قروش                        | خمسة قروش                        | خمسة قروش             | خمسة قروش             | خمسة قروش             | خمسة قروش             |
| الوصف | الوصف                            | الوصف                            | الوصف                            | الوصف                 | الوصف                 | الوصف                 | الوصف                 |
| --- | -------------------------------- | -------------------------------- | -------------------------------- | --------------------- | --------------------- | --------------------- | --------------------- |
| جهة الإصدار: الجمهورية اللبنانية | جهة الإصدار: الجمهورية اللبنانية | جهة الإصدار: الجمهورية اللبنانية | جهة الإصدار: الجمهورية اللبنانية | المُصمِم: غير معروف     | المُصمِم: غير معروف     | المُصمِم: غير معروف     | المُصمِم: غير معروف     |
| العلامة المائية: لا توجد | العلامة المائية: لا توجد         | العلامة المائية: لا توجد         | العلامة المائية: لا توجد         | الأبعاد (مم): 95 × 57 | الأبعاد (مم): 95 × 57 | الأبعاد (مم): 95 × 57 | الأبعاد (مم): 95 × 57 |
| وصف الوجه الأمامي |                                  |                                  |                                  |                       |                       |                       |                       |
| - الصور والرموز والرسومات: أرزة لبنان - زخارف هندسية - اللون: أصفر وأزرق وأبيض - الكتابات: الجمهورية اللبنانية الفئة بالأرقام الهندية، وكتابةً بالعربية: ٥ قروش                                       |                                  |                                  |                                  |                       |                       |                       |                       |
| وصف الوجه الخلفي |                                  |                                  |                                  |                       |                       |                       |                       |
| - الصور والرموز والرسومات: قرن الوفرة يحتوي على الثمار ضمن إطار مزخرف - اللون: أصفر وأخضر وأبيض - الكتابات: (بالفرنسية: REPUBLIQUE LIBANAISE) الفئة بالأرقام العربية، وكتابةً (بالفرنسية: 5 PIASTRES) |                                  |                                  |                                  |                       |                       |                       |                       |
| صورة الوجه الأمامي | صورة الوجه الخلفي                | مكان وتاريخ الإصدار              | المطبعة                          | التوقيع               | PCLB                  | SCWPM                 | الملاحظات             |
| |                                  | بيروت 12-01-1948                 | غير معروفة                       | توقيع 13              | 78a                   | Pick# 00              |                       |

| خمسة قروش | خمسة قروش                        | خمسة قروش                        | خمسة قروش                        | خمسة قروش             | خمسة قروش             | خمسة قروش             | خمسة قروش             |
| الوصف | الوصف                            | الوصف                            | الوصف                            | الوصف                 | الوصف                 | الوصف                 | الوصف                 |
| --- | -------------------------------- | -------------------------------- | -------------------------------- | --------------------- | --------------------- | --------------------- | --------------------- |
| جهة الإصدار: الجمهورية اللبنانية | جهة الإصدار: الجمهورية اللبنانية | جهة الإصدار: الجمهورية اللبنانية | جهة الإصدار: الجمهورية اللبنانية | المُصمِم: غير معروف     | المُصمِم: غير معروف     | المُصمِم: غير معروف     | المُصمِم: غير معروف     |
| العلامة المائية: لا توجد | العلامة المائية: لا توجد         | العلامة المائية: لا توجد         | العلامة المائية: لا توجد         | الأبعاد (مم): 95 × 57 | الأبعاد (مم): 95 × 57 | الأبعاد (مم): 95 × 57 | الأبعاد (مم): 95 × 57 |
| وصف الوجه الأمامي |                                  |                                  |                                  |                       |                       |                       |                       |
| - الصور والرموز والرسومات: زخارف هندسية ونباتية - اللون: بني وبني مُحمر وأبيض - الكتابات: الجُمهوُريَّة اللبنانيَّة الفئة بالأرقام الهندية، وكتابةً بالعربية: خمسة قروش                   |                                  |                                  |                                  |                       |                       |                       |                       |
| وصف الوجه الخلفي |                                  |                                  |                                  |                       |                       |                       |                       |
| - الصور والرموز والرسومات: قلعة الحصن في حمص - اللون: بني وبني مُحمر وأبيض - الكتابات: (بالفرنسية: REPUBLIQUE LIBANAISE) الفئة بالأرقام العربية، وكتابةً (بالفرنسية: CINQ PIASTRES) |                                  |                                  |                                  |                       |                       |                       |                       |
| صورة الوجه الأمامي | صورة الوجه الخلفي                | مكان وتاريخ الإصدار              | المطبعة                          | التوقيع               | PCLB                  | SCWPM                 | الملاحظات             |
| |                                  | بيروت 21-11-1950                 | BWC                              | توقيع 14              | 82a                   | Pick# 00              |                       |

### عشرة قروش
| عشرة قروش | عشرة قروش                        | عشرة قروش                        | عشرة قروش                        | عشرة قروش              | عشرة قروش              | عشرة قروش              | عشرة قروش              |
| الوصف | الوصف                            | الوصف                            | الوصف                            | الوصف                  | الوصف                  | الوصف                  | الوصف                  |
| --- | -------------------------------- | -------------------------------- | -------------------------------- | ---------------------- | ---------------------- | ---------------------- | ---------------------- |
| جهة الإصدار: الجمهورية اللبنانية | جهة الإصدار: الجمهورية اللبنانية | جهة الإصدار: الجمهورية اللبنانية | جهة الإصدار: الجمهورية اللبنانية | المُصمِم: غير معروف      | المُصمِم: غير معروف      | المُصمِم: غير معروف      | المُصمِم: غير معروف      |
| العلامة المائية: خطوط متشابكة | العلامة المائية: خطوط متشابكة    | العلامة المائية: خطوط متشابكة    | العلامة المائية: خطوط متشابكة    | الأبعاد (مم): 115 × 69 | الأبعاد (مم): 115 × 69 | الأبعاد (مم): 115 × 69 | الأبعاد (مم): 115 × 69 |
| وصف الوجه الأمامي |                                  |                                  |                                  |                        |                        |                        |                        |
| - الصور والرموز والرسومات: أشكال وزخارف هندسية - اللون: أزرق وأبيض - الكتابات: الجمهورية اللبنانية الفئة بالأرقام الهندية                                              |                                  |                                  |                                  |                        |                        |                        |                        |
| وصف الوجه الخلفي |                                  |                                  |                                  |                        |                        |                        |                        |
| - الصور والرموز والرسومات: مشهد لقلعة بيروت من الجنوب الشرقي لمدخل ميناء بيروت - اللون: بني وأبيض - الكتابات: (بالفرنسية: REPUBLIQUE LIBANAISE) الفئة بالأرقام العربية |                                  |                                  |                                  |                        |                        |                        |                        |
| صورة الوجه الأمامي | صورة الوجه الخلفي                | مكان وتاريخ الإصدار              | المطبعة                          | التوقيع                | PLBC                   | SCWPM                  | الملاحظات              |
| |                                  | بيروت 31-07-1942                 | SOE                              | توقيع 10               | 73a                    | Pick# 00               |                        |

| عشرة قروش | عشرة قروش                          | عشرة قروش                          | عشرة قروش                          | عشرة قروش              | عشرة قروش              | عشرة قروش              | عشرة قروش              |
| الوصف | الوصف                              | الوصف                              | الوصف                              | الوصف                  | الوصف                  | الوصف                  | الوصف                  |
| --- | ---------------------------------- | ---------------------------------- | ---------------------------------- | ---------------------- | ---------------------- | ---------------------- | ---------------------- |
| جهة الإصدار: الجمهورية اللبنانية | جهة الإصدار: الجمهورية اللبنانية   | جهة الإصدار: الجمهورية اللبنانية   | جهة الإصدار: الجمهورية اللبنانية   | المُصمِم: غير معروف      | المُصمِم: غير معروف      | المُصمِم: غير معروف      | المُصمِم: غير معروف      |
| العلامة المائية: MONUMENTAL SAFETY | العلامة المائية: MONUMENTAL SAFETY | العلامة المائية: MONUMENTAL SAFETY | العلامة المائية: MONUMENTAL SAFETY | الأبعاد (مم): 115 × 69 | الأبعاد (مم): 115 × 69 | الأبعاد (مم): 115 × 69 | الأبعاد (مم): 115 × 69 |
| وصف الوجه الأمامي |                                    |                                    |                                    |                        |                        |                        |                        |
| - الصور والرموز والرسومات: أشكال وزخارف هندسية - اللون: أزرق وأبيض - الكتابات: الجمهورية اللبنانية الفئة بالأرقام الهندية                                              |                                    |                                    |                                    |                        |                        |                        |                        |
| وصف الوجه الخلفي |                                    |                                    |                                    |                        |                        |                        |                        |
| - الصور والرموز والرسومات: مشهد لقلعة بيروت من الجنوب الشرقي لمدخل ميناء بيروت - اللون: بني وأبيض - الكتابات: (بالفرنسية: REPUBLIQUE LIBANAISE) الفئة بالأرقام العربية |                                    |                                    |                                    |                        |                        |                        |                        |
| صورة الوجه الأمامي | صورة الوجه الخلفي                  | مكان وتاريخ الإصدار                | المطبعة                            | التوقيع                | PLBC                   | SCWPM                  | الملاحظات              |
| |                                    | بيروت 15-02-1944                   | MPA                                | توقيع 12               | 77a                    | Pick# 00               |                        |

| عشرة قروش | عشرة قروش                        | عشرة قروش                        | عشرة قروش                        | عشرة قروش              | عشرة قروش              | عشرة قروش              | عشرة قروش              |
| الوصف | الوصف                            | الوصف                            | الوصف                            | الوصف                  | الوصف                  | الوصف                  | الوصف                  |
| --- | -------------------------------- | -------------------------------- | -------------------------------- | ---------------------- | ---------------------- | ---------------------- | ---------------------- |
| جهة الإصدار: الجمهورية اللبنانية | جهة الإصدار: الجمهورية اللبنانية | جهة الإصدار: الجمهورية اللبنانية | جهة الإصدار: الجمهورية اللبنانية | المُصمِم: غير معروف      | المُصمِم: غير معروف      | المُصمِم: غير معروف      | المُصمِم: غير معروف      |
| العلامة المائية: لا توجد | العلامة المائية: لا توجد         | العلامة المائية: لا توجد         | العلامة المائية: لا توجد         | الأبعاد (مم): 106 × 64 | الأبعاد (مم): 106 × 64 | الأبعاد (مم): 106 × 64 | الأبعاد (مم): 106 × 64 |
| وصف الوجه الأمامي |                                  |                                  |                                  |                        |                        |                        |                        |
| - الصور والرموز والرسومات: أشكال وزخارف هندسية - اللون: ليلكي وأزرق وأبيض - الكتابات: الجمهورية اللبنانية الفئة بالأرقام الهندية                                              |                                  |                                  |                                  |                        |                        |                        |                        |
| وصف الوجه الخلفي |                                  |                                  |                                  |                        |                        |                        |                        |
| - الصور والرموز والرسومات: مشهد لقلعة بيروت من الجنوب الشرقي لمدخل ميناء بيروت - اللون: أزرق وزهري وأبيض - الكتابات: (بالفرنسية: REPUBLIQUE LIBANAISE) الفئة بالأرقام العربية |                                  |                                  |                                  |                        |                        |                        |                        |
| صورة الوجه الأمامي | صورة الوجه الخلفي                | مكان وتاريخ الإصدار              | المطبعة                          | التوقيع                | PLBC                   | SCWPM                  | الملاحظات              |
| |                                  | بيروت 12-01-1948                 | غير معروفة                       | توقيع 13               | 79a                    | Pick# 00               |                        |

| عشرة قروش | عشرة قروش                        | عشرة قروش                        | عشرة قروش                        | عشرة قروش              | عشرة قروش              | عشرة قروش              | عشرة قروش              |
| الوصف | الوصف                            | الوصف                            | الوصف                            | الوصف                  | الوصف                  | الوصف                  | الوصف                  |
| --- | -------------------------------- | -------------------------------- | -------------------------------- | ---------------------- | ---------------------- | ---------------------- | ---------------------- |
| جهة الإصدار: الجمهورية اللبنانية | جهة الإصدار: الجمهورية اللبنانية | جهة الإصدار: الجمهورية اللبنانية | جهة الإصدار: الجمهورية اللبنانية | المُصمِم: غير معروف      | المُصمِم: غير معروف      | المُصمِم: غير معروف      | المُصمِم: غير معروف      |
| العلامة المائية: لا توجد | العلامة المائية: لا توجد         | العلامة المائية: لا توجد         | العلامة المائية: لا توجد         | الأبعاد (مم): 102 × 60 | الأبعاد (مم): 102 × 60 | الأبعاد (مم): 102 × 60 | الأبعاد (مم): 102 × 60 |
| وصف الوجه الأمامي |                                  |                                  |                                  |                        |                        |                        |                        |
| - الصور والرموز والرسومات: زخارف هندسية ونباتية - اللون: بنفسجي وزهري وأبيض - الكتابات: الجُمهوُريَّة اللبنانيَّة الفئة بالأرقام الهندية، وكتابةً بالعربية: عَشرة قروش                       |                                  |                                  |                                  |                        |                        |                        |                        |
| وصف الوجه الخلفي |                                  |                                  |                                  |                        |                        |                        |                        |
| - الصور والرموز والرسومات: الساحة الداخلية لقصر بيت الدين - اللون: أزرق وأبيض - الكتابات: (بالفرنسية: REPUBLIQUE LIBANAISE) الفئة بالأرقام العربية، وكتابةً (بالفرنسية: DIX PIASTRES) |                                  |                                  |                                  |                        |                        |                        |                        |
| صورة الوجه الأمامي | صورة الوجه الخلفي                | مكان وتاريخ الإصدار              | المطبعة                          | التوقيع                | PCLB                   | SCWPM                  | الملاحظات              |
| |                                  | بيروت 21-11-1950                 | BWC                              | توقيع 14               | 83a                    | Pick# 00               |                        |

### خمسة وعشرون قرشاً
| خمسة وعشرون قرشاً | خمسة وعشرون قرشاً                 | خمسة وعشرون قرشاً                 | خمسة وعشرون قرشاً                 | خمسة وعشرون قرشاً       | خمسة وعشرون قرشاً       | خمسة وعشرون قرشاً       | خمسة وعشرون قرشاً       |
| الوصف | الوصف                            | الوصف                            | الوصف                            | الوصف                  | الوصف                  | الوصف                  | الوصف                  |
| --- | -------------------------------- | -------------------------------- | -------------------------------- | ---------------------- | ---------------------- | ---------------------- | ---------------------- |
| جهة الإصدار: الجمهورية اللبنانية | جهة الإصدار: الجمهورية اللبنانية | جهة الإصدار: الجمهورية اللبنانية | جهة الإصدار: الجمهورية اللبنانية | المُصمِم: غير معروف      | المُصمِم: غير معروف      | المُصمِم: غير معروف      | المُصمِم: غير معروف      |
| العلامة المائية: لا توجد | العلامة المائية: لا توجد         | العلامة المائية: لا توجد         | العلامة المائية: لا توجد         | الأبعاد (مم): 132 × 79 | الأبعاد (مم): 132 × 79 | الأبعاد (مم): 132 × 79 | الأبعاد (مم): 132 × 79 |
| وصف الوجه الأمامي |                                  |                                  |                                  |                        |                        |                        |                        |
| - الصور والرموز والرسومات: مئذنة العروس في الجامع الأموي في دمشق - اللون: بنفسجي وبني وأبيض - الكتابات: (بالفرنسية: REPUBLIQUE LIBANAISE) الفئة بالأرقام العربية والهندية وكتابةً بالعربية: خمسة وعشرون غرشا أو ربع ليرة لبنانية (بالفرنسية: VINGT CINQ LIVRES PIASTRES OU UN QUART DE LIVRE LIBANAISE) |                                  |                                  |                                  |                        |                        |                        |                        |
| وصف الوجه الخلفي |                                  |                                  |                                  |                        |                        |                        |                        |
| - الصور والرموز والرسومات: أشكال وزخارف هندسية - اللون: أزرق بنفسجي وبرتقالي وأبيض - الكتابات: الفئة بالأرقام الهندية والعربية وكتابةً بالعربية: غرشا لبنانيا و(بالفرنسية: PIASTRES LIBANAISES) |                                  |                                  |                                  |                        |                        |                        |                        |
| صورة الوجه الأمامي | صورة الوجه الخلفي                | مكان وتاريخ الإصدار              | المطبعة                          | التوقيع                | PCLB                   | SCWPM                  | الملاحظات              |
| |                                  | بيروت 01-08-1942                 | BWC                              | توقيع 11               | 74a                    | Pick# 00               |                        |

| خمسةٌ وعشرون قرشاً | خمسةٌ وعشرون قرشاً                 | خمسةٌ وعشرون قرشاً                 | خمسةٌ وعشرون قرشاً                 | خمسةٌ وعشرون قرشاً       | خمسةٌ وعشرون قرشاً       | خمسةٌ وعشرون قرشاً       | خمسةٌ وعشرون قرشاً       |
| الوصف | الوصف                            | الوصف                            | الوصف                            | الوصف                  | الوصف                  | الوصف                  | الوصف                  |
| --- | -------------------------------- | -------------------------------- | -------------------------------- | ---------------------- | ---------------------- | ---------------------- | ---------------------- |
| جهة الإصدار: الجمهورية اللبنانية | جهة الإصدار: الجمهورية اللبنانية | جهة الإصدار: الجمهورية اللبنانية | جهة الإصدار: الجمهورية اللبنانية | المُصمِم: غير معروف      | المُصمِم: غير معروف      | المُصمِم: غير معروف      | المُصمِم: غير معروف      |
| العلامة المائية: لا توجد | العلامة المائية: لا توجد         | العلامة المائية: لا توجد         | العلامة المائية: لا توجد         | الأبعاد (مم): 111 × 65 | الأبعاد (مم): 111 × 65 | الأبعاد (مم): 111 × 65 | الأبعاد (مم): 111 × 65 |
| وصف الوجه الأمامي |                                  |                                  |                                  |                        |                        |                        |                        |
| - الصور والرموز والرسومات: شجرة الأرز وزخارف هندسية - اللون: بنفسجي وبني وأبيض - الكتابات: الجُمهوُريَّة اللبُنانِيَّة الفئة بالأرقام الهندية، وكتابةً بالعربية: خمسَة وعِشرون غرشًا |                                  |                                  |                                  |                        |                        |                        |                        |
| وصف الوجه الخلفي |                                  |                                  |                                  |                        |                        |                        |                        |
| - الصور والرموز والرسومات: - اللون: بني وأبيض - الكتابات: (بالفرنسية: REPUBLIQUE LIBANAISE) الفئة بالأرقام العربية، وكتابةً (بالفرنسية: VINGT CINQ PIASTRES)              |                                  |                                  |                                  |                        |                        |                        |                        |
| صورة الوجه الأمامي | صورة الوجه الخلفي                | مكان وتاريخ الإصدار              | المطبعة                          | التوقيع                | PCLB                   | SCWPM                  | الملاحظات              |
| |                                  | بيروت 12-01-1948                 | BWC                              | توقيع 13               | 80a                    | Pick# 00               |                        |
| |                                  | بيروت 06-11-1950                 | BWC                              | توقيع 14               | 84a                    | Pick# 00               |                        |

### خمسون قرشاً
| خمسون قرشاً | خمسون قرشاً                       | خمسون قرشاً                       | خمسون قرشاً                       | خمسون قرشاً             | خمسون قرشاً             | خمسون قرشاً             | خمسون قرشاً             |
| الوصف | الوصف                            | الوصف                            | الوصف                            | الوصف                  | الوصف                  | الوصف                  | الوصف                  |
| --- | -------------------------------- | -------------------------------- | -------------------------------- | ---------------------- | ---------------------- | ---------------------- | ---------------------- |
| جهة الإصدار: الجمهورية اللبنانية | جهة الإصدار: الجمهورية اللبنانية | جهة الإصدار: الجمهورية اللبنانية | جهة الإصدار: الجمهورية اللبنانية | المُصمِم: غير معروف      | المُصمِم: غير معروف      | المُصمِم: غير معروف      | المُصمِم: غير معروف      |
| العلامة المائية: لا توجد | العلامة المائية: لا توجد         | العلامة المائية: لا توجد         | العلامة المائية: لا توجد         | الأبعاد (مم): 147 × 80 | الأبعاد (مم): 147 × 80 | الأبعاد (مم): 147 × 80 | الأبعاد (مم): 147 × 80 |
| وصف الوجه الأمامي |                                  |                                  |                                  |                        |                        |                        |                        |
| - الصور والرموز والرسومات: التكية السليمانية في دمشق - اللون: أخضر وأصفر وزهري وأبيض - الكتابات: (بالفرنسية: REPUBLIQUE LIBANAISE) الفئة بالأرقام العربية والهندية، وكتابةً بالعربية: خمسون غرشا أو نصف ليرة لبنانية (بالفرنسية: CINQUANTE PIASTRES OU UNE DEMI LIVRE LIBANAISE) |                                  |                                  |                                  |                        |                        |                        |                        |
| وصف الوجه الخلفي |                                  |                                  |                                  |                        |                        |                        |                        |
| - الصور والرموز والرسومات: أشكال وزخارف هندسية - اللون: أخضر وأزرق وزهري وأبيض - الكتابات: الفئة بالأرقام العربية، وكتابةً (بالفرنسية: PIASTRES LIBANAISES) |                                  |                                  |                                  |                        |                        |                        |                        |
| صورة الوجه الأمامي | صورة الوجه الخلفي                | مكان وتاريخ الإصدار              | المطبعة                          | التوقيع                | PCLB                   | SCWPM                  | الملاحظات              |
| |                                  | بيروت 01-08-1942                 | BWC                              | توقيع 11               | 75a                    | Pick# 00               |                        |

| خمسون قرشاً | خمسون قرشاً                       | خمسون قرشاً                       | خمسون قرشاً                       | خمسون قرشاً             | خمسون قرشاً             | خمسون قرشاً             | خمسون قرشاً             |
| الوصف | الوصف                            | الوصف                            | الوصف                            | الوصف                  | الوصف                  | الوصف                  | الوصف                  |
| --- | -------------------------------- | -------------------------------- | -------------------------------- | ---------------------- | ---------------------- | ---------------------- | ---------------------- |
| جهة الإصدار: الجمهورية اللبنانية | جهة الإصدار: الجمهورية اللبنانية | جهة الإصدار: الجمهورية اللبنانية | جهة الإصدار: الجمهورية اللبنانية | المُصمِم: غير معروف      | المُصمِم: غير معروف      | المُصمِم: غير معروف      | المُصمِم: غير معروف      |
| العلامة المائية: لا توجد | العلامة المائية: لا توجد         | العلامة المائية: لا توجد         | العلامة المائية: لا توجد         | الأبعاد (مم): 121 × 70 | الأبعاد (مم): 121 × 70 | الأبعاد (مم): 121 × 70 | الأبعاد (مم): 121 × 70 |
| وصف الوجه الأمامي |                                  |                                  |                                  |                        |                        |                        |                        |
| - الصور والرموز والرسومات: أعمدة معبد جوبيتر في بعلبك - اللون: أخضر وأحمر وبني وأبيض - الكتابات: الجُمهوُريَّة اللبُنانِيَّة الفئة بالأرقام الهندية، وكتابةً بالعربية: خمسوُن غِرشًا               |                                  |                                  |                                  |                        |                        |                        |                        |
| وصف الوجه الخلفي |                                  |                                  |                                  |                        |                        |                        |                        |
| - الصور والرموز والرسومات: معبد فينوس في بعلبك - اللون: أخضر وبنفسجي وأبيض - الكتابات: (بالفرنسية: REPUBLIQUE LIBANAISE) الفئة بالأرقام العربية، وكتابةً (بالفرنسية: CINQANTE PIASTRES) |                                  |                                  |                                  |                        |                        |                        |                        |
| صورة الوجه الأمامي | صورة الوجه الخلفي                | مكان وتاريخ الإصدار              | المطبعة                          | التوقيع                | PCLB                   | SCWPM                  | الملاحظات              |
| |                                  | بيروت 12-01-1948                 | BWC                              | توقيع 13               | 81a                    | Pick# 00               |                        |
| |                                  | بيروت 06-11-1950                 | BWC                              | توقيع 14               | 85a                    | Pick# 00               |                        |

## إصدارات مصرف لبنان

### طبعة شركة توماس دي لارو TDLR

#### ليرة واحدة
| ليرة واحدة | ليرة واحدة              | ليرة واحدة              | ليرة واحدة              | ليرة واحدة             | ليرة واحدة             | ليرة واحدة             | ليرة واحدة             |
| الوصف | الوصف                   | الوصف                   | الوصف                   | الوصف                  | الوصف                  | الوصف                  | الوصف                  |
| --- | ----------------------- | ----------------------- | ----------------------- | ---------------------- | ---------------------- | ---------------------- | ---------------------- |
| جهة الإصدار: مصرف لبنان | جهة الإصدار: مصرف لبنان | جهة الإصدار: مصرف لبنان | جهة الإصدار: مصرف لبنان | المُصمِم: غير معروف      | المُصمِم: غير معروف      | المُصمِم: غير معروف      | المُصمِم: غير معروف      |
| العلامة المائية: نسرين | العلامة المائية: نسرين  | العلامة المائية: نسرين  | العلامة المائية: نسرين  | الأبعاد (مم): 135 × 65 | الأبعاد (مم): 135 × 65 | الأبعاد (مم): 135 × 65 | الأبعاد (مم): 135 × 65 |
| وصف الوجه الأمامي |                         |                         |                         |                        |                        |                        |                        |
| - الصور والرموز والرسومات: أعمدة معبد جوبيتر - اللون: بني وأصفر وأزرق وأبيض - الكتابات: مصَرف لبنَان الفئة بالأرقام الهندية، وكتابةً بالعربية: ليرة وَاحدة                                        |                         |                         |                         |                        |                        |                        |                        |
| وصف الوجه الخلفي |                         |                         |                         |                        |                        |                        |                        |
| - الصور والرموز والرسومات: مغارة جعيتا - اللون: بني وأصفر وأبيض - الكتابات: (بالفرنسية: BANQUE DU LIBAN) الفئة بالأرقام العربية والهندية، وكتابةً بالعربية: ليرة وَاحدة و(بالفرنسية: UNE LIVRE) |                         |                         |                         |                        |                        |                        |                        |
| صورة الوجه الأمامي | صورة الوجه الخلفي       | مكان وتاريخ الإصدار     | المطبعة                 | التوقيع                | PCLB                   | SCWPM                  | الملاحظات              |
| |                         | بيروت 01-07-1964        | TDLR                    | توقيع 18               | 92a                    | Pick# 00               |                        |
| |                         | بيروت 01-06-1968        | TDLR                    | توقيع 19               | 92b                    | Pick# 00               |                        |
| |                         | بيروت 01-03-1971        | TDLR                    | توقيع 19               | 92c                    | Pick# 00               |                        |
| |                         | بيروت 01-01-1972        | TDLR                    | توقيع 19               | 92d                    | Pick# 00               |                        |
| |                         | بيروت 01-03-1973        | TDLR                    | توقيع 19               | 92e                    | Pick# 00               |                        |
| |                         | بيروت 01-01-1974        | TDLR                    | توقيع 19               | 92f                    | Pick# 00               | -                      |
| |                         | بيروت 01-03-1980        | TDLR                    | توقيع 22               | 92g                    | Pick# 00               |                        |

#### خمس ليرات
| خمس ليرات | خمس ليرات                    | خمس ليرات                    | خمس ليرات                    | خمس ليرات              | خمس ليرات              | خمس ليرات              | خمس ليرات              |
| الوصف | الوصف                        | الوصف                        | الوصف                        | الوصف                  | الوصف                  | الوصف                  | الوصف                  |
| --- | ---------------------------- | ---------------------------- | ---------------------------- | ---------------------- | ---------------------- | ---------------------- | ---------------------- |
| جهة الإصدار: مَصرف لبنَان | جهة الإصدار: مَصرف لبنَان      | جهة الإصدار: مَصرف لبنَان      | جهة الإصدار: مَصرف لبنَان      | المُصمِم: غير معروف      | المُصمِم: غير معروف      | المُصمِم: غير معروف      | المُصمِم: غير معروف      |
| العلامة المائية: سفينة قديمة | العلامة المائية: سفينة قديمة | العلامة المائية: سفينة قديمة | العلامة المائية: سفينة قديمة | الأبعاد (مم): 140 × 70 | الأبعاد (مم): 140 × 70 | الأبعاد (مم): 140 × 70 | الأبعاد (مم): 140 × 70 |
| وصف الوجه الأمامي |                              |                              |                              |                        |                        |                        |                        |
| - الصور والرموز والرسومات: المتحف الوطني - اللون: أخضر وأصفر وأزرق وزهري وأبيض - الكتابات: مَصرف لبنَان الفئة بالأرقام الهندية، وكتابةً بالعربية: خمس ليرات                                      |                              |                              |                              |                        |                        |                        |                        |
| وصف الوجه الخلفي |                              |                              |                              |                        |                        |                        |                        |
| - الصور والرموز والرسومات: نهر الكلب - اللون: أخضر وأصفر وأبيض - الكتابات: (بالفرنسية: BANQUE DU LIBAN) الفئة بالأرقام العربية والهندية، وكتابةً بالعربية: خمس ليرات و(بالفرنسية: CINQ LIVRES) |                              |                              |                              |                        |                        |                        |                        |
| صورة الوجه الأمامي | صورة الوجه الخلفي            | مكان وتاريخ الإصدار          | المطبعة                      | التوقيع                | PCLB                   | SCWPM                  | الملاحظات              |
| |                              | بيروت 01-07-1964             | TDLR                         | توقيع 18               | 93a                    | Pick# 00               |                        |
| |                              | بيروت 01-01-1967             | TDLR                         | توقيع 18               | 93b                    | Pick# 00               |                        |
| |                              | بيروت 01-06-1968             | TDLR                         | توقيع 19               | 93c                    | Pick# 00               |                        |
| |                              | بيروت 01-01-1972             | TDLR                         | توقيع 19               | 93d                    | Pick# 00               |                        |
| |                              | بيروت 01-01-1974             | TDLR                         | توقيع 19               | 93e                    | Pick# 00               |                        |
| |                              | بيروت 01-02-1978             | TDLR                         | توقيع 21               | 93f                    | Pick# 00               |                        |
| |                              | بيروت 01-04-1978             | TDLR                         | توقيع 21               | 93g                    | Pick# 00               |                        |
| |                              | بيروت 01-05-1986             | TDLR                         | توقيع 23               | 93h                    | Pick# 00               |                        |

#### عشر ليرات
| عشر ليرات | عشر ليرات                                | عشر ليرات                                | عشر ليرات                                | عشر ليرات              | عشر ليرات              | عشر ليرات              | عشر ليرات              |
| الوصف | الوصف                                    | الوصف                                    | الوصف                                    | الوصف                  | الوصف                  | الوصف                  | الوصف                  |
| --- | ---------------------------------------- | ---------------------------------------- | ---------------------------------------- | ---------------------- | ---------------------- | ---------------------- | ---------------------- |
| جهة الإصدار: مَصرف لبنَان | جهة الإصدار: مَصرف لبنَان                  | جهة الإصدار: مَصرف لبنَان                  | جهة الإصدار: مَصرف لبنَان                  | المُصمِم: غير معروف      | المُصمِم: غير معروف      | المُصمِم: غير معروف      | المُصمِم: غير معروف      |
| العلامة المائية: الأمير فخر الدين الثاني | العلامة المائية: الأمير فخر الدين الثاني | العلامة المائية: الأمير فخر الدين الثاني | العلامة المائية: الأمير فخر الدين الثاني | الأبعاد (مم): 145 × 75 | الأبعاد (مم): 145 × 75 | الأبعاد (مم): 145 × 75 | الأبعاد (مم): 145 × 75 |
| وصف الوجه الأمامي |                                          |                                          |                                          |                        |                        |                        |                        |
| - الصور والرموز والرسومات: آثار عنجر - اللون: بني وأصفر وأزرق وأبيض - الكتابات: مصَرف لبنَان الفئة بالأرقام الهندية، وكتابةً بالعربية: عَشر ليرات                                           |                                          |                                          |                                          |                        |                        |                        |                        |
| وصف الوجه الخلفي |                                          |                                          |                                          |                        |                        |                        |                        |
| - الصور والرموز والرسومات: صخرة الروشة - اللون: بني وأبيض - الكتابات: (بالفرنسية: BANQUE DU LIBAN) الفئة بالأرقام العربية والهندية، وكتابةً بالعربية: عَشر ليرات و(بالفرنسية: DIX LIVRES) |                                          |                                          |                                          |                        |                        |                        |                        |
| صورة الوجه الأمامي | صورة الوجه الخلفي                        | مكان وتاريخ الإصدار                      | المطبعة                                  | التوقيع                | PCLB                   | SCWPM                  | الملاحظات              |
| |                                          | بيروت 01-07-1964                         | TDLR                                     | توقيع 18               | 94a                    | Pick# 00               |                        |
| |                                          | بيروت 01-06-1968                         | TDLR                                     | توقيع 19               | 94b                    | Pick# 00               |                        |
| |                                          | بيروت 01-03-1971                         | TDLR                                     | توقيع 19               | 94c                    | Pick# 00               |                        |
| ملف:10-Livres-Lebanon-1972.jpg |                                          | بيروت 01-01-1972                         | TDLR                                     | توقيع 19               | 94d                    | Pick# 00               |                        |
| |                                          | بيروت 01-03-1973                         | TDLR                                     | توقيع 19               | 94e                    | Pick# 00               |                        |
| |                                          | بيروت 01-01-1974                         | TDLR                                     | توقيع 19               | 94f                    | Pick# 00               |                        |
| |                                          | بيروت 01-02-1978                         | TDLR                                     | توقيع 21               | 94g                    | Pick# 00               |                        |
| |                                          | بيروت 01-04-1978                         | TDLR                                     | توقيع 21               | 94h                    | Pick# 00               |                        |
| |                                          | بيروت 01-05-1986                         | TDLR                                     | توقيع 23               | 94i                    | Pick# 00               |                        |

#### خمس وعشرون ليرة
| خمسٌ وعشرون ليرة | خمسٌ وعشرون ليرة          | خمسٌ وعشرون ليرة          | خمسٌ وعشرون ليرة          | خمسٌ وعشرون ليرة        | خمسٌ وعشرون ليرة        | خمسٌ وعشرون ليرة        | خمسٌ وعشرون ليرة        |
| الوصف | الوصف                    | الوصف                    | الوصف                    | الوصف                  | الوصف                  | الوصف                  | الوصف                  |
| --- | ------------------------ | ------------------------ | ------------------------ | ---------------------- | ---------------------- | ---------------------- | ---------------------- |
| جهة الإصدار: مَصرف لبنَان | جهة الإصدار: مَصرف لبنَان  | جهة الإصدار: مَصرف لبنَان  | جهة الإصدار: مَصرف لبنَان  | المُصمِم: غير معروف      | المُصمِم: غير معروف      | المُصمِم: غير معروف      | المُصمِم: غير معروف      |
| العلامة المائية: رأس أسد | العلامة المائية: رأس أسد | العلامة المائية: رأس أسد | العلامة المائية: رأس أسد | الأبعاد (مم): 150 × 80 | الأبعاد (مم): 150 × 80 | الأبعاد (مم): 150 × 80 | الأبعاد (مم): 150 × 80 |
| وصف الوجه الأمامي |                          |                          |                          |                        |                        |                        |                        |
| - الصور والرموز والرسومات: قلعة صيدا - اللون: بُني وأصفر وأبيض - الكتابات: مَصرف لبنَان الفئة بالأرقام الهندية، وكتابةً بالعربية: خمس وَعِشرون ليرة                                                                |                          |                          |                          |                        |                        |                        |                        |
| وصف الوجه الخلفي |                          |                          |                          |                        |                        |                        |                        |
| - الصور والرموز والرسومات: قلعة المسيلحة - اللون: بُني وأصفر وأبيض - الكتابات: (بالفرنسية: BANQUE DU LIBAN) الفئة بالأرقام العربية والهندية، وكتابةً بالعربية: خمس وَعِشرون ليرة و(بالفرنسية: VINGT CINQ LIVRES) |                          |                          |                          |                        |                        |                        |                        |
| صورة الوجه الأمامي | صورة الوجه الخلفي        | مكان وتاريخ الإصدار      | المطبعة                  | التوقيع                | PCLB                   | SCWPM                  | الملاحظات              |
| |                          | بيروت 01-07-1964         | TDLR                     | توقيع 18               | 95a                    | Pick# 00               |                        |
| |                          | بيروت 01-06-1968         | TDLR                     | توقيع 19               | 95b                    | Pick# 00               |                        |
| |                          | بيروت 01-01-1972         | TDLR                     | توقيع 19               | 95c                    | Pick# 00               |                        |
| |                          | بيروت 01-01-1974         | TDLR                     | توقيع 19               | 95d                    | Pick# 00               |                        |
| |                          | بيروت 01-04-1978         | TDLR                     | توقيع 21               | 96e                    | Pick# 00               |                        |
| |                          | بيروت 25-08-1983         | TDLR                     | توقيع 22               | 95f                    | Pick# 00               |                        |

#### خمسون ليرة
| خمسون ليرة | خمسون ليرة                  | خمسون ليرة                  | خمسون ليرة                  | خمسون ليرة             | خمسون ليرة             | خمسون ليرة             | خمسون ليرة             |
| الوصف | الوصف                       | الوصف                       | الوصف                       | الوصف                  | الوصف                  | الوصف                  | الوصف                  |
| --- | --------------------------- | --------------------------- | --------------------------- | ---------------------- | ---------------------- | ---------------------- | ---------------------- |
| جهة الإصدار: مَصرف لبنَان | جهة الإصدار: مَصرف لبنَان     | جهة الإصدار: مَصرف لبنَان     | جهة الإصدار: مَصرف لبنَان     | المُصمِم: غير معروف      | المُصمِم: غير معروف      | المُصمِم: غير معروف      | المُصمِم: غير معروف      |
| العلامة المائية: شجرة الأرز | العلامة المائية: شجرة الأرز | العلامة المائية: شجرة الأرز | العلامة المائية: شجرة الأرز | الأبعاد (مم): 155 × 85 | الأبعاد (مم): 155 × 85 | الأبعاد (مم): 155 × 85 | الأبعاد (مم): 155 × 85 |
| وصف الوجه الأمامي |                             |                             |                             |                        |                        |                        |                        |
| - الصور والرموز والرسومات: معبد باخوس - اللون: بني وأصفر وأبيض - الكتابات: مَصرف لبنَان الفئة بالأرقام الهندية، وكتابةً بالعربية: خمسُون ليرة                                                                  |                             |                             |                             |                        |                        |                        |                        |
| وصف الوجه الخلفي |                             |                             |                             |                        |                        |                        |                        |
| - الصور والرموز والرسومات: قلعة طرابلس - اللون: بني وأصفر وزهري وأبيض - الكتابات: (بالفرنسية: BANQUE DU LIBAN) الفئة بالأرقام العربية والهندية، وكتابةً بالعربية: خمسُون ليرة و(بالفرنسية: CINQUANTE LIVRES) |                             |                             |                             |                        |                        |                        |                        |
| صورة الوجه الأمامي | صورة الوجه الخلفي           | مكان وتاريخ الإصدار         | المطبعة                     | التوقيع                | PCLB                   | SCWPM                  | الملاحظات              |
| |                             | بيروت 01-07-1964            | TDLR                        | توقيع 18               | 96a                    | Pick# 00               |                        |
| |                             | بيروت 01-01-1967            | TDLR                        | توقيع 18               | 96b                    | Pick# 00               |                        |
| |                             | بيروت 01-06-1968            | TDLR                        | توقيع 19               | 96c                    | Pick# 00               |                        |
| |                             | بيروت 01-01-1972            | TDLR                        | توقيع 19               | 96d                    | Pick# 00               | -                      |
| |                             | بيروت 01-03-1973            | TDLR                        | توقيع 19               | 96e                    | Pick# 00               |                        |
| |                             | بيروت 01-01-1974            | TDLR                        | توقيع 19               | 96f                    | Pick# 00               |                        |
| |                             | بيروت 01-04-1978            | TDLR                        | توقيع 21               | 96g                    | Pick# 00               |                        |
| |                             | بيروت 25-08-1983            | TDLR                        | توقيع 22               | 96h                    | Pick# 00               |                        |
| |                             | بيروت 01-03-1985            | TDLR                        | توقيع 23               | 96i                    | Pick# 00               |                        |
| |                             | بيروت 01-01-1988            | TDLR                        | توقيع 23               | 96j                    | Pick# 00               |                        |

#### مئة ليرة
| مئة ليرة | مئة ليرة                                    | مئة ليرة                                    | مئة ليرة                                    | مئة ليرة               | مئة ليرة               | مئة ليرة               | مئة ليرة               |
| الوصف | الوصف                                       | الوصف                                       | الوصف                                       | الوصف                  | الوصف                  | الوصف                  | الوصف                  |
| --- | ------------------------------------------- | ------------------------------------------- | ------------------------------------------- | ---------------------- | ---------------------- | ---------------------- | ---------------------- |
| جهة الإصدار: مَصرف لبنَان | جهة الإصدار: مَصرف لبنَان                     | جهة الإصدار: مَصرف لبنَان                     | جهة الإصدار: مَصرف لبنَان                     | المُصمِم: غير معروف      | المُصمِم: غير معروف      | المُصمِم: غير معروف      | المُصمِم: غير معروف      |
| العلامة المائية: الأمير بشير الشهابي الثاني | العلامة المائية: الأمير بشير الشهابي الثاني | العلامة المائية: الأمير بشير الشهابي الثاني | العلامة المائية: الأمير بشير الشهابي الثاني | الأبعاد (مم): 160 × 90 | الأبعاد (مم): 160 × 90 | الأبعاد (مم): 160 × 90 | الأبعاد (مم): 160 × 90 |
| وصف الوجه الأمامي |                                             |                                             |                                             |                        |                        |                        |                        |
| - الصور والرموز والرسومات: بيت الدين - اللون: أزرق وأصفر وأبيض - الكتابات: مَصرف لبنَان الفئة بالأرقام الهندية، وكتابةً بالعربية: مئَة ليرة                                                            |                                             |                                             |                                             |                        |                        |                        |                        |
| وصف الوجه الخلفي |                                             |                                             |                                             |                        |                        |                        |                        |
| - الصور والرموز والرسومات: جبال الثلج وأشجار أرز - اللون: أزرق وأبيض - الكتابات: (بالفرنسية: BANQUE DU LIBAN) الفئة بالأرقام العربية والهندية، وكتابةً بالعربية: مئَة ليرة و(بالفرنسية: CENT LIVRES) |                                             |                                             |                                             |                        |                        |                        |                        |
| صورة الوجه الأمامي | صورة الوجه الخلفي                           | مكان وتاريخ الإصدار                         | المطبعة                                     | التوقيع                | PCLB                   | SCWPM                  | الملاحظات              |
| |                                             | بيروت 01-07-1964                            | TDLR                                        | توقيع 18               | 97a                    | Pick# 00               |                        |
| |                                             | بيروت 01-01-1967                            | TDLR                                        | توقيع 18               | 97b                    | Pick# 00               |                        |
| |                                             | بيروت 01-06-1968                            | TDLR                                        | توقيع 19               | 97c                    | Pick# 00               |                        |
| |                                             | بيروت 01-01-1972                            | TDLR                                        | توقيع 19               | 97d                    | Pick# 00               | -                      |
| |                                             | بيروت 01-03-1973                            | TDLR                                        | توقيع 19               | 97e                    | Pick# 00               |                        |
| |                                             | بيروت 01-01-1974                            | TDLR                                        | توقيع 19               | 97f                    | Pick# 00               |                        |
| |                                             | بيروت 01-06-1977                            | TDLR                                        | توقيع 20               | 97g                    | Pick# 00               |                        |
| |                                             | بيروت 01-04-1978                            | TDLR                                        | توقيع 21               | 97h                    | Pick# 00               |                        |
| |                                             | بيروت 25-08-1983                            | TDLR                                        | توقيع 22               | 97i                    | Pick# 00               |                        |
| |                                             | بيروت 01-03-1985                            | TDLR                                        | توقيع 23               | 97j                    | Pick# 00               |                        |
| |                                             | بيروت 01-01-1988                            | TDLR                                        | توقيع 23               | 97k                    | Pick# 00               |                        |

#### مئتان وخمسون ليرة
| مئتان وخمسون ليرة | مئتان وخمسون ليرة                                            | مئتان وخمسون ليرة                                            | مئتان وخمسون ليرة                                            | مئتان وخمسون ليرة      | مئتان وخمسون ليرة      | مئتان وخمسون ليرة      | مئتان وخمسون ليرة      |
| الوصف | الوصف                                                        | الوصف                                                        | الوصف                                                        | الوصف                  | الوصف                  | الوصف                  | الوصف                  |
| --- | ------------------------------------------------------------ | ------------------------------------------------------------ | ------------------------------------------------------------ | ---------------------- | ---------------------- | ---------------------- | ---------------------- |
| جهة الإصدار: مَصرف لبنَان | جهة الإصدار: مَصرف لبنَان                                      | جهة الإصدار: مَصرف لبنَان                                      | جهة الإصدار: مَصرف لبنَان                                      | المُصمِم: غير معروف      | المُصمِم: غير معروف      | المُصمِم: غير معروف      | المُصمِم: غير معروف      |
| العلامة المائية: منحوتة دائرية قديمة تحتوي على وجه في مركزها | العلامة المائية: منحوتة دائرية قديمة تحتوي على وجه في مركزها | العلامة المائية: منحوتة دائرية قديمة تحتوي على وجه في مركزها | العلامة المائية: منحوتة دائرية قديمة تحتوي على وجه في مركزها | الأبعاد (مم): 165 × 95 | الأبعاد (مم): 165 × 95 | الأبعاد (مم): 165 × 95 | الأبعاد (مم): 165 × 95 |
| وصف الوجه الأمامي |                                                              |                                                              |                                                              |                        |                        |                        |                        |
| - الصور والرموز والرسومات: آثار صور - اللون: بُني وأصفر وأخضر وزهري وأبيض - الكتابات: مَصرف لبنَان الفئة بالأرقام الهندية، وكتابةً بالعربية: مَائتان وخمسوُن ليرة                                                                |                                                              |                                                              |                                                              |                        |                        |                        |                        |
| وصف الوجه الخلفي |                                                              |                                                              |                                                              |                        |                        |                        |                        |
| - الصور والرموز والرسومات: آثار فقرا - اللون: بُني وأصفر وأخضر وأبيض - الكتابات: (بالفرنسية: BANQUE DU LIBAN) الفئة بالأرقام العربية والهندية، وكتابةً بالعربية: مائتان وخَمسوُن ليرة و(بالفرنسية: DEUX CENT CINQUANTE LIVRES) |                                                              |                                                              |                                                              |                        |                        |                        |                        |
| صورة الوجه الأمامي | صورة الوجه الخلفي                                            | مكان وتاريخ الإصدار                                          | المطبعة                                                      | التوقيع                | PCLB                   | SCWPM                  | الملاحظات              |
| |                                                              | بيروت 01-02-1978                                             | TDLR                                                         | توقيع 21               | 98a                    | Pick# 00               |                        |
| |                                                              | بيروت 25-08-1983                                             | TDLR                                                         | توقيع 22               | 98b                    | Pick# 00               |                        |
| |                                                              | بيروت 01-03-1985                                             | TDLR                                                         | توقيع 23               | 98c                    | Pick# 00               |                        |
| |                                                              | بيروت 22-11-1986                                             | TDLR                                                         | توقيع 23               | 98d                    | Pick# 00               | مع رقمين تسلسلييّن      |
| |                                                              | بيروت 22-11-1986                                             | TDLR                                                         | توقيع 23               | 98e                    | Pick# 00               | مع ثلاثة أرقام تسلسلية |
| |                                                              | بيروت 01-09-1987                                             | TDLR                                                         | توقيع 23               | 98f                    | Pick# 00               |                        |
| |                                                              | بيروت 01-01-1988                                             | TDLR                                                         | توقيع 23               | 98g                    | Pick# 00               |                        |

#### خمسمائة ليرة
| خمسمائة ليرة | خمسمائة ليرة             | خمسمائة ليرة             | خمسمائة ليرة             | خمسمائة ليرة           | خمسمائة ليرة           | خمسمائة ليرة           | خمسمائة ليرة           |
| الوصف | الوصف                    | الوصف                    | الوصف                    | الوصف                  | الوصف                  | الوصف                  | الوصف                  |
| --- | ------------------------ | ------------------------ | ------------------------ | ---------------------- | ---------------------- | ---------------------- | ---------------------- |
| جهة الإصدار: مَصرف لبنَان | جهة الإصدار: مَصرف لبنَان  | جهة الإصدار: مَصرف لبنَان  | جهة الإصدار: مَصرف لبنَان  | المُصمِم: غير معروف      | المُصمِم: غير معروف      | المُصمِم: غير معروف      | المُصمِم: غير معروف      |
| العلامة المائية: رأس أسد | العلامة المائية: رأس أسد | العلامة المائية: رأس أسد | العلامة المائية: رأس أسد | الأبعاد (مم): 156 × 67 | الأبعاد (مم): 156 × 67 | الأبعاد (مم): 156 × 67 | الأبعاد (مم): 156 × 67 |
| وصف الوجه الأمامي |                          |                          |                          |                        |                        |                        |                        |
| - الصور والرموز والرسومات: مشهد لبيروت - اللون: بني وبنفسجي وأخضر وأبيض - الكتابات: مَصرف لبنَان الفئة بالأرقام الهندية، وكتابةً بالعربية: خمسَمائة لِيرَة                                                                             |                          |                          |                          |                        |                        |                        |                        |
| وصف الوجه الخلفي |                          |                          |                          |                        |                        |                        |                        |
| - الصور والرموز والرسومات: آثار جوبيتر وشجرة أرز - اللون: بني وزهري وبُرتقالي وأصفر وأبيض - الكتابات: (بالفرنسية: BANQUE DU LIBAN) الفئة بالأرقام العربية والهندية، وكتابةً بالعربية: خَمسْمَائة ليرة و(بالفرنسية: CINQ CENTS LIVRES) |                          |                          |                          |                        |                        |                        |                        |
| صورة الوجه الأمامي | صورة الوجه الخلفي        | مكان وتاريخ الإصدار      | المطبعة                  | التوقيع                | PCLB                   | SCWPM                  | الملاحظات              |
| |                          | بيروت 01-01-1988         | TDLR                     | توقيع 23               | 99a                    | Pick# 00               |                        |

#### ألف ليرة
| ألف ليرة | ألف ليرة                    | ألف ليرة                    | ألف ليرة                    | ألف ليرة               | ألف ليرة               | ألف ليرة               | ألف ليرة               |
| الوصف | الوصف                       | الوصف                       | الوصف                       | الوصف                  | الوصف                  | الوصف                  | الوصف                  |
| --- | --------------------------- | --------------------------- | --------------------------- | ---------------------- | ---------------------- | ---------------------- | ---------------------- |
| جهة الإصدار: مَصرف لبنَان | جهة الإصدار: مَصرف لبنَان     | جهة الإصدار: مَصرف لبنَان     | جهة الإصدار: مَصرف لبنَان     | المُصمِم: غير معروف      | المُصمِم: غير معروف      | المُصمِم: غير معروف      | المُصمِم: غير معروف      |
| العلامة المائية: شجرة الأرز | العلامة المائية: شجرة الأرز | العلامة المائية: شجرة الأرز | العلامة المائية: شجرة الأرز | الأبعاد (مم): 156 × 67 | الأبعاد (مم): 156 × 67 | الأبعاد (مم): 156 × 67 | الأبعاد (مم): 156 × 67 |
| وصف الوجه الأمامي |                             |                             |                             |                        |                        |                        |                        |
| - الصور والرموز والرسومات: خريطة لبنان وزخرفة نباتية - اللون: بنفسجي وأزرق وأخضر وبني وأبيض - الكتابات: مَصرف لبنَان الفئة بالأرقام الهندية، وكتابةً بالعربية: ألف ليرة                                                    |                             |                             |                             |                        |                        |                        |                        |
| وصف الوجه الخلفي |                             |                             |                             |                        |                        |                        |                        |
| - الصور والرموز والرسومات: مصرف لبنان وآثار بعلبك - اللون: بنفسجي وأزرق وأخضر وبني وأبيض - الكتابات: (بالفرنسية: BANQUE DU LIBAN) الفئة بالأرقام العربية والهندية، وكتابةً بالعربية: ألف ليرة و(بالفرنسية: MILLE LIVRES) |                             |                             |                             |                        |                        |                        |                        |
| صورة الوجه الأمامي | صورة الوجه الخلفي           | مكان وتاريخ الإصدار         | المطبعة                     | التوقيع                | PCLB                   | SCWPM                  | الملاحظات              |
| |                             | بيروت 01-01-1988            | TDLR                        | توقيع 23               | 100a                   | Pick# 00               |                        |
| |                             | بيروت 22-11-1990            | TDLR                        | توقيع 24               | 100b                   | Pick# 00               |                        |
| |                             | بيروت 10-08-1991            | TDLR                        | توقيع 25               | 100c                   | Pick# 00               |                        |
| |                             | بيروت 24-11-1992            | TDLR                        | توقيع 25               | 100d                   | Pick# 00               |                        |

#### عشرة آلاف ليرة
| عشرة آلاف ليرة | عشرة آلاف ليرة                                               | عشرة آلاف ليرة                                               | عشرة آلاف ليرة                                               | عشرة آلاف ليرة         | عشرة آلاف ليرة         | عشرة آلاف ليرة         | عشرة آلاف ليرة         |
| الوصف | الوصف                                                        | الوصف                                                        | الوصف                                                        | الوصف                  | الوصف                  | الوصف                  | الوصف                  |
| --- | ------------------------------------------------------------ | ------------------------------------------------------------ | ------------------------------------------------------------ | ---------------------- | ---------------------- | ---------------------- | ---------------------- |
| جهة الإصدار: مَصرف لبنَان | جهة الإصدار: مَصرف لبنَان                                      | جهة الإصدار: مَصرف لبنَان                                      | جهة الإصدار: مَصرف لبنَان                                      | المُصمِم: غير معروف      | المُصمِم: غير معروف      | المُصمِم: غير معروف      | المُصمِم: غير معروف      |
| العلامة المائية: منحوتة دائرية قديمة تحتوي على وجه في مركزها | العلامة المائية: منحوتة دائرية قديمة تحتوي على وجه في مركزها | العلامة المائية: منحوتة دائرية قديمة تحتوي على وجه في مركزها | العلامة المائية: منحوتة دائرية قديمة تحتوي على وجه في مركزها | الأبعاد (مم): 156 × 67 | الأبعاد (مم): 156 × 67 | الأبعاد (مم): 156 × 67 | الأبعاد (مم): 156 × 67 |
| وصف الوجه الأمامي |                                                              |                                                              |                                                              |                        |                        |                        |                        |
| - الصور والرموز والرسومات: آثار صور - اللون: بنفسجي وبُني وأزرق وبرتقالي وأبيض - الكتابات: مَصرف لبنَان الفئة بالأرقام الهندية، وكتابةً بالعربية: عَشرة آلاف ليرَة                                                            |                                                              |                                                              |                                                              |                        |                        |                        |                        |
| وصف الوجه الخلفي |                                                              |                                                              |                                                              |                        |                        |                        |                        |
| - الصور والرموز والرسومات: آثار جبيل - اللون: بنفسجي وبُني وأزرق وبرتقالي وأبيض - الكتابات: (بالفرنسية: BANQUE DU LIBAN) الفئة بالأرقام العربية والهندية، وكتابةً بالعربية: عَشرة آلاف ليرَة و(بالفرنسية: DIX MILLE LIVRES) |                                                              |                                                              |                                                              |                        |                        |                        |                        |
| صورة الوجه الأمامي | صورة الوجه الخلفي                                            | مكان وتاريخ الإصدار                                          | المطبعة                                                      | التوقيع                | PCLB                   | SCWPM                  | الملاحظات              |
| |                                                              | بيروت 19-01-1993                                             | TDLR                                                         | توقيع 25               | 101a                   | Pick# 00               |                        |

#### خمسون ألف ليرة
| خمسون ألف ليرة | خمسون ألف ليرة           | خمسون ألف ليرة           | خمسون ألف ليرة           | خمسون ألف ليرة         | خمسون ألف ليرة         | خمسون ألف ليرة         | خمسون ألف ليرة                                                                 |
| الوصف | الوصف                    | الوصف                    | الوصف                    | الوصف                  | الوصف                  | الوصف                  | الوصف                                                                          |
| --- | ------------------------ | ------------------------ | ------------------------ | ---------------------- | ---------------------- | ---------------------- | ------------------------------------------------------------------------------ |
| جهة الإصدار: مصرف لبنَان | جهة الإصدار: مصرف لبنَان  | جهة الإصدار: مصرف لبنَان  | جهة الإصدار: مصرف لبنَان  | المُصمِم: غير معروف      | المُصمِم: غير معروف      | المُصمِم: غير معروف      | المُصمِم: غير معروف                                                              |
| العلامة المائية: لا توجد | العلامة المائية: لا توجد | العلامة المائية: لا توجد | العلامة المائية: لا توجد | الأبعاد (مم): 140 × 77 | الأبعاد (مم): 140 × 77 | الأبعاد (مم): 140 × 77 | الأبعاد (مم): 140 × 77                                                         |
| وصف الوجه الأمامي |                          |                          |                          |                        |                        |                        |                                                                                |
| - الصور والرموز والرسومات: قلعة الاستقلال في راشيا - علم لبنان - اللون: أزرق وأحمر وأخضر وأبيض - الكتابات: مصَرف لبنَان ٧٠ عاماً على الاستقلال الفئة بالأرقام الهندية، وكتابةً بالعربية: خَمسوُن الف ليرة                                 |                          |                          |                          |                        |                        |                        |                                                                                |
| وصف الوجه الخلفي |                          |                          |                          |                        |                        |                        |                                                                                |
| - الصور والرموز والرسومات: خريطة لبنان وعلم لبنان - اللون: أزرق وبُنّي وأخضر - الكتابات: (بالفرنسية: BANQUE DU LIBAN) (بالفرنسية: 70 Ans D'Independence) بحرُه وبرُّه الفئة بالأرقام العربية، وكتابةً (بالفرنسية: CINQUANTE MILLE LIVRES) |                          |                          |                          |                        |                        |                        |                                                                                |
| صورة الوجه الأمامي | صورة الوجه الخلفي        | مكان وتاريخ الإصدار      | المطبعة                  | التوقيع                | PCLB                   | SCWPM                  | الملاحظات                                                                      |
| |                          | بيروت 22-11-2013         | TDLR                     | توقيع 29               | 127a                   | Pick# 00               | قطعة تذكارية بمناسبة مرور سبعين عاماً على الاستقلال تحتوي علامات بريل للمكفوفين |

| خمسون ألف ليرة | خمسون ألف ليرة           | خمسون ألف ليرة           | خمسون ألف ليرة           | خمسون ألف ليرة         | خمسون ألف ليرة         | خمسون ألف ليرة         | خمسون ألف ليرة                                                                        |
| الوصف | الوصف                    | الوصف                    | الوصف                    | الوصف                  | الوصف                  | الوصف                  | الوصف                                                                                 |
| --- | ------------------------ | ------------------------ | ------------------------ | ---------------------- | ---------------------- | ---------------------- | ------------------------------------------------------------------------------------- |
| جهة الإصدار: مَصرف لبنَان | جهة الإصدار: مَصرف لبنَان  | جهة الإصدار: مَصرف لبنَان  | جهة الإصدار: مَصرف لبنَان  | المُصمِم: غير معروف      | المُصمِم: غير معروف      | المُصمِم: غير معروف      | المُصمِم: غير معروف                                                                     |
| العلامة المائية: لا يوجد | العلامة المائية: لا يوجد | العلامة المائية: لا يوجد | العلامة المائية: لا يوجد | الأبعاد (مم): 140 × 77 | الأبعاد (مم): 140 × 77 | الأبعاد (مم): 140 × 77 | الأبعاد (مم): 140 × 77                                                                |
| وصف الوجه الأمامي |                          |                          |                          |                        |                        |                        |                                                                                       |
| - الصور والرموز والرسومات: الواجهة الأمامية لمصرف لبنان - اللون: برتقالي وأخضر وأزرق - الكتابات: مَصرف لبنَان الفئة بالأرقام الهندية، وكتابةً بالعربية: خمسون ألف ليرَة                                       |                          |                          |                          |                        |                        |                        |                                                                                       |
| وصف الوجه الخلفي |                          |                          |                          |                        |                        |                        |                                                                                       |
| - الصور والرموز والرسومات: الواجهة الخلفية لمصرف لبنان - اللون: برتقالي وأخضر وأزرق - الكتابات: (بالفرنسية: BANQUE DU LIBAN) 1964-2014 الفئة بالأرقام العربية، وكتابةً (بالفرنسية: CINQUANTE MILLE LIVRES) |                          |                          |                          |                        |                        |                        |                                                                                       |
| صورة الوجه الأمامي | صورة الوجه الخلفي        | مكان وتاريخ الإصدار      | المطبعة                  | التوقيع                | PCLB                   | SCWPM                  | الملاحظات                                                                             |
| |                          | بيروت 31-03-2014         | TDLR                     | توقيع 29               | 128a                   | Pick# 00               | قطعة تذكارية بمناسبة مرور خمسين عاماً على تأسيس مصرف لبنان تحتوي علامات بريل للمكفوفين |

| خمسون ألف ليرة | خمسون ألف ليرة           | خمسون ألف ليرة           | خمسون ألف ليرة           | خمسون ألف ليرة         | خمسون ألف ليرة         | خمسون ألف ليرة         | خمسون ألف ليرة                           |
| الوصف | الوصف                    | الوصف                    | الوصف                    | الوصف                  | الوصف                  | الوصف                  | الوصف                                    |
| --- | ------------------------ | ------------------------ | ------------------------ | ---------------------- | ---------------------- | ---------------------- | ---------------------------------------- |
| جهة الإصدار: مَصرف لبنَان | جهة الإصدار: مَصرف لبنَان  | جهة الإصدار: مَصرف لبنَان  | جهة الإصدار: مَصرف لبنَان  | المُصمِم: غير معروف      | المُصمِم: غير معروف      | المُصمِم: غير معروف      | المُصمِم: غير معروف                        |
| العلامة المائية: لا يوجد | العلامة المائية: لا يوجد | العلامة المائية: لا يوجد | العلامة المائية: لا يوجد | الأبعاد (مم): 140 × 77 | الأبعاد (مم): 140 × 77 | الأبعاد (مم): 140 × 77 | الأبعاد (مم): 140 × 77                   |
| وصف الوجه الأمامي |                          |                          |                          |                        |                        |                        |                                          |
| - الصور والرموز والرسومات: صورة العسكري في الجيش اللبناني، معركة مخيم نهر البارد عام 2007 وشعار الجيش اللبناني - اللون: أخضر وبنفسجي وأحمر وأبيض - الكتابات: مَصرف لبنَان العِيد السَّبعوُن للجَيْش اللبْناني الفئة بالأرقام الهندية، وكتابةً بالعربية: خمسون ألف ليرَة |                          |                          |                          |                        |                        |                        |                                          |
| وصف الوجه الخلفي |                          |                          |                          |                        |                        |                        |                                          |
| - الصور والرموز والرسومات: نصب الشهداء في اليرزة - اللون: أخضر وبنفسجي وبني وأبيض - الكتابات: (بالفرنسية: BANQUE DU LIBAN) 1945-2015 الفئة بالأرقام العربية، وكتابةً (بالفرنسية: CINQUANTE MILLE LIVRES)                                                      |                          |                          |                          |                        |                        |                        |                                          |
| صورة الوجه الأمامي | صورة الوجه الخلفي        | مكان وتاريخ الإصدار      | المطبعة                  | التوقيع                | PCLB                   | SCWPM                  | الملاحظات                                |
| |                          | بيروت 01-08-2015         | TDLR                     | توقيع 29               | 129a                   | Pick# 00               | قطعة تذكارية تحتوي علامات بريل للمكفوفين |

### طبعات مختلفة

#### ألف ليرة
| ألف ليرة | ألف ليرة                 | ألف ليرة                 | ألف ليرة                 | ألف ليرة               | ألف ليرة               | ألف ليرة               | ألف ليرة                                    |
| الوصف | الوصف                    | الوصف                    | الوصف                    | الوصف                  | الوصف                  | الوصف                  | الوصف                                       |
| --- | ------------------------ | ------------------------ | ------------------------ | ---------------------- | ---------------------- | ---------------------- | ------------------------------------------- |
| جهة الإصدار: مصرف لبنان | جهة الإصدار: مصرف لبنان  | جهة الإصدار: مصرف لبنان  | جهة الإصدار: مصرف لبنان  | المُصمِم: غير معروف      | المُصمِم: غير معروف      | المُصمِم: غير معروف      | المُصمِم: غير معروف                           |
| العلامة المائية: لا يوجد | العلامة المائية: لا يوجد | العلامة المائية: لا يوجد | العلامة المائية: لا يوجد | الأبعاد (مم): 115 × 60 | الأبعاد (مم): 115 × 60 | الأبعاد (مم): 115 × 60 | الأبعاد (مم): 115 × 60                      |
| وصف الوجه الأمامي |                          |                          |                          |                        |                        |                        |                                             |
| - الصور والرموز والرسومات: أبجدية أوغاريتية - اللون: أخضر وأبيض - الكتابات: الفئة بالأرقام الهندية، وكتابةً بالعربية ألف ليرة مصرف لبنان                                                |                          |                          |                          |                        |                        |                        |                                             |
| وصف الوجه الخلفي |                          |                          |                          |                        |                        |                        |                                             |
| - الصور والرموز والرسومات: شريط أبجدية أوغاريتية - اللون: أخضر وأبيض - الكتابات: الفئة بالأرقام العربية، وكتابةً باللغة الفرنسية (بالفرنسية: MILLE LIVRES) (بالفرنسية: BANQUE DU LIBAN) |                          |                          |                          |                        |                        |                        |                                             |
| صورة الوجه الأمامي | صورة الوجه الخلفي        | مكان وتاريخ الإصدار      | المطبعة                  | التوقيع                | PCLB                   | SCWPM                  | الملاحظات                                   |
| |                          | بيروت 22-11-2004         | G&D                      | توقيع 28               | 115a                   | Pick# 00               | تحتوي رمز شريطي تحتوي علامات بريل للمكفوفين |
| |                          | بيروت 17-11-2008         | G&D                      | توقيع 28               | 115b                   | Pick# 00               | تحتوي رمز شريطي تحتوي علامات بريل للمكفوفين |

| ألف ليرة | ألف ليرة                                          | ألف ليرة                                          | ألف ليرة                                          | ألف ليرة               | ألف ليرة               | ألف ليرة               | ألف ليرة                    |
| الوصف | الوصف                                             | الوصف                                             | الوصف                                             | الوصف                  | الوصف                  | الوصف                  | الوصف                       |
| --- | ------------------------------------------------- | ------------------------------------------------- | ------------------------------------------------- | ---------------------- | ---------------------- | ---------------------- | --------------------------- |
| جهة الإصدار: مصرف لبنان | جهة الإصدار: مصرف لبنان                           | جهة الإصدار: مصرف لبنان                           | جهة الإصدار: مصرف لبنان                           | المُصمِم: غير معروف      | المُصمِم: غير معروف      | المُصمِم: غير معروف      | المُصمِم: غير معروف           |
| العلامة المائية: شجرة الأرز أسفلها رقم الفئة 1000 | العلامة المائية: شجرة الأرز أسفلها رقم الفئة 1000 | العلامة المائية: شجرة الأرز أسفلها رقم الفئة 1000 | العلامة المائية: شجرة الأرز أسفلها رقم الفئة 1000 | الأبعاد (مم): 116 × 60 | الأبعاد (مم): 116 × 60 | الأبعاد (مم): 116 × 60 | الأبعاد (مم): 116 × 60      |
| وصف الوجه الأمامي |                                                   |                                                   |                                                   |                        |                        |                        |                             |
| - الصور والرموز والرسومات: الأبجدية الأوغاريتية - اللون: أخضر وأبيض - الكتابات: مَصرف لبنَان الفئة بالأرقام الهندية، وكتابةً بالعربية ألف ليرة                                                            |                                                   |                                                   |                                                   |                        |                        |                        |                             |
| وصف الوجه الخلفي |                                                   |                                                   |                                                   |                        |                        |                        |                             |
| - الصور والرموز والرسومات: شريط رباعي أبجدية أوغاريتية وشجرة أرز - اللون: أخضر وأبيض - الكتابات: (بالفرنسية: BANQUE DU LIBAN) الفئة بالأرقام العربية، وكتابةً باللغة الفرنسية (بالفرنسية: MILLE LIVRES) |                                                   |                                                   |                                                   |                        |                        |                        |                             |
| صورة الوجه الأمامي | صورة الوجه الخلفي                                 | مكان وتاريخ الإصدار                               | المطبعة                                           | التوقيع                | PCLB                   | SCWPM                  | الملاحظات                   |
| |                                                   | بيروت 24-02-2011                                  | FGU                                               | توقيع 29               | 121a                   | Pick# 00               | تحتوي علامات بريل للمكفوفين |
| |                                                   | بيروت 17-06-2012                                  | FGU                                               | توقيع 29               | 121b                   | Pick# 00               | تحتوي علامات بريل للمكفوفين |

| ألف ليرة | ألف ليرة                                          | ألف ليرة                                          | ألف ليرة                                          | ألف ليرة               | ألف ليرة               | ألف ليرة               | ألف ليرة                               |
| الوصف | الوصف                                             | الوصف                                             | الوصف                                             | الوصف                  | الوصف                  | الوصف                  | الوصف                                  |
| --- | ------------------------------------------------- | ------------------------------------------------- | ------------------------------------------------- | ---------------------- | ---------------------- | ---------------------- | -------------------------------------- |
| جهة الإصدار: مصرف لبنان | جهة الإصدار: مصرف لبنان                           | جهة الإصدار: مصرف لبنان                           | جهة الإصدار: مصرف لبنان                           | المُصمِم: غير معروف      | المُصمِم: غير معروف      | المُصمِم: غير معروف      | المُصمِم: غير معروف                      |
| العلامة المائية: شجرة الأرز أسفلها رقم الفئة 1000 | العلامة المائية: شجرة الأرز أسفلها رقم الفئة 1000 | العلامة المائية: شجرة الأرز أسفلها رقم الفئة 1000 | العلامة المائية: شجرة الأرز أسفلها رقم الفئة 1000 | الأبعاد (مم): 115 × 60 | الأبعاد (مم): 115 × 60 | الأبعاد (مم): 115 × 60 | الأبعاد (مم): 115 × 60                 |
| وصف الوجه الأمامي |                                                   |                                                   |                                                   |                        |                        |                        |                                        |
| - الصور والرموز والرسومات: الأبجدية الأوغاريتية - اللون: أخضر وأبيض - الكتابات: مَصرف لبنَان الفئة بالأرقام الهندية، وكتابةً بالعربية ألف ليرة                                 |                                                   |                                                   |                                                   |                        |                        |                        |                                        |
| وصف الوجه الخلفي |                                                   |                                                   |                                                   |                        |                        |                        |                                        |
| - الصور والرموز والرسومات: شريط ثلاثي - اللون: أخضر وأبيض - الكتابات: (بالفرنسية: BANQUE DU LIBAN) الفئة بالأرقام العربية، وكتابةً باللغة الفرنسية (بالفرنسية: MILLE LIVRES) |                                                   |                                                   |                                                   |                        |                        |                        |                                        |
| صورة الوجه الأمامي | صورة الوجه الخلفي                                 | مكان وتاريخ الإصدار                               | المطبعة                                           | التوقيع                | PCLB                   | SCWPM                  | الملاحظات                              |
| |                                                   | بيروت 01-01-2016                                  | CRANE                                             | توقيع 29               | 130a                   | Pick# 00               | ورق تحتوي علامات بريل للمكفوفين        |
| |                                                   | بيروت 01-01-2016                                  | CRANE                                             | توقيع 29               | 130a                   | Pick# 00               | تركيب هجين تحتوي علامات بريل للمكفوفين |

#### خمسة آلاف ليرة
| خمسة آلاف ليرة | خمسة آلاف ليرة              | خمسة آلاف ليرة              | خمسة آلاف ليرة              | خمسة آلاف ليرة         | خمسة آلاف ليرة         | خمسة آلاف ليرة         | خمسة آلاف ليرة         |
| الوصف | الوصف                       | الوصف                       | الوصف                       | الوصف                  | الوصف                  | الوصف                  | الوصف                  |
| --- | --------------------------- | --------------------------- | --------------------------- | ---------------------- | ---------------------- | ---------------------- | ---------------------- |
| جهة الإصدار: مصرف لبنان | جهة الإصدار: مصرف لبنان     | جهة الإصدار: مصرف لبنان     | جهة الإصدار: مصرف لبنان     | المُصمِم: غير معروف      | المُصمِم: غير معروف      | المُصمِم: غير معروف      | المُصمِم: غير معروف      |
| العلامة المائية: شجرة الأرز | العلامة المائية: شجرة الأرز | العلامة المائية: شجرة الأرز | العلامة المائية: شجرة الأرز | الأبعاد (مم): 157 × 67 | الأبعاد (مم): 157 × 67 | الأبعاد (مم): 157 × 67 | الأبعاد (مم): 157 × 67 |
| وصف الوجه الأمامي |                             |                             |                             |                        |                        |                        |                        |
| - الصور والرموز والرسومات: أشكال هندسية - اللون: أحمر - الكتابات: مَصرف لبْنَان الفئة بالأرقام الهندية، وكتابةً بالعربية خمسة آلاف ليرَة                                       |                             |                             |                             |                        |                        |                        |                        |
| وصف الوجه الخلفي |                             |                             |                             |                        |                        |                        |                        |
| - الصور والرموز والرسومات: مكعبات عدد 16 - اللون: أحمر - الكتابات: (بالفرنسية: BANQUE DU LIBAN)، الفئة بالأرقام العربية، وكتابة بالفرنسيَّة: (بالفرنسية: CINQ MILLE LIVRES) |                             |                             |                             |                        |                        |                        |                        |
| صورة الوجه الأمامي | صورة الوجه الخلفي           | مكان وتاريخ الإصدار         | المطبعة                     | التوقيع                | PCLB                   | SCWPM                  | الملاحظات              |
| |                             | بيروت 01-04-1994            | BABN                        | توقيع 26               | 102a                   | Pick# 00               | تحتوي رمزاً شريطياً      |
| |                             | بيروت 04-12-1995            | BABN                        | توقيع 26               | 102b                   | Pick# 00               | تحتوي رمزاً شريطياً      |

| خمسة آلاف ليرة | خمسة آلاف ليرة              | خمسة آلاف ليرة              | خمسة آلاف ليرة              | خمسة آلاف ليرة         | خمسة آلاف ليرة         | خمسة آلاف ليرة         | خمسة آلاف ليرة         |
| الوصف | الوصف                       | الوصف                       | الوصف                       | الوصف                  | الوصف                  | الوصف                  | الوصف                  |
| --- | --------------------------- | --------------------------- | --------------------------- | ---------------------- | ---------------------- | ---------------------- | ---------------------- |
| جهة الإصدار: مصرف لبنان | جهة الإصدار: مصرف لبنان     | جهة الإصدار: مصرف لبنان     | جهة الإصدار: مصرف لبنان     | المُصمِم: غير معروف      | المُصمِم: غير معروف      | المُصمِم: غير معروف      | المُصمِم: غير معروف      |
| العلامة المائية: شجرة الأرز | العلامة المائية: شجرة الأرز | العلامة المائية: شجرة الأرز | العلامة المائية: شجرة الأرز | الأبعاد (مم): 142 × 70 | الأبعاد (مم): 142 × 70 | الأبعاد (مم): 142 × 70 | الأبعاد (مم): 142 × 70 |
| وصف الوجه الأمامي |                             |                             |                             |                        |                        |                        |                        |
| - الصور والرموز والرسومات: أشكال هندسية - اللون: أحمر - الكتابات: مَصرف لبْنَان الفئة بالأرقام الهندية، وكتابةً بالعربية خمسة آلاف ليرَة                                       |                             |                             |                             |                        |                        |                        |                        |
| وصف الوجه الخلفي |                             |                             |                             |                        |                        |                        |                        |
| - الصور والرموز والرسومات: مكعبات عدد 16 - اللون: أحمر - الكتابات: (بالفرنسية: BANQUE DU LIBAN)، الفئة بالأرقام العربية، وكتابة بالفرنسيَّة: (بالفرنسية: CINQ MILLE LIVRES) |                             |                             |                             |                        |                        |                        |                        |
| صورة الوجه الأمامي | صورة الوجه الخلفي           | مكان وتاريخ الإصدار         | المطبعة                     | التوقيع                | PCLB                   | SCWPM                  | الملاحظات              |
| |                             | بيروت 08-10-1999            | BABN                        | توقيع 27               | 107a                   | Pick# 00               | تحتوي رمزاً شريطياً      |
| |                             | بيروت 28-07-2001            | G&D                         | توقيع 26               | 111a                   | Pick# 00               | تحتوي رمزاً شريطياً      |

| خمسة آلاف ليرة | خمسة آلاف ليرة                                                      | خمسة آلاف ليرة                                                      | خمسة آلاف ليرة                                                      | خمسة آلاف ليرة         | خمسة آلاف ليرة         | خمسة آلاف ليرة         | خمسة آلاف ليرة         |
| الوصف | الوصف                                                               | الوصف                                                               | الوصف                                                               | الوصف                  | الوصف                  | الوصف                  | الوصف                  |
| --- | ------------------------------------------------------------------- | ------------------------------------------------------------------- | ------------------------------------------------------------------- | ---------------------- | ---------------------- | ---------------------- | ---------------------- |
| جهة الإصدار: مصرف لبنان | جهة الإصدار: مصرف لبنان                                             | جهة الإصدار: مصرف لبنان                                             | جهة الإصدار: مصرف لبنان                                             | المُصمِم: غير معروف      | المُصمِم: غير معروف      | المُصمِم: غير معروف      | المُصمِم: غير معروف      |
| العلامة المائية: شجرة الأرز وأسفلها رقم الفئة بالأرقام الهندية 5000 | العلامة المائية: شجرة الأرز وأسفلها رقم الفئة بالأرقام الهندية 5000 | العلامة المائية: شجرة الأرز وأسفلها رقم الفئة بالأرقام الهندية 5000 | العلامة المائية: شجرة الأرز وأسفلها رقم الفئة بالأرقام الهندية 5000 | الأبعاد (مم): 121 × 62 | الأبعاد (مم): 121 × 62 | الأبعاد (مم): 121 × 62 | الأبعاد (مم): 121 × 62 |
| وصف الوجه الأمامي |                                                                     |                                                                     |                                                                     |                        |                        |                        |                        |
| - الصور والرموز والرسومات: أشكال هندسية - اللون: أحمر ـ أزرق - الكتابات: مَصرف لبْنَان الفئة بالأرقام الهندية، وكتابةً بالعربية خمسة آلاف ليرَة                                       |                                                                     |                                                                     |                                                                     |                        |                        |                        |                        |
| وصف الوجه الخلفي |                                                                     |                                                                     |                                                                     |                        |                        |                        |                        |
| - الصور والرموز والرسومات: مكعبات عدد 16 - اللون: أحمر - أزرق - الكتابات: (بالفرنسية: BANQUE DU LIBAN)، الفئة بالأرقام العربية، وكتابة بالفرنسيَّة: (بالفرنسية: CINQ MILLE LIVRES) |                                                                     |                                                                     |                                                                     |                        |                        |                        |                        |
| صورة الوجه الأمامي | صورة الوجه الخلفي                                                   | مكان وتاريخ الإصدار                                                 | المطبعة                                                             | التوقيع                | PCLB                   | SCWPM                  | الملاحظات              |
| |                                                                     | بيروت 22-11-2004                                                    | G&D                                                                 | توقيع 28               | 116a                   | Pick# 00               | تحتوي رمزاً شريطياً      |
| |                                                                     | بيروت 14-05-2008                                                    | G&D                                                                 | توقيع 28               | 116b                   | Pick# 00               | تحتوي رمزاً شريطياً      |

| خمسة آلاف ليرة | خمسة آلاف ليرة                                                      | خمسة آلاف ليرة                                                      | خمسة آلاف ليرة                                                      | خمسة آلاف ليرة         | خمسة آلاف ليرة         | خمسة آلاف ليرة         | خمسة آلاف ليرة              |
| الوصف | الوصف                                                               | الوصف                                                               | الوصف                                                               | الوصف                  | الوصف                  | الوصف                  | الوصف                       |
| --- | ------------------------------------------------------------------- | ------------------------------------------------------------------- | ------------------------------------------------------------------- | ---------------------- | ---------------------- | ---------------------- | --------------------------- |
| جهة الإصدار: مصرف لبنان | جهة الإصدار: مصرف لبنان                                             | جهة الإصدار: مصرف لبنان                                             | جهة الإصدار: مصرف لبنان                                             | المُصمِم: غير معروف      | المُصمِم: غير معروف      | المُصمِم: غير معروف      | المُصمِم: غير معروف           |
| العلامة المائية: شجرة الأرز وأسفلها رقم الفئة بالأرقام الهندية 5000 | العلامة المائية: شجرة الأرز وأسفلها رقم الفئة بالأرقام الهندية 5000 | العلامة المائية: شجرة الأرز وأسفلها رقم الفئة بالأرقام الهندية 5000 | العلامة المائية: شجرة الأرز وأسفلها رقم الفئة بالأرقام الهندية 5000 | الأبعاد (مم): 120 × 62 | الأبعاد (مم): 120 × 62 | الأبعاد (مم): 120 × 62 | الأبعاد (مم): 120 × 62      |
| وصف الوجه الأمامي |                                                                     |                                                                     |                                                                     |                        |                        |                        |                             |
| - الصور والرموز والرسومات: أشكال هندسية - اللون: أحمر - أزرق - الكتابات: مَصرف لبْنَان الفئة بالأرقام الهندية، وكتابةً بالعربية خمسة آلاف ليرَة                                       |                                                                     |                                                                     |                                                                     |                        |                        |                        |                             |
| وصف الوجه الخلفي |                                                                     |                                                                     |                                                                     |                        |                        |                        |                             |
| - الصور والرموز والرسومات: مكعبات عدد 16 - اللون: أحمر - أزرق - الكتابات: (بالفرنسية: BANQUE DU LIBAN)، الفئة بالأرقام العربية، وكتابة بالفرنسيَّة: (بالفرنسية: CINQ MILLE LIVRES) |                                                                     |                                                                     |                                                                     |                        |                        |                        |                             |
| صورة الوجه الأمامي | صورة الوجه الخلفي                                                   | مكان وتاريخ الإصدار                                                 | المطبعة                                                             | التوقيع                | PCLB                   | SCWPM                  | الملاحظات                   |
| |                                                                     | بيروت 17-06-2012                                                    | OT                                                                  | توقيع 29               | 122a                   | Pick# 00               | تحتوي علامات بريل للمكفوفين |
| |                                                                     | بيروت 01-04-2014                                                    | OT                                                                  | توقيع 29               | 122b                   | Pick# 00               | تحتوي علامات بريل للمكفوفين |

#### عشرة آلاف ليرة
| عشرة آلاف ليرة | عشرة آلاف ليرة              | عشرة آلاف ليرة              | عشرة آلاف ليرة              | عشرة آلاف ليرة         | عشرة آلاف ليرة         | عشرة آلاف ليرة         | عشرة آلاف ليرة         |
| الوصف | الوصف                       | الوصف                       | الوصف                       | الوصف                  | الوصف                  | الوصف                  | الوصف                  |
| --- | --------------------------- | --------------------------- | --------------------------- | ---------------------- | ---------------------- | ---------------------- | ---------------------- |
| جهة الإصدار: مصرف لبنان | جهة الإصدار: مصرف لبنان     | جهة الإصدار: مصرف لبنان     | جهة الإصدار: مصرف لبنان     | المُصمِم: غير معروف      | المُصمِم: غير معروف      | المُصمِم: غير معروف      | المُصمِم: غير معروف      |
| العلامة المائية: شجرة الأرز | العلامة المائية: شجرة الأرز | العلامة المائية: شجرة الأرز | العلامة المائية: شجرة الأرز | الأبعاد (مم): 147 × 73 | الأبعاد (مم): 147 × 73 | الأبعاد (مم): 147 × 73 | الأبعاد (مم): 147 × 73 |
| وصف الوجه الأمامي |                             |                             |                             |                        |                        |                        |                        |
| - الصور والرموز والرسومات: أشكال هندسية - اللون: أصفر - برتقالي- أبيض - الكتابات: مَصرف لبْنَان الفئة بالأرقام الهندية، وكتابةً بالعربية عَشرة آلاف ليرَة                                      |                             |                             |                             |                        |                        |                        |                        |
| وصف الوجه الخلفي |                             |                             |                             |                        |                        |                        |                        |
| - الصور والرموز والرسومات: تمثال الشهداء - اللون: برتقالي - أخضر -أبيض - الكتابات: (بالفرنسية: BANQUE DU LIBAN)، الفئة بالأرقام العربية، وكتابة بالفرنسيَّة: (بالفرنسية: DIX MILLE LIVRES) |                             |                             |                             |                        |                        |                        |                        |
| صورة الوجه الأمامي | صورة الوجه الخلفي           | مكان وتاريخ الإصدار         | المطبعة                     | التوقيع                | PCLB                   | SCWPM                  | الملاحظات              |
| |                             | بيروت 06-05-1998            | BABN                        | توقيع 26               | 106a                   | Pick# 00               | تحتوي رمزاً شريطياً      |

| عشرة آلاف ليرة | عشرة آلاف ليرة                                                       | عشرة آلاف ليرة                                                       | عشرة آلاف ليرة                                                       | عشرة آلاف ليرة         | عشرة آلاف ليرة         | عشرة آلاف ليرة         | عشرة آلاف ليرة         |
| الوصف | الوصف                                                                | الوصف                                                                | الوصف                                                                | الوصف                  | الوصف                  | الوصف                  | الوصف                  |
| --- | -------------------------------------------------------------------- | -------------------------------------------------------------------- | -------------------------------------------------------------------- | ---------------------- | ---------------------- | ---------------------- | ---------------------- |
| جهة الإصدار: مصرف لبنان | جهة الإصدار: مصرف لبنان                                              | جهة الإصدار: مصرف لبنان                                              | جهة الإصدار: مصرف لبنان                                              | المُصمِم: غير معروف      | المُصمِم: غير معروف      | المُصمِم: غير معروف      | المُصمِم: غير معروف      |
| العلامة المائية: شجرة الأرز، أسفلها رقم الفئة بالأرقام الهندية 10000 | العلامة المائية: شجرة الأرز، أسفلها رقم الفئة بالأرقام الهندية 10000 | العلامة المائية: شجرة الأرز، أسفلها رقم الفئة بالأرقام الهندية 10000 | العلامة المائية: شجرة الأرز، أسفلها رقم الفئة بالأرقام الهندية 10000 | الأبعاد (مم): 128 × 66 | الأبعاد (مم): 128 × 66 | الأبعاد (مم): 128 × 66 | الأبعاد (مم): 128 × 66 |
| وصف الوجه الأمامي |                                                                      |                                                                      |                                                                      |                        |                        |                        |                        |
| - الصور والرموز والرسومات: أشكال هندسية - اللون: أصفر - برتقالي- أبيض - الكتابات: مَصرف لبْنَان الفئة بالأرقام الهندية، وكتابةً بالعربية عَشرة آلاف ليرَة                                      |                                                                      |                                                                      |                                                                      |                        |                        |                        |                        |
| وصف الوجه الخلفي |                                                                      |                                                                      |                                                                      |                        |                        |                        |                        |
| - الصور والرموز والرسومات: تمثال الشهداء - اللون: برتقالي - أخضر -أبيض - الكتابات: (بالفرنسية: BANQUE DU LIBAN)، الفئة بالأرقام العربية، وكتابة بالفرنسيَّة: (بالفرنسية: DIX MILLE LIVRES) |                                                                      |                                                                      |                                                                      |                        |                        |                        |                        |
| صورة الوجه الأمامي | صورة الوجه الخلفي                                                    | مكان وتاريخ الإصدار                                                  | المطبعة                                                              | التوقيع                | PCLB                   | SCWPM                  | الملاحظات              |
| |                                                                      | بيروت 22-11-2004                                                     | G&D                                                                  | توقيع 28               | 117a                   | Pick# 00               | تحتوي رمزاً شريطياً      |
| |                                                                      | بيروت 17-06-2008                                                     | G&D                                                                  | توقيع 28               | 117b                   | Pick# 00               | تحتوي رمزاً شريطياً      |

| عشرة آلاف ليرة | عشرة آلاف ليرة                                                       | عشرة آلاف ليرة                                                       | عشرة آلاف ليرة                                                       | عشرة آلاف ليرة         | عشرة آلاف ليرة         | عشرة آلاف ليرة         | عشرة آلاف ليرة              |
| الوصف | الوصف                                                                | الوصف                                                                | الوصف                                                                | الوصف                  | الوصف                  | الوصف                  | الوصف                       |
| --- | -------------------------------------------------------------------- | -------------------------------------------------------------------- | -------------------------------------------------------------------- | ---------------------- | ---------------------- | ---------------------- | --------------------------- |
| جهة الإصدار: مصرف لبنان | جهة الإصدار: مصرف لبنان                                              | جهة الإصدار: مصرف لبنان                                              | جهة الإصدار: مصرف لبنان                                              | المُصمِم: غير معروف      | المُصمِم: غير معروف      | المُصمِم: غير معروف      | المُصمِم: غير معروف           |
| العلامة المائية: شجرة الأرز، أسفلها رقم الفئة بالأرقام الهندية 10000 | العلامة المائية: شجرة الأرز، أسفلها رقم الفئة بالأرقام الهندية 10000 | العلامة المائية: شجرة الأرز، أسفلها رقم الفئة بالأرقام الهندية 10000 | العلامة المائية: شجرة الأرز، أسفلها رقم الفئة بالأرقام الهندية 10000 | الأبعاد (مم): 127 × 66 | الأبعاد (مم): 127 × 66 | الأبعاد (مم): 127 × 66 | الأبعاد (مم): 127 × 66      |
| وصف الوجه الأمامي |                                                                      |                                                                      |                                                                      |                        |                        |                        |                             |
| - الصور والرموز والرسومات: أشكال هندسية - اللون: أصفر - أحمر- أبيض - الكتابات: مَصرف لبْنَان الفئة بالأرقام الهندية، وكتابةً بالعربية عَشرة آلاف ليرَة                                             |                                                                      |                                                                      |                                                                      |                        |                        |                        |                             |
| وصف الوجه الخلفي |                                                                      |                                                                      |                                                                      |                        |                        |                        |                             |
| - الصور والرموز والرسومات: تمثال الشهداء - اللون: أحمر - أخضر - أصفر -أبيض - الكتابات: (بالفرنسية: BANQUE DU LIBAN)، الفئة بالأرقام العربية، وكتابة بالفرنسيَّة: (بالفرنسية: DIX MILLE LIVRES) |                                                                      |                                                                      |                                                                      |                        |                        |                        |                             |
| صورة الوجه الأمامي | صورة الوجه الخلفي                                                    | مكان وتاريخ الإصدار                                                  | المطبعة                                                              | التوقيع                | PCLB                   | SCWPM                  | الملاحظات                   |
| |                                                                      | بيروت 17-06-2012                                                     | OT                                                                   | توقيع 29               | 123a                   | Pick# 00               | تحتوي علامات بريل للمكفوفين |
| |                                                                      | بيروت 01-04-2014                                                     | OT                                                                   | توقيع 29               | 123b                   | Pick# 00               | تحتوي علامات بريل للمكفوفين |

#### عشرون ألف ليرة
| عشرون ألف ليرة | عشرون ألف ليرة              | عشرون ألف ليرة              | عشرون ألف ليرة              | عشرون ألف ليرة         | عشرون ألف ليرة         | عشرون ألف ليرة         | عشرون ألف ليرة         |
| الوصف | الوصف                       | الوصف                       | الوصف                       | الوصف                  | الوصف                  | الوصف                  | الوصف                  |
| --- | --------------------------- | --------------------------- | --------------------------- | ---------------------- | ---------------------- | ---------------------- | ---------------------- |
| جهة الإصدار: مصرف لبنان | جهة الإصدار: مصرف لبنان     | جهة الإصدار: مصرف لبنان     | جهة الإصدار: مصرف لبنان     | المُصمِم: غير معروف      | المُصمِم: غير معروف      | المُصمِم: غير معروف      | المُصمِم: غير معروف      |
| العلامة المائية: شجرة الأرز | العلامة المائية: شجرة الأرز | العلامة المائية: شجرة الأرز | العلامة المائية: شجرة الأرز | الأبعاد (مم): 151 × 80 | الأبعاد (مم): 151 × 80 | الأبعاد (مم): 151 × 80 | الأبعاد (مم): 151 × 80 |
| وصف الوجه الأمامي |                             |                             |                             |                        |                        |                        |                        |
| - الصور والرموز والرسومات: أشكال هندسية - اللون: أحمر ، بني ، أصفر - الكتابات: اسم المصرف باللغة العربية: مَصرف لبْنَان الفئة بالأرقام الهندية، وكتابةً بالعربية عشرون ألفْ ليرّة                           |                             |                             |                             |                        |                        |                        |                        |
| وصف الوجه الخلفي |                             |                             |                             |                        |                        |                        |                        |
| - الصور والرموز والرسومات: - اللون: أحمر ، بني ، أصفر - الكتابات: اسم المصرف باللغة الفرنسيَّة: (بالفرنسية: BANQUE DU LIBAN)، الفئة بالأرقام العربية، وكتابة بالفرنسيَّة: (بالفرنسية: VINGT MILLE LIVRES) |                             |                             |                             |                        |                        |                        |                        |
| صورة الوجه الأمامي | صورة الوجه الخلفي           | مكان وتاريخ الإصدار         | المطبعة                     | التوقيع                | PCLB                   | SCWPM                  | الملاحظات              |
| |                             | بيروت 01-04-1994            | BABN                        | توقيع 26               | 103a                   | Pick# 00               | تحتوي رمزاً شريطياً      |
| |                             | بيروت 04-12-1995            | BABN                        | توقيع 26               | 103b                   | Pick# 00               | تحتوي رمزاً شريطياً      |
| |                             | بيروت 08-10-1999            | BABN                        | توقيع 27               | 108a                   | Pick# 00               | تحتوي رمزاً شريطياً      |
| |                             | بيروت 28-07-2001            | G&D                         | توقيع 26               | 112a                   | Pick# 00               | تحتوي رمزاً شريطياً      |

| عشرون ألف ليرة | عشرون ألف ليرة                                     | عشرون ألف ليرة                                     | عشرون ألف ليرة                                     | عشرون ألف ليرة         | عشرون ألف ليرة         | عشرون ألف ليرة         | عشرون ألف ليرة         |
| الوصف | الوصف                                              | الوصف                                              | الوصف                                              | الوصف                  | الوصف                  | الوصف                  | الوصف                  |
| --- | -------------------------------------------------- | -------------------------------------------------- | -------------------------------------------------- | ---------------------- | ---------------------- | ---------------------- | ---------------------- |
| جهة الإصدار: مصرف لبنان | جهة الإصدار: مصرف لبنان                            | جهة الإصدار: مصرف لبنان                            | جهة الإصدار: مصرف لبنان                            | المُصمِم: غير معروف      | المُصمِم: غير معروف      | المُصمِم: غير معروف      | المُصمِم: غير معروف      |
| العلامة المائية: شجرة الأرز أسفلها رقم الفئة 20000 | العلامة المائية: شجرة الأرز أسفلها رقم الفئة 20000 | العلامة المائية: شجرة الأرز أسفلها رقم الفئة 20000 | العلامة المائية: شجرة الأرز أسفلها رقم الفئة 20000 | الأبعاد (مم): 151 × 80 | الأبعاد (مم): 151 × 80 | الأبعاد (مم): 151 × 80 | الأبعاد (مم): 151 × 80 |
| وصف الوجه الأمامي |                                                    |                                                    |                                                    |                        |                        |                        |                        |
| - الصور والرموز والرسومات: أشكال هندسية - اللون: أحمر - الكتابات: اسم المصرف باللغة العربية: مَصرف لبْنَان الفئة بالأرقام الهندية، وكتابةً بالعربية عشرون ألفْ ليرّة                                        |                                                    |                                                    |                                                    |                        |                        |                        |                        |
| وصف الوجه الخلفي |                                                    |                                                    |                                                    |                        |                        |                        |                        |
| - الصور والرموز والرسومات: أشكال هندسية - اللون: أحمر - الكتابات: اسم المصرف باللغة الفرنسيَّة: (بالفرنسية: BANQUE DU LIBAN)، الفئة بالأرقام العربية، وكتابة بالفرنسيَّة: (بالفرنسية: VINGT MILLE LIVRES) |                                                    |                                                    |                                                    |                        |                        |                        |                        |
| صورة الوجه الأمامي | صورة الوجه الخلفي                                  | مكان وتاريخ الإصدار                                | المطبعة                                            | التوقيع                | PCLB                   | SCWPM                  | الملاحظات              |
| |                                                    | بيروت 22-11-2004                                   | OEBS                                               | توقيع 28               | 118a                   | Pick# 00               | تحتوي على رمز شريطي    |

| عشرون ألف ليرة | عشرون ألف ليرة                                                        | عشرون ألف ليرة                                                        | عشرون ألف ليرة                                                        | عشرون ألف ليرة         | عشرون ألف ليرة         | عشرون ألف ليرة         | عشرون ألف ليرة              |
| الوصف | الوصف                                                                 | الوصف                                                                 | الوصف                                                                 | الوصف                  | الوصف                  | الوصف                  | الوصف                       |
| --- | --------------------------------------------------------------------- | --------------------------------------------------------------------- | --------------------------------------------------------------------- | ---------------------- | ---------------------- | ---------------------- | --------------------------- |
| جهة الإصدار: مصرف لبنان | جهة الإصدار: مصرف لبنان                                               | جهة الإصدار: مصرف لبنان                                               | جهة الإصدار: مصرف لبنان                                               | المُصمِم: غير معروف      | المُصمِم: غير معروف      | المُصمِم: غير معروف      | المُصمِم: غير معروف           |
| العلامة المائية: شجرة الأرز وبأسفلها رقم الفئة بالأرقام الهندية 20000 | العلامة المائية: شجرة الأرز وبأسفلها رقم الفئة بالأرقام الهندية 20000 | العلامة المائية: شجرة الأرز وبأسفلها رقم الفئة بالأرقام الهندية 20000 | العلامة المائية: شجرة الأرز وبأسفلها رقم الفئة بالأرقام الهندية 20000 | الأبعاد (مم): 130 × 72 | الأبعاد (مم): 130 × 72 | الأبعاد (مم): 130 × 72 | الأبعاد (مم): 130 × 72      |
| وصف الوجه الأمامي |                                                                       |                                                                       |                                                                       |                        |                        |                        |                             |
| - الصور والرموز والرسومات: أشكال هندسية - اللون: أحمر - أصفر - الكتابات: اسم المصرف باللغة العربيَّة: مَصرف لبْنَان الفئة بالأرقام الهندية، وكتابةً بالعربية عشرون ألفْ ليرّة                                        |                                                                       |                                                                       |                                                                       |                        |                        |                        |                             |
| وصف الوجه الخلفي |                                                                       |                                                                       |                                                                       |                        |                        |                        |                             |
| - الصور والرموز والرسومات: أشكال هندسية - اللون: أحمر - أصفر - الكتابات: اسم المصرف باللغة الفرنسيَّة: (بالفرنسية: BANQUE DU LIBAN)، الفئة بالأرقام العربية، وكتابة بالفرنسيَّة: (بالفرنسية: VINGT MILLE LIVRES) |                                                                       |                                                                       |                                                                       |                        |                        |                        |                             |
| صورة الوجه الأمامي | صورة الوجه الخلفي                                                     | مكان وتاريخ الإصدار                                                   | المطبعة                                                               | التوقيع                | PCLB                   | SCWPM                  | الملاحظات                   |
| |                                                                       | بيروت 17-06-2012                                                      | OEBS                                                                  | توقيع 29               | 124a                   | Pick# 00               | تحتوي علامات بريل للمكفوفين |
| |                                                                       | بيروت 01-04-2014                                                      | G&D                                                                   | توقيع 29               | 124b                   | Pick# 00               | تحتوي علامات بريل للمكفوفين |
| |                                                                       | بيروت 01-01-2019                                                      | FGU                                                                   | توقيع 29               | 131a                   | Pick# 00               | تحتوي علامات بريل للمكفوفين |

#### خمسون ألف ليرة
| خمسون ألف ليرة | خمسون ألف ليرة              | خمسون ألف ليرة              | خمسون ألف ليرة              | خمسون ألف ليرة         | خمسون ألف ليرة         | خمسون ألف ليرة         | خمسون ألف ليرة         |
| الوصف | الوصف                       | الوصف                       | الوصف                       | الوصف                  | الوصف                  | الوصف                  | الوصف                  |
| --- | --------------------------- | --------------------------- | --------------------------- | ---------------------- | ---------------------- | ---------------------- | ---------------------- |
| جهة الإصدار: مصرف لبنان | جهة الإصدار: مصرف لبنان     | جهة الإصدار: مصرف لبنان     | جهة الإصدار: مصرف لبنان     | المُصمِم: غير معروف      | المُصمِم: غير معروف      | المُصمِم: غير معروف      | المُصمِم: غير معروف      |
| العلامة المائية: شجرة الأرز | العلامة المائية: شجرة الأرز | العلامة المائية: شجرة الأرز | العلامة المائية: شجرة الأرز | الأبعاد (مم): 156 × 85 | الأبعاد (مم): 156 × 85 | الأبعاد (مم): 156 × 85 | الأبعاد (مم): 156 × 85 |
| وصف الوجه الأمامي |                             |                             |                             |                        |                        |                        |                        |
| - الصور والرموز والرسومات: قارِبَين - اللون: أزرق - أصفر - أبيض - الكتابات: اسم المصرف باللغة العربية: مَصرف لبْنَان الفئة بالأرقام الهندية، وكتابةً بالعربية خمسون ألفْ ليرّة                                            |                             |                             |                             |                        |                        |                        |                        |
| وصف الوجه الخلفي |                             |                             |                             |                        |                        |                        |                        |
| - الصور والرموز والرسومات: معينات - اللون: أزرق - أصفر - أبيض - الكتابات: اسم المصرف باللغة الفرنسيَّة: (بالفرنسية: BANQUE DU LIBAN)، الفئة بالأرقام العربية، وكتابة بالفرنسيَّة: (بالفرنسية: CINQUANTE MILLE LIVRES) |                             |                             |                             |                        |                        |                        |                        |
| صورة الوجه الأمامي | صورة الوجه الخلفي           | مكان وتاريخ الإصدار         | المطبعة                     | التوقيع                | PCLB                   | SCWPM                  | الملاحظات              |
| |                             | بيروت 01-04-1994            | BABN                        | توقيع 26               | 104a                   | Pick# 00               | تحتوي رمزاً شريطياً      |
| |                             | بيروت 04-12-1995            | BABN                        | توقيع 26               | 104b                   | Pick# 00               | تحتوي رمزاً شريطياً      |

| خمسون ألف ليرة | خمسون ألف ليرة              | خمسون ألف ليرة              | خمسون ألف ليرة              | خمسون ألف ليرة         | خمسون ألف ليرة         | خمسون ألف ليرة         | خمسون ألف ليرة         |
| الوصف | الوصف                       | الوصف                       | الوصف                       | الوصف                  | الوصف                  | الوصف                  | الوصف                  |
| --- | --------------------------- | --------------------------- | --------------------------- | ---------------------- | ---------------------- | ---------------------- | ---------------------- |
| جهة الإصدار: مصرف لبنان | جهة الإصدار: مصرف لبنان     | جهة الإصدار: مصرف لبنان     | جهة الإصدار: مصرف لبنان     | المُصمِم: غير معروف      | المُصمِم: غير معروف      | المُصمِم: غير معروف      | المُصمِم: غير معروف      |
| العلامة المائية: شجرة الأرز | العلامة المائية: شجرة الأرز | العلامة المائية: شجرة الأرز | العلامة المائية: شجرة الأرز | الأبعاد (مم): 156 × 85 | الأبعاد (مم): 156 × 85 | الأبعاد (مم): 156 × 85 | الأبعاد (مم): 156 × 85 |
| وصف الوجه الأمامي |                             |                             |                             |                        |                        |                        |                        |
| - الصور والرموز والرسومات: قارِبَين - اللون: أزرق ، أصفر ، أبيض - الكتابات: اسم المصرف باللغة العربية: مَصرف لبْنَان الفئة بالأرقام الهندية، وكتابةً بالعربية خمسون ألفْ ليرة                                            |                             |                             |                             |                        |                        |                        |                        |
| وصف الوجه الخلفي |                             |                             |                             |                        |                        |                        |                        |
| - الصور والرموز والرسومات: معينات - اللون: أزرق ، أصفر ، أبيض - الكتابات: اسم المصرف باللغة الفرنسيَّة: (بالفرنسية: BANQUE DU LIBAN)، الفئة بالأرقام العربية، وكتابة بالفرنسيَّة: (بالفرنسية: CINQUANTE MILLE LIVRES) |                             |                             |                             |                        |                        |                        |                        |
| صورة الوجه الأمامي | صورة الوجه الخلفي           | مكان وتاريخ الإصدار         | المطبعة                     | التوقيع                | PCLB                   | SCWPM                  | الملاحظات              |
| |                             | بيروت 08-10-1999            | BABN                        | توقيع 27               | 109a                   | Pick# 00               | تحتوي رمزاً شريطياً      |
| |                             | بيروت 28-07-2001            | G&D                         | توقيع 26               | 113a                   | Pick# 00               | تحتوي رمزاً شريطياً      |
| |                             | بيروت 22-11-2004            | OEBS                        | توقيع 28               | 119a                   | Pick# 00               | تحتوي رمزاً شريطياً      |

| خمسون ألف ليرة | خمسون ألف ليرة                                                        | خمسون ألف ليرة                                                        | خمسون ألف ليرة                                                        | خمسون ألف ليرة         | خمسون ألف ليرة         | خمسون ألف ليرة         | خمسون ألف ليرة              |
| الوصف | الوصف                                                                 | الوصف                                                                 | الوصف                                                                 | الوصف                  | الوصف                  | الوصف                  | الوصف                       |
| --- | --------------------------------------------------------------------- | --------------------------------------------------------------------- | --------------------------------------------------------------------- | ---------------------- | ---------------------- | ---------------------- | --------------------------- |
| جهة الإصدار: مصرف لبنان | جهة الإصدار: مصرف لبنان                                               | جهة الإصدار: مصرف لبنان                                               | جهة الإصدار: مصرف لبنان                                               | المُصمِم: غير معروف      | المُصمِم: غير معروف      | المُصمِم: غير معروف      | المُصمِم: غير معروف           |
| العلامة المائية: شجرة الأرز ، أسفلها رقم الفئة بالأرقام الهندية 50000 | العلامة المائية: شجرة الأرز ، أسفلها رقم الفئة بالأرقام الهندية 50000 | العلامة المائية: شجرة الأرز ، أسفلها رقم الفئة بالأرقام الهندية 50000 | العلامة المائية: شجرة الأرز ، أسفلها رقم الفئة بالأرقام الهندية 50000 | الأبعاد (مم): 141 × 77 | الأبعاد (مم): 141 × 77 | الأبعاد (مم): 141 × 77 | الأبعاد (مم): 141 × 77      |
| وصف الوجه الأمامي |                                                                       |                                                                       |                                                                       |                        |                        |                        |                             |
| - الصور والرموز والرسومات: قارِب ، أشكال هندسية - اللون: أخضر ، أزرق - الكتابات: اسم المصرف باللغة العربية: مَصرف لبْنَان الفئة بالأرقام الهندية، وكتابةً بالعربية خمسون ألفْ ليرة                               |                                                                       |                                                                       |                                                                       |                        |                        |                        |                             |
| وصف الوجه الخلفي |                                                                       |                                                                       |                                                                       |                        |                        |                        |                             |
| - الصور والرموز والرسومات: معينات - اللون: أخضر ، أزرق - الكتابات: اسم المصرف باللغة الفرنسيَّة: (بالفرنسية: BANQUE DU LIBAN)، الفئة بالأرقام العربية، وكتابة بالفرنسيَّة: (بالفرنسية: CINQUANTE MILLE LIVRES) |                                                                       |                                                                       |                                                                       |                        |                        |                        |                             |
| صورة الوجه الأمامي | صورة الوجه الخلفي                                                     | مكان وتاريخ الإصدار                                                   | المطبعة                                                               | التوقيع                | PCLB                   | SCWPM                  | الملاحظات                   |
| |                                                                       | بيروت 24-02-2011                                                      | FGU                                                                   | توقيع 29               | 125a                   | Pick# 00               | تحتوي علامات بريل للمكفوفين |
| |                                                                       | بيروت 17-06-2012                                                      | FGU                                                                   | توقيع 29               | 125b                   | Pick# 00               | تحتوي علامات بريل للمكفوفين |

| خمسون ألف ليرة | خمسون ألف ليرة                                                        | خمسون ألف ليرة                                                        | خمسون ألف ليرة                                                        | خمسون ألف ليرة         | خمسون ألف ليرة         | خمسون ألف ليرة         | خمسون ألف ليرة              |
| الوصف | الوصف                                                                 | الوصف                                                                 | الوصف                                                                 | الوصف                  | الوصف                  | الوصف                  | الوصف                       |
| --- | --------------------------------------------------------------------- | --------------------------------------------------------------------- | --------------------------------------------------------------------- | ---------------------- | ---------------------- | ---------------------- | --------------------------- |
| جهة الإصدار: مصرف لبنان | جهة الإصدار: مصرف لبنان                                               | جهة الإصدار: مصرف لبنان                                               | جهة الإصدار: مصرف لبنان                                               | المُصمِم: غير معروف      | المُصمِم: غير معروف      | المُصمِم: غير معروف      | المُصمِم: غير معروف           |
| العلامة المائية: شجرة الأرز وبأسفلها رقم الفئة بالأرقام الهندية 50000 | العلامة المائية: شجرة الأرز وبأسفلها رقم الفئة بالأرقام الهندية 50000 | العلامة المائية: شجرة الأرز وبأسفلها رقم الفئة بالأرقام الهندية 50000 | العلامة المائية: شجرة الأرز وبأسفلها رقم الفئة بالأرقام الهندية 50000 | الأبعاد (مم): 141 × 77 | الأبعاد (مم): 141 × 77 | الأبعاد (مم): 141 × 77 | الأبعاد (مم): 141 × 77      |
| وصف الوجه الأمامي |                                                                       |                                                                       |                                                                       |                        |                        |                        |                             |
| - الصور والرموز والرسومات: أشكال هندسية ، قارب - اللون: أخضر ، أزرق - الكتابات: اسم المصرف باللغة العربية: مَصرف لبْنَان الفئة بالأرقام الهندية، وكتابةً بالعربية خمسون ألفْ ليرة                               |                                                                       |                                                                       |                                                                       |                        |                        |                        |                             |
| وصف الوجه الخلفي |                                                                       |                                                                       |                                                                       |                        |                        |                        |                             |
| - الصور والرموز والرسومات: معينات - اللون: أخضر ، أزرق - الكتابات: اسم المصرف باللغة الفرنسيَّة: (بالفرنسية: BANQUE DU LIBAN)، الفئة بالأرقام العربية، وكتابة بالفرنسيَّة: (بالفرنسية: CINQUANTE MILLE LIVRES) |                                                                       |                                                                       |                                                                       |                        |                        |                        |                             |
| صورة الوجه الأمامي | صورة الوجه الخلفي                                                     | مكان وتاريخ الإصدار                                                   | المطبعة                                                               | التوقيع                | PCLB                   | SCWPM                  | الملاحظات                   |
| |                                                                       | بيروت 01-01-2016                                                      | OT                                                                    | توقيع 29               | 132a                   | Pick# 00               | تحتوي علامات بريل للمكفوفين |
| |                                                                       | بيروت 01-01-2019                                                      | CRANE                                                                 | توقيع 29               | 132b                   | Pick# 00               | تحتوي علامات بريل للمكفوفين |

#### مئة ألف ليرة
| مئة ألف ليرة | مئة ألف ليرة                | مئة ألف ليرة                | مئة ألف ليرة                | مئة ألف ليرة           | مئة ألف ليرة           | مئة ألف ليرة           | مئة ألف ليرة           |
| الوصف | الوصف                       | الوصف                       | الوصف                       | الوصف                  | الوصف                  | الوصف                  | الوصف                  |
| --- | --------------------------- | --------------------------- | --------------------------- | ---------------------- | ---------------------- | ---------------------- | ---------------------- |
| جهة الإصدار: مصرف لبنان | جهة الإصدار: مصرف لبنان     | جهة الإصدار: مصرف لبنان     | جهة الإصدار: مصرف لبنان     | المُصمِم: غير معروف      | المُصمِم: غير معروف      | المُصمِم: غير معروف      | المُصمِم: غير معروف      |
| العلامة المائية: شجرة الأرز | العلامة المائية: شجرة الأرز | العلامة المائية: شجرة الأرز | العلامة المائية: شجرة الأرز | الأبعاد (مم): 162 × 90 | الأبعاد (مم): 162 × 90 | الأبعاد (مم): 162 × 90 | الأبعاد (مم): 162 × 90 |
| وصف الوجه الأمامي |                             |                             |                             |                        |                        |                        |                        |
| - الصور والرموز والرسومات: أشكال هندسية - اللون: أخضر ، أزرق - الكتابات: اسم المصرف باللغة العربية: مَصرف لبْنَان الفئة بالأرقام الهندية، وكتابةً بالعربية مئَة ألفْ ليرة                                 |                             |                             |                             |                        |                        |                        |                        |
| وصف الوجه الخلفي |                             |                             |                             |                        |                        |                        |                        |
| - الصور والرموز والرسومات: ثمار - اللون: أخضر ، أزرق - الكتابات: اسم المصرف باللغة الفرنسيَّة: (بالفرنسية: BANQUE DU LIBAN)، الفئة بالأرقام العربية، وكتابة بالفرنسيَّة: (بالفرنسية: CENT MILLE LIVRES) |                             |                             |                             |                        |                        |                        |                        |
| صورة الوجه الأمامي | صورة الوجه الخلفي           | مكان وتاريخ الإصدار         | المطبعة                     | التوقيع                | PCLB                   | SCWPM                  | الملاحظات              |
| |                             | بيروت 01-04-1994            | BABN                        | توقيع 26               | 105a                   | Pick# 00               | تحتوي رمزاً شريطياً      |
| |                             | بيروت 04-12-1995            | BABN                        | توقيع 26               | 105b                   | Pick# 00               | تحتوي رمزاً شريطياً      |

| مئة ألف ليرة | مئة ألف ليرة                | مئة ألف ليرة                | مئة ألف ليرة                | مئة ألف ليرة           | مئة ألف ليرة           | مئة ألف ليرة           | مئة ألف ليرة                                    |
| الوصف | الوصف                       | الوصف                       | الوصف                       | الوصف                  | الوصف                  | الوصف                  | الوصف                                           |
| --- | --------------------------- | --------------------------- | --------------------------- | ---------------------- | ---------------------- | ---------------------- | ----------------------------------------------- |
| جهة الإصدار: مصرف لبنان | جهة الإصدار: مصرف لبنان     | جهة الإصدار: مصرف لبنان     | جهة الإصدار: مصرف لبنان     | المُصمِم: غير معروف      | المُصمِم: غير معروف      | المُصمِم: غير معروف      | المُصمِم: غير معروف                               |
| العلامة المائية: شجرة الأرز | العلامة المائية: شجرة الأرز | العلامة المائية: شجرة الأرز | العلامة المائية: شجرة الأرز | الأبعاد (مم): 162 × 90 | الأبعاد (مم): 162 × 90 | الأبعاد (مم): 162 × 90 | الأبعاد (مم): 162 × 90                          |
| وصف الوجه الأمامي |                             |                             |                             |                        |                        |                        |                                                 |
| - الصور والرموز والرسومات: أشكال هندسية - اللون: أخضر ، أزرق - الكتابات: اسم المصرف باللغة العربية: مَصرف لبْنَان الفئة بالأرقام الهندية، وكتابةً بالعربية مئَة ألفْ ليرة                                 |                             |                             |                             |                        |                        |                        |                                                 |
| وصف الوجه الخلفي |                             |                             |                             |                        |                        |                        |                                                 |
| - الصور والرموز والرسومات: ثمار - اللون: أخضر ، أزرق - الكتابات: اسم المصرف باللغة الفرنسيَّة: (بالفرنسية: BANQUE DU LIBAN)، الفئة بالأرقام العربية، وكتابة بالفرنسيَّة: (بالفرنسية: CENT MILLE LIVRES) |                             |                             |                             |                        |                        |                        |                                                 |
| صورة الوجه الأمامي | صورة الوجه الخلفي           | مكان وتاريخ الإصدار         | المطبعة                     | التوقيع                | PCLB                   | SCWPM                  | الملاحظات                                       |
| |                             | بيروت 08-10-1999            | BABN                        | توقيع 27               | 110a                   | Pick# 00               | تحتوي رمزاً شريطياً                               |
| |                             | بيروت 28-07-2001            | G&D                         | توقيع 26               | 114a                   | Pick# 00               | تحتوي رمزاً شريطياً                               |
| |                             | بيروت 22-11-2004            | OEBS                        | توقيع 28               | 120a                   | Pick# 00               | أبعاد مختلفة (مم) [148 × 82]، تحتوي رمزاً شريطياً |

| مئة ألف ليرة | مئة ألف ليرة                                                         | مئة ألف ليرة                                                         | مئة ألف ليرة                                                         | مئة ألف ليرة           | مئة ألف ليرة           | مئة ألف ليرة           | مئة ألف ليرة                   |
| الوصف | الوصف                                                                | الوصف                                                                | الوصف                                                                | الوصف                  | الوصف                  | الوصف                  | الوصف                          |
| --- | -------------------------------------------------------------------- | -------------------------------------------------------------------- | -------------------------------------------------------------------- | ---------------------- | ---------------------- | ---------------------- | ------------------------------ |
| جهة الإصدار: مصرف لبنان | جهة الإصدار: مصرف لبنان                                              | جهة الإصدار: مصرف لبنان                                              | جهة الإصدار: مصرف لبنان                                              | المُصمِم: غير معروف      | المُصمِم: غير معروف      | المُصمِم: غير معروف      | المُصمِم: غير معروف              |
| العلامة المائية: شجرة الأرز أسفلها رقم الفئة بالأرقام الهندية 100000 | العلامة المائية: شجرة الأرز أسفلها رقم الفئة بالأرقام الهندية 100000 | العلامة المائية: شجرة الأرز أسفلها رقم الفئة بالأرقام الهندية 100000 | العلامة المائية: شجرة الأرز أسفلها رقم الفئة بالأرقام الهندية 100000 | الأبعاد (مم): 148 × 82 | الأبعاد (مم): 148 × 82 | الأبعاد (مم): 148 × 82 | الأبعاد (مم): 148 × 82         |
| وصف الوجه الأمامي |                                                                      |                                                                      |                                                                      |                        |                        |                        |                                |
| - الصور والرموز والرسومات: أشكال هندسية - اللون: أخضر - الكتابات: اسم المصرف باللغة العربية: مَصرف لبْنَان الفئة بالأرقام الهندية، وكتابةً بالعربية مئَة ألفْ ليرة                                 |                                                                      |                                                                      |                                                                      |                        |                        |                        |                                |
| وصف الوجه الخلفي |                                                                      |                                                                      |                                                                      |                        |                        |                        |                                |
| - الصور والرموز والرسومات: ثمار - اللون: أخضر - الكتابات: اسم المصرف باللغة الفرنسيَّة: (بالفرنسية: BANQUE DU LIBAN)، الفئة بالأرقام العربية، وكتابة بالفرنسيَّة: (بالفرنسية: CENT MILLE LIVRES) |                                                                      |                                                                      |                                                                      |                        |                        |                        |                                |
| صورة الوجه الأمامي | صورة الوجه الخلفي                                                    | مكان وتاريخ الإصدار                                                  | المطبعة                                                              | التوقيع                | PCLB                   | SCWPM                  | الملاحظات                      |
| |                                                                      | بيروت 24-02-2011                                                     | FGU                                                                  | توقيع 29               | 126a                   | Pick# 00               | تحوي على كتابات بريل للمكفوفين |
| |                                                                      | بيروت 17-06-2012                                                     | FGU                                                                  | توقيع 29               | 126 a                  | Pick# 00               | تحوي على كتابات بريل للمكفوفين |

| مئة ألف ليرة | مئة ألف ليرة                                                         | مئة ألف ليرة                                                         | مئة ألف ليرة                                                         | مئة ألف ليرة           | مئة ألف ليرة           | مئة ألف ليرة           | مئة ألف ليرة                                  |
| الوصف | الوصف                                                                | الوصف                                                                | الوصف                                                                | الوصف                  | الوصف                  | الوصف                  | الوصف                                         |
| --- | -------------------------------------------------------------------- | -------------------------------------------------------------------- | -------------------------------------------------------------------- | ---------------------- | ---------------------- | ---------------------- | --------------------------------------------- |
| جهة الإصدار: مصرف لبنان | جهة الإصدار: مصرف لبنان                                              | جهة الإصدار: مصرف لبنان                                              | جهة الإصدار: مصرف لبنان                                              | المُصمِم: غير معروف      | المُصمِم: غير معروف      | المُصمِم: غير معروف      | المُصمِم: غير معروف                             |
| العلامة المائية: شجرة الأرز أسفلها رقم الفئة بالأرقام الهندية 100000                                                                                            | العلامة المائية: شجرة الأرز أسفلها رقم الفئة بالأرقام الهندية 100000 | العلامة المائية: شجرة الأرز أسفلها رقم الفئة بالأرقام الهندية 100000 | العلامة المائية: شجرة الأرز أسفلها رقم الفئة بالأرقام الهندية 100000 | الأبعاد (مم): 148 × 82 | الأبعاد (مم): 148 × 82 | الأبعاد (مم): 148 × 82 | الأبعاد (مم): 148 × 82                        |
| وصف الوجه الأمامي |                                                                      |                                                                      |                                                                      |                        |                        |                        |                                               |
| - الصور والرموز والرسومات: أشكال هندسية - اللون: أخضر - الكتابات: اسم المصرف باللغة العربية: مَصرف لبْنَان، الفئة بالأرقام الهندية، وكتابةً بالعربية مئَة ألفْ ليرة   |                                                                      |                                                                      |                                                                      |                        |                        |                        |                                               |
| وصف الوجه الخلفي |                                                                      |                                                                      |                                                                      |                        |                        |                        |                                               |
| - الصور والرموز والرسومات: ثمار - اللون: أخضر - الكتابات: اسم المصرف (بالفرنسية: BANQUE DU LIBAN)،الفئة بالأرقام العربية، وكتابة (بالفرنسية: CENT MILLE LIVRES) |                                                                      |                                                                      |                                                                      |                        |                        |                        |                                               |
| صورة الوجه الأمامي | صورة الوجه الخلفي                                                    | مكان وتاريخ الإصدار                                                  | المطبعة                                                              | التوقيع                | PCLB                   | SCWPM                  | الملاحظات                                     |
| |                                                                      | بيروت 01-01-2017                                                     | G&D                                                                  | توقيع 29               | 133a                   | Pick# 00               | تحوي على كتابات بريل للمكفوفين                |
| |                                                                      | بيروت 01-09-2020                                                     | G&D                                                                  | توقيع 30               | 135a                   | Pick# 00               | رسومات هندسية، تحوي على كتابات بريل للمكفوفين |

| مئة ألف ليرة | مئة ألف ليرة             | مئة ألف ليرة             | مئة ألف ليرة             | مئة ألف ليرة           | مئة ألف ليرة           | مئة ألف ليرة           | مئة ألف ليرة                                            |
| الوصف | الوصف                    | الوصف                    | الوصف                    | الوصف                  | الوصف                  | الوصف                  | الوصف                                                   |
| --- | ------------------------ | ------------------------ | ------------------------ | ---------------------- | ---------------------- | ---------------------- | ------------------------------------------------------- |
| جهة الإصدار: مصرف لبنان | جهة الإصدار: مصرف لبنان  | جهة الإصدار: مصرف لبنان  | جهة الإصدار: مصرف لبنان  | المُصمِم: غير معروف      | المُصمِم: غير معروف      | المُصمِم: غير معروف      | المُصمِم: غير معروف                                       |
| العلامة المائية: لا يوجد | العلامة المائية: لا يوجد | العلامة المائية: لا يوجد | العلامة المائية: لا يوجد | الأبعاد (مم): 148 × 82 | الأبعاد (مم): 148 × 82 | الأبعاد (مم): 148 × 82 | الأبعاد (مم): 148 × 82                                  |
| وصف الوجه الأمامي |                          |                          |                          |                        |                        |                        |                                                         |
| - الصور والرموز والرسومات: برج الساعة - اللون: أخضر - الكتابات: اسم المصرف باللغة العربية: مَصرف لبْنَان الفئة بالأرقام الهندية، وكتابةً بالعربية مئَة ألفْ ليرة              |                          |                          |                          |                        |                        |                        |                                                         |
| وصف الوجه الخلفي |                          |                          |                          |                        |                        |                        |                                                         |
| - الصور والرموز والرسومات: صخرة الروشة - اللون: أخضر - الكتابات: اسم المصرف (بالفرنسية: BANQUE DU LIBAN)، الفئة بالأرقام العربية، وكتابةً (بالفرنسية: CENT MILLE LIVRES) |                          |                          |                          |                        |                        |                        |                                                         |
| صورة الوجه الأمامي | صورة الوجه الخلفي        | مكان وتاريخ الإصدار      | المطبعة                  | التوقيع                | PCLB                   | SCWPM                  | الملاحظات                                               |
| |                          | بيروت 01-09-2020         | PWPW                     | توقيع 30               | 134a                   | Pick# 00               | تذكارية بمناسبة مرور مئة عام على قيام دولة لبنان الكبير |

## الهوامش

### الشركات الطابعة
| رقم المطبعة | مُعرِّف المطبعة | اسم المطبعة                                          | اسم المطبعة بالعربية                                     |
| ----------- | ------------ | ---------------------------------------------------- | -------------------------------------------------------- |
| 01          | BABN         | British American Bank Note Company Limited           | شركة الأوراق المالية البريطانية الأمريكية المحدودة       |
| 02          | BDF          | Banque De France                                     | بنك فرنسا                                                |
| 03          | BWC          | Bradbury Wilkinson & Company                         | برادبوري ويلكنسون وشركاه                                 |
| 04          | CRANE        | Crane                                                | مطبعة كراين                                              |
| 05          | FGU          | Federal State Unitary Enterprise Goznak              | مطبعة غوزناك الحكومية الاتحادية                          |
| 06          | G&D          | Giesecke & Devrient                                  | مطبعة جزيكيه آند ديفرنت                                  |
| 07          | GPP          | Government Press in Palestine                        | المطبعة الحكومية في فلسطين                               |
| 08          | ICB          | Imprimerie Catholique à Beyrouth                     | المطبعة الكاثوليكية في بيروت                             |
| 09          | MPA          | Moharrem Press in Alexandrie                         | مطابع محرم بالإسكندرية                                   |
| 10          | OEBS         | Oesterreichische Banknoten und Sicherheitsdruck GmbH | شركة الأوراق النقدية النمساوية والطباعة الأمنية المحدودة |
| 11          | OT           | Oberthur Technologies                                | مطبعة أوبرثور تيكنولوجيز                                 |
| 12          | PWPW         | Polish Security Printing Works                       | المطبعة البولندية                                        |
| 13          | SOE          | Survey Of Egypt                                      | مصلحة المساحة المصرية                                    |
| 14          | TDLR         | THOMAS DE LA RUE & COMPANY LIMITED                   | شركة توماس دو لا رو                                      |
| 15          | UNON         | Unknown                                              | غير معروف                                                |

### التواقيع
| رقم      | الصفة                                   | الاسم الأول           | صورة التوقيع الأول | الصفة                  | الاسم الثاني    | صورة التوقيع الثاني |
| -------- | --------------------------------------- | --------------------- | ------------------ | ---------------------- | --------------- | ------------------- |
| توقيع 01 | المدير                                  | ستوبير                |                    | أمين السر العام        | موريس بيرار     |                     |
| توقيع 02 | المدير                                  | ستوبير                | المدير المفوض      |                        | موريس بيرار     |                     |
| توقيع 03 | المراقب                                 | أليكس جوليان لافيريير |                    | مدير الوكالات العام    | فورج            |                     |
| توقيع 04 | المراقب                                 | أليكس جوليان لافيريير | المدير العام       | موريس بيرار            |                 |                     |
| توقيع 05 | معاون المدير العام                      | أليكس جوليان لافيريير | المدير العام       | موريس بيرار            |                 |                     |
| توقيع 06 | معاون المدير العام                      | أليكس جوليان لافيريير | الرئيس             | موريس بيرار            |                 |                     |
| توقيع 07 | الأمين العام للوكالات السورية اللبنانية | إدوارد دوليني         |                    | مراقب الإصدار اللبناني | نوف جوسيراند    | الصورة مطلوبة       |
| توقيع 08 | مدير شُعُب لبنان                          | لطيف                  |                    | الرئيس                 | رينيه بوسون     |                     |
| توقيع 09 | وزير المالية                            | أحمد الداعوق          |                    | مدير المالية العام     | نصري حداد       |                     |
| توقيع 10 | مدير المالية العام                      | نصري حداد             |                    | وزير المالية           | سامي الصلح      |                     |
| توقيع 11 | مدير المالية                            | نصري حداد             | وزير المالية       | أحمد الداعوق           |                 |                     |
| توقيع 12 | مدير المالية                            | أشرف أحدب             |                    | وزير المالية           | رياض الصلح      |                     |
| توقيع 13 | مدير المالية العام                      | أشرف أحدب             | وزير المالية       | محمد العبود            | الصورة مطلوبة   |                     |
| توقيع 14 | مدير المالية العام                      | أندريه تويني          |                    | وزير المالية           | حسين العويني    |                     |
| توقيع 15 | مدير شُعَب لبنان                          | لطيف                  |                    | الرئيس                 | إيميل عودة      | الصورة مطلوبة       |
| توقيع 16 | مدير شُعَب لبنان                          | لطيف                  | الرئيس             | هنري دي بلتيري         |                 |                     |
| توقيع 17 | المدير العام                            | غير معروف             | الرئيس             | هنري دي بلتيري         |                 |                     |
| توقيع 18 | الحاكم                                  | فيليب حبيب تقلا       |                    | نائب الحاكم الأول      | جوزيف أوغورليان |                     |
| توقيع 19 | الحاكم                                  | إلياس سركيس           |                    | نائب الحاكم الأول      | جوزيف أوغورليان |                     |
| توقيع 20 | القائم بمهام الحاكم                     | جوزيف أوغورليان       |                    | نائب الحاكم الثاني     | شفيق محرم       |                     |
| توقيع 21 | القائم بمهام الحاكم                     | جوزيف أوغورليان       | نائب الحاكم الثاني | فريد الصلح             |                 |                     |
| توقيع 22 | الحاكم                                  | ميشيل الخوري          |                    | نائب الحاكم الأول      | جوزيف أوغورليان |                     |
| توقيع 23 | الحاكم                                  | إدمون نعيم            |                    | نائب الحاكم الأول      | حسين كنعان      |                     |
| توقيع 24 | الحاكم                                  | إدمون نعيم            | نائب الحاكم الأول  | محفوظ سكينة            |                 |                     |
| توقيع 25 | الحاكم                                  | ميشيل الخوري          | نائب الحاكم الأول  | محفوظ سكينة            |                 |                     |
| توقيع 26 | الحاكم                                  | رياض توفيق سلامة      |                    | نائب الحاكم الأول      | ناصر سعيدي      |                     |
| توقيع 27 | الحاكم                                  | رياض توفيق سلامة      | نائب الحاكم الثاني | فهيم معضاد             |                 |                     |
| توقيع 28 | الحاكم                                  | رياض توفيق سلامة      | نائب الحاكم الأول  | أحمد جشي               |                 |                     |
| توقيع 29 | الحاكم                                  | رياض توفيق سلامة      | نائب الحاكم الأول  | رائد شرف الدين         |                 |                     |
| توقيع 30 | الحاكم                                  | رياض توفيق سلامة      | نائب الحاكم الأول  | وسيم منصوري            |                 |                     |

### التواشيح
استخدمت التواشيح على العملات كنوع من ميزات الأمان على العملات وللتمييز بين الطبعات
هناك نوعين من التواشيح على العملات:

توشيحات النقود الورقية التي أصدرها بنك سورية ولبنان الكبير.

1. أنواع التواشيح "بأشكال ملونة" الواردة على العملات الورقية اللبنانية:
  1. النمط أ: خط مائل مفرد
  2. النمط ب: خط مائل مضاعف
  3. النمط ج: زاوية مفردة
  4. النمط د: زاوية مضاعفة
  5. النمط هـ: مُعيَّن
2. أنواع التواشيح "بختم" الواردة على العملات الورقية اللبنانية:
  1. ختم أوراق لبنانية أو سورية على الوجه الأمامي من الأعلى أو من الأسفل بعبارة "LIBAN 1939"، أُعيد توشيح عدد من القطع اللبنانية والسورية بهذه العبارة بسبب الشح الكبير بالقطع النقدية بسبب الحرب العالمية الثانية.
  2. ختم أوراق لبنانية أو سورية على الوجه الأمامي من الأعلى أو من الأسفل بعبارة "SYRIE 1939"، ولكن القطع الموشحة بهذه العبارة تعتبر من المجموعة السورية لأن القطعة تتبع التوشيح.

## وصلات خارجية
- قسم لبنان في موقع كولنكت
- قسم لبنان في موقع متحف العملات
- الجريدة الرسمية من أرشيف جامعة يال الإلكتروني